# 福島県民健康管理調査
福島県民健康管理調査（ふくしまけんみんけんこうかんりちょうさ、英: Fukushima Health Management Survey）は、2011年（平成23年）6月より福島県で行われている調査である。
2011年3月11日の東日本大震災に伴って発生した福島第一原子力発電所事故後、県民の被ばく線量の評価を行うとともに、県民の健康状態を把握し、疾病の予防、早期発見、早期治療につなげ、もって、将来にわたる県民の健康の維持、増進を図ることを目的として調査が開始された
2014年（平成26年）4月1日に県民健康調査へ改称されている。

## 概要
国は、福島県が県民の中長期的な健康管理を可能とするために必要な事業を中長期的に実施するために創設した「福島県民健康管理基金」に 782 億円の交付金を拠出し、 全面的に県を支援している。併せて、県民健康調査の実施・協力を行う福島県立医科大学の講座を支援する予算事業を行っている。基金には東京電力からの賠償金250億円も投入され、総額は1000億円を超える。その基金から毎年事業費として40億円程度が使われている福島県の事業であり、事務担当課は保健福祉部の県民健康調査課。「県民健康調査」は「基本調査」と「詳細調査」に大きく分けられる。個々人の行動記録と線量率マップから外部被ばく線量を推計する「基本調査」と、「健康診査」、「甲状腺検査」、「こころの健康度・生活習慣に関する調査」、「妊産婦に関する調査」の 4 つからなる「詳細調査」を実施している。また、県民一人一人が自分の健康に関する様々な調査や検査結果をまとめて記録・保存できるよう「県民健康管理ファイル」を作成し、県民健康調査「基本調査」の回答者や甲状腺検査の対象者等に送付している。

### 福島県民健康管理基金
基金設置法人は福島県。基金の概要は原発事故による災害及びその影響から県民の健康を守るために、全県民を対象とした「県民健康調査」等を実施するとともに、市町村における個人積算線量計の整備等に係る経費を補助する。 基金事業の期間 平成23年度〜令和22年度。基金事業の目標は「外部被ばく線量の推計評価を行う基本調査を進めるとともに、甲状腺検査や健康診査等からなる詳細調査を今後長期にわたって行っていくことで、県民の健康をしっかりと見守っていく。」令和4年度の基金残高は474億円。環境省の説明では福島県民健康管理基金（原子力被災者健康確保・管理関連交付金）となっている。福島県では、原子力規制庁から交付された交付金を財源に基金を造成し、環境中の放射性物質又は放射線の水準の監視及び測定を行うとともに、対象市町村が行うこれら事業に対して交付金を交付している。

### 基本調査
「基本調査」では、行動記録を基に東京電力福島第一原子力発電所事故後4か月間の県民の外部被ばく線量を推計評価し、県民の健康を見守るための基礎となるデータを把握する。対象者は2011年3月11日時点での県内居住者。方法は自記式質問票、内容は3月11日以降の行動記録（被ばく線量の推計評価、2011年3月11日〜7月11日）。県外居住者は本人の申し出により問診票を送付。

### 詳細調査
「詳細調査」には、現在の健康状態を把握するための、次の4つの調査や検査がある。
1. 2011年3月11日時点で概ね18歳以下の全県民を対象とした甲状腺の超音波検査。チェルノブイリ原発事故後に小児の甲状腺がんが多く見つかったことから、対象者には繰り返し検査が行われることになった。
2. 健康診査です。避難区域等居住者に、生活環境等が変わったこと等によって生じる、生活習慣病等、その予防あるいは早期発見・早期治療につなげるために健診を行う。
3. こころの健康度・生活習慣に関する調査。避難区域居住者対象に東日本大震災と東京電力福島第一原子力発電所事故により生じた不安やこころの傷に対し、支援を行うための調査。
4. 妊産婦に関する調査は、妊産婦を対象に出産や産後の育児に関して放射能を含めた様々な心配を抱える人のための調査。

これらの調査・検査等の記録は、全県民を対象に配布する「県民健康管理ファイル」に、個々人が健康を自己管理できるよう促している。また全データをまとめた一元的なデータベースを構築し、長期にわたる知見の活用に役立てる。

### 県民健康管理ファイル
「県民健康管理ファイル」は、県民の自身が、健康に関する様々な調査や検査結果をまとめて記録・保存できるようにした「家庭用カルテ」。A4判ファイル形式で、記録編（線量測定値記録、健康の記録、健診等の記録、受診の記録）、資料編（知っておきたい放射線のこと）、クリアポケット（検査結果等の保存）により構成。データベース基本調査、詳細調査のデータほか、「県民健康調査」以外のホールボディカウンターや個人線量計のデータも管理される。県民の長期にわたる健康管理と治療に活用。健康管理を通して得られた知見を次世代に活用する。

## 健康診査
県民の健康管理を図るためには健康状態を把握し、生活習慣病の予防や疾病の早期発見、早期治療につなげていく必要があることから、避難区域等の住民に健康診査を実施。対象者は2011年3月11日に警戒区域、計画的避難区域、緊急時避難準備区域に指定された 市町村及び特定避難勧奨地点の属する区域に住民登録があった住民並びに基本調査の結果必要と認められた人。その後、県民健康調査「健康診査」については（避難区域等以外の人）と（避難区域等の人）に分類。これまで既存制度による健康診断、健康診査を受診する機会がなかった県民に対して健康診査の機会を設けることにより、生涯にわたり生活習慣病の予防や疾病の早期発見、早期治療に資することで、健康長寿県を目指すことを目的としてる。

## こころの健康度・生活習慣に関する調査
県民のこころの健康度や生活習慣を把握し、適切なケアを提供するため、「こころの健康度・生活習慣に関する調査」を実施。対象者は避難区域等の住民及び基本調査の結果必要と認められた方 〔避難区域等〕広野町、楢葉町、富岡町、川内村、大熊町、双葉町、浪江町、葛尾村、飯舘村、南相馬市、田村市、川俣町の全域及び伊達市の一部。対象者が「調査標」に記入、放射線医学県民健康管理センターに郵送。専門的支援が必要と判断されると、こころの健康支援チームから連絡、生活支援等のサポートが必要な時は市町村と連携、医師の診察が必要な場合は地域の登録医師を紹介。東日本大震災及び東京電力福島第一原子力発電所事故以降、放射線への不安、避難生活、財産の喪失及び恐怖体験等により、精神的苦痛や心的外傷（トラウマ）を負った県民のこころの健康度や生活習慣を把握し、適切なケアを提供することを目的としている。令和 2 年度「こころの健康度・生活習慣に関する調査」結果報告では中学生以下の子どもでの調査票の回答率は、対象者数の14％の2800人程度、16歳以上でも20％程度35000人程度（65歳以上の回答が多い）となっており、当初は子供6割、大人4割程度の回答数から激減してきている。

## 妊産婦に関する調査
妊産婦を対象に、健康状態等を把握して今後の健康管理に役立てるともに、これから新しく福島県内で分娩を考えている方たちへ安心を提供し、今後の福島県内の産科・周産期医療の充実へつなげることを目的に実施。対象者は2010年8月1日から2011年7月31日までに、県内各市町村において母子健康手帳を交付された人、もしくは県外市区町村から母子健康手帳を交付された人のうち、県内に転入または滞在して3月11日 以降に県内で妊婦健診を受診や分娩した人(いわゆる里帰りをした人)。対象者に「調査標」「心の健康サポートブック」を送付。記入後、放射線医学県民健康管理センターに郵送。支援が必要と判断されると、助産師や保健師等による電話支援もしくはメールによる支援する体制。先天奇形・先天異常率、早産率、低出生体重児の出生率のいずれも、事故前後で変化はなく、また全国の一般的な頻度とほぼかわらないという結果。すなわち原発事故の放射線による胎児への影響はなかったという結論が出た。本調査は、令和2年度調査で終了した。「県民健康調査」検討委員会の委員だった室月淳は、「ふたつの調査のデータから、妊娠分娩にたいしてなにも影響がなかったことから、これからもなにも心配することはない、と明確に伝えたい。」と述べた。

## 甲状腺検査
2011年に発生した東日本大震災の原発事故で放射線被ばくと健康被害について憂慮された。福島県においては、チョルノービリに比べて放射性ヨウ素の被ばく線量が低く、被ばくによる健康への影響は考えにくいとされていたが、子どもたちの健康を長期に見守ることを目的に甲状腺検査を実施している。甲状腺検査は先行検査2011年10月から2013年3月までに実施。チョルノービリでは甲状腺がんの急増には4〜5年の潜伏期間があったことから、放射線影響が出る前のベースラインの把握（現時点での甲状腺の状況）として行われている検査。その後、本格検査が2年〜3年ごとに行われる。対象者は震災時福島県に住んでいた、概ね18歳以下の人。検査方法は対象者のうち希望する者全員に行う一次検査と精査に向かう二次検査がある。。一次検査では、(結節、嚢胞なし)A1、(5mm以下の結節、20mm以下の嚢胞）A2、（5.1mm以上の結節、20.1mm以上の嚢胞）B、ただし、県民健康調査の甲状腺検査では、のう胞の中に結節と思われる充実部分がある場合、それをのう胞ではなく、結節として取り扱う。 例えば、30mmの嚢胞中に、3mmの充実部分があった場合は、「30mm の結節」 とし、B 判定とする。C 判定は、複数の医師による検討の結果、速やかに二次検査を実施したほうがよいとの判断をした状態。二次検査では、(1)問診および診察、(2)より高精度の甲状腺超音波検査、(3)血液検査、(4)尿検査を実施。必要と判断された場合、穿刺吸引細胞診を提案し、了解が得られた場合にのみ実施。保険診療に移行後の費用負担は対象者の状況（住民票のある自治体の制度等）によって異る。福島県内に住民票がある場合は、18歳になる年の年度末まで、医療費は無料。また、福島県が実施する「県民健康調査甲状腺検査サポート事業」では甲状腺検査後に生じた経済的負担を支援している。これが、2023年現在の方法である。目的や同意の取り方等は時代とともに少しづつ変化している。
2011年の東日本大震災前の小児甲状腺がんは極めて少なく、スクリーニングデータなどの小児 甲状腺癌の疫学調査はされていなかった。また、甲状腺の小さながんの自然経過はよくわかっていなかった。子どもにエビデンスがはっきりしていないスクリーニングを行うことに懐疑的であった福島医大の教授もいた。無自覚、無症状者に超音波検査をすると、どの程度の有所見率があるかは知られていなかった。小児甲状腺がんを診た医師も大変少なく、清水一雄日本甲状腺外科学会理事長でも10歳未満の甲状腺がんは自大学で1例も経験していないという程度であった。東名古屋病院 今井常夫院長や九州の甲状腺専門の野口病院 村上司院長二人の外科医も小児の甲状腺がんは非常にまれと発言している。検査の主となった鈴木眞一は福島医大より「小児甲状腺がんの頻度は14歳以下0.3%、19歳以下1%本邦、欧米とも年間発生率は人口10万人あたり約0.２名」とスクリーニング検査をしていない時の発見頻度を用い、発見予測数説明文書を作成している。
甲状腺検査の実施を正式に発表したのは、2011年6月18日の第2回本会議開催後に行われた記者会見でだった。報道陣に配られた「県民健康管理調査の概要」という2枚のペーパーには「小児甲状腺検査（実施時期未定）」とだけ記載されていた。2011年7月17日の第3回秘密会の中で検査対象者を事故当時18歳以下と決定。平成23年度第3回福島県「県民健康管理調査」検討委員会7月 24 日に具体的な計画を明らかにした。検診を開始するにあたり，保険診療を行う附属病院と検診業務につき、鈴木眞一は責任者として使用施設や電子カルテなど病院側と検診チーム側での情報交換を行なった。鈴木眞一は日本乳腺甲状腺超音波医学会((以下JABTS)の甲状腺用語診断基準委員長として甲状腺超音波ガイドブック改訂2版で超音波診断から細胞診に進む診断の進め方(精査基準)を作成した。甲状腺検査の実施にあたり、日本甲状腺学会、日本内分泌外科学会、日本甲状腺外科学会、日本超音波医学会、日本超音波検査学会、日本小児内分泌学会、日本乳腺甲状腺超音波会議（日本乳腺甲状腺超音波医学会に変更予定）の計7学会に支援を受けた。7学会から構成されている学外専門委員会により、診断基準の運用、実施者の条件、学外認定施設の選定などを行なった。実施者の条件としては、一次では日本甲状腺学会専門医、日本内分泌・甲状腺外科専門医、日本超音波医学会専門医（体表ないし総合）、日本超音波検査士（体表）、日本内分泌学会専門医（小児科）を目安とした。少なくとも、日本甲状腺学会専門医（または日本内分泌・甲状腺外科専門医）と日本超音波学会専門医（体表ないし総合）が在籍している施設が望ましいとの諮問を受けた。原発事故直後当初、まだ正確な甲状腺被ばく線量が分からなかった福島県において、「子ども達を守るんだ」という強いメッセージが広がった。同時に、長期にわたる健康管理体制づくりの必要性も主張された。 当時、0歳から18歳までの乳幼児、学童の疾患頻度に関するデータが全く無かった中で、まずは基礎データとなる先行検査が必要。そして将来、原発事故当初の甲状腺異常の頻度とその後の推移を比較するためには、同じ解析手段を用いて「統計データを標準化」することが不可欠であり、さらに「診断基準の統一」が重要となった。
チェルノブイリ原発事故では事故後4〜5年後小児甲状腺がんの発生が報告されたことから、子供たちの甲状腺への放射線の影響が心配された。そのため、現時点での甲状腺の状況を把握するとともに、生涯にわたる健康を見守り、本人や保護者の安心のため、 2011年10月9日より甲状腺検査を実施。10月9日から11月13日までの土日祝日、福島県立医科大学附属病院で検査開始。当初は専門医3名で開始。11月14日から月曜から金曜までの平日に保健センターや学校保育所などで出張検査を開始した。しかし希望者が殺到し1日900人を超えることもあった。検査の最大数は一人230人に及ぶこともあった上、同意書や検査結果用紙の確認のため検査終了後遅くまでスタッフ全員で何度も確認作業をしたり、超音波機器の不具合への迅速な対応などにも追われた
先行検査を全県域で実施するに当たり、検査の希望者が等しく受診できる機会を確保することや検査会場までの移動方法の問題、保護者の負担軽減等の理由により、市町村側から学校での検査実施の意向があった。また、各市町村の教育部会員会からも、多数の児童・生徒が学校を休んで受診した場合に授業への影響があるという理由から、学校での実施について要請があった。それらを受け、県と協議の上、2011年11月から学校での検査を開始した。一次検査の結果通知は、複数の専門医による画像判定委員会を実施し、確認の後、郵送を行なった。対象者は開始当初は2011年3月11日に概ね0歳から18歳までの全県民約36万人(県外避難者も含む)。検査方法は甲状腺の超音波検査を実施し、一定以上の大きさの結節や嚢胞性病変等が認められた場合(B判定)や甲状腺の状態等(C判定)から、福島県立医科大学附属病院等におい て二次検査(詳細な超音波検査、採血、尿検査、必要に応じて細胞診等)を実施。先行検査の2011年10〜11月の対象者は計画的避難区域の対象者の一部(川俣町山木屋地区、浪江町、飯舘村)福島県立医科大学にて実施。2011年11月〜2014年3月の対象者は先行区域内の未実施者及び先行検査以外の対象者、保健センター、公民館、学校等の施設で実施した。
「福島県民健康管理基金」のほか、福島医大に「放射線医学県民健康管理センター」 を建設・整備するため60億円が交付、2016年度はその40億円のうち28億円が県立医大に委託料として支払われた。その28億円のうち甲状腺検査の費用が占める割合は約45％、12.6億円であった。甲状腺検査の実施機関は福島県立医科大学。医大と協定締結して一次検査を実施している医療機関は2023年3月時点で県内85ヶ所、県外140ヶ所。二次検査は福島県立医科大学と協定を締結した実施医療機関（令和5年3月31日現在）県内6ヶ所、県外38ヶ所。二次検査は無料。検査会場までの交通費等は自己負担。二次検査の結果、治療や経過観察が必要になった場合は通常の保険診療に移行。保険診療による医療費の負担は現在住民票のある自治体の制度によって異なる。福島県には県民健康調査甲状腺検査サポート事業がある。
当初、放射線による健康影響が心配された。チョルノービリの例から甲状腺がんが心配された。チョルノービリに比べ放射線量が少ないことから、専門家たちは健康被害は起こらないだろうと予想し、不安払拭の情報提供を続けた。しかし、原発事故災害後の指揮をとるところが複数あり、担当部門の変遷、個々人が発言したことをセンセーショナルに取り上げるなど、マスコミの過大な放射線被害の宣伝が不安を呼び、また、科学的な「放射線影響が出ないだろう」と説明する学者たちに、「御用学者」とレッテルを貼り、攻撃することが頻繁に行われた。
行政は、この攻撃に及び腰になり、安全とされる基準値をどんどん下げていった。「QOLを投げ打ってでも、無条件に可能な限り線量を低くすべき」という考え方は、県内外を問わず福島の住民の生活を脅かし続けていった。小児の被曝量は低く、甲状腺がんの増加は起こらないであろうと推測されていたが、福島県民の間で不安が広がったことから、大規模な調査により甲状腺がんの増加が認められないことを確認し、住民の不安を解消、かつ原発事故が健康に影響しなかったことを証明する根拠にしようと甲状腺検査が計画されたと思われる。しかし、計画を立案した行政や専門家たちの見込みとは反対に100万人に数人しか発生しないはずの甲状腺がんが検査を開始した地域から次々と発見された。放射線による影響がほぼなかった会津地方にも小児甲状腺がんが次々と発見された。不安解消のための検査が結果として不安を巻き起こすことになってしまった。小児の甲状腺検査数、症例数はごく僅かで、甲状腺がんの自然史を知る学者は当初ほぼ皆無であった。福島医大の検査を担当する学者たちで増加の原因を明確に説明する人はいなかった。検査の制度設計に関わった神谷研二 県民健康管理センター長は一巡目から、がんがどれくらいみつかるのか予想できなかったという。「（1巡目で）どういう所見が得られるかに関しては、小児の甲状腺に関する情報が十分ないのが現状でありましたので、なかなか想像できなかったというのが現状」。
2012年1月に浪江、飯舘両町村、川俣町山木屋地区の18歳以下の未成年が対象の甲状腺検査で、対象の3765人のうち、直径5.1ミリ以上の結節などが確認されて二次検査の対象となったのは26人（0.7%）、5.0ミリ以下の結節などが確認されたのが1117人（29.7%）で、全て良性結節と診断された。山下は「原発事故に伴う悪性の変化はみられない」と語った。同検査は継続され、3月末までに3万8114人の未成年者に検査を実施し、甲状腺がんの疑いがある人は認められなかった、（3,8114人中、二次検査の対象者186人（0.5%）、5.0ミリ以下の結節などが確認された人は13460人（35.3%）で、悪性の疑いのある人はいないと判定された）。
2012年9月11日には、福島県の「県民健康管理調査」の検討委員会で事故発生当時18歳以下を対象とした甲状腺検査で8万人の内1人が甲状腺がんと報告されたが、福島県立医科大学鈴木眞一教授は「チェルノブイリ原発事故でも甲状腺がんが見つかったのは最短4年。福島では広島、長崎のような外部被ばくや、チェルノブイリのような内部被ばくも起きていない」として原発事故による放射線の影響を否定し、山下は「いろいろなデータが出てきた。検診から次の医療行為に移っていく。プライバシーの配慮に努める」と語った。
毎日新聞のインタビューで調査目的の「不安の解消」について見直すべきではないのかと聞かれ、「さまざまな意見があったが、当初は不安が強かった。今は段階が変わっている。目的も含めて見直されてしかるべきだろう」と答えた。
2013年6月の第11回福島県「県民健康管理調査」検討委員会では、平成23〜24年度合計で悪性ないし悪性疑いは28人と報告。2015年5月の第19回福島県「県民健康管理調査」検討委員会では、県民健康調査「甲状腺検査(先行検査)」結果概要【暫定版】が出され、先行検査の悪性ないし悪性疑い合計は112人と報告された。先行検査は放射線影響が出る前のベースラインを測定する検査だったが、なぜこれほどまでに子どもの甲状腺がんが発見されるのか。福島医大は数年後に発症するはずだったがんを30数年分前倒しで早期に診断したという論文を出したが、その数年後に行われた2巡目の罹患率が数十倍という結果であったことから、この考え方では説明できないことが判明。この、甲状腺がんの多発見の説明として、過剰診断の可能性が有力になった。
その後、2014年に韓国の甲状腺がんの過剰診断の論文が出て、それまでわからなかった甲状腺がんの自然史についての研究が進み、甲状腺がんの多発見の原因が解明されてきた。しかし、国内で甲状腺がんの話にまで言及するものは、菊池誠くらいで、ほとんどいなかった。甲状腺がんの多発見を放射線影響とする言論の方が大きかった時代であった。
2015年から2016年にかけて、甲状腺がんの過剰診断について解明が進み、被害を軽減できるように、検査そのものや住民への説明方法を改善する模索が進んでいった。しかし、過剰診断だとなると、検査の責任の可能性が生じると判断されたためか、2017年以降福島県・福島医大・環境省から検査担当者に、住民に対する説明で「過剰診断」の文言を入れることや検査の被害を説明することを抑制するように指導が入るようになった。
2017年5月米国予防委員会の成人の甲状腺がんスクリーニングは推奨しない、10月SHAMISENプロジェクトが放射線事故後の甲状腺がんマススクリーニングは推奨しないとの提言を出し、2018年WHOのIARCが放射線災害下での甲状腺がんスクリーニングは推奨しないと報告した。検査で得られる利益より、過剰診断の不利益の方が大きいからである。2021年UNSCEARが福島第一原発事故後、福島の住民に放射線被ばくによる健康影響は見られていない、将来的にも予想されない,原発事故後の福島で行われている甲状腺検査で多発見された甲状腺がんは、過剰診断の可能性と述べたが、現在でも福島では小中高校の学校の事業時間に甲状腺検査を実施する方法の検討はされていない。

### 甲状腺検査の期間・細胞診率

#### 甲状腺検査の期間
- 先行検査2011年10月〜2014年3月　対象者367,637人受診者300,472人（81.7％）二次検査対象者　2,293人（0.8％）[61]
- 2巡目　2014年4月〜2016年3月　本格検査(検査2回目)対象者381,237人受診者270,552人（71.0％）二次検査対象者2,230人（0.8％）[62]
- 3巡目　2016年4月〜2018年3月　本格検査(検査 3 回目)対象者336,667人受診者217,922人（64.7％二次検査対象者1,502人（0.7％）[63]
- 4巡目　2018年4月〜2020年3月　本格検査(検査4回目)対象者294,228人受診者183,410人（62.3％）二次検査対象者1,394人（0.8％）[64]
- 5巡目2020年4月〜2023年3月　本格検査(検査5回目)対象者252,938人受診者113,852人（45.0％）二次検査対象者1,299人（1.2％）[65]（2020年新型コロナによる休校があった）
- 6巡目2023年4月〜
- 25歳時 2017年〜　対象者129,007人受診者11,781人（9.1％）二次検査対象者　635人（5.4％[66]
- 30歳時2022年〜　対象者22,626人　受診者　1,524人（6.7％）二次検査対象者　126人（8.5％[67]

2巡目の本格検査以降は、震災時、胎児であった人（平成23（2011）年4月2日〜平成24（2012）年4月1日生まれの方）も新たに対象として加わる。
（先行検査とは、放射線の影響が出始めたのが、チョルノービリでは、4〜5年目だったことから、放射線影響がでない最初の3年間に、放射線影響がまだみられないベースラインのデータを取るために行われた検査、2巡目からは本格検査と呼ばれる。2011年4月〜2012年3月の年度の対象者は先行検査時には胎児、もしくは胎児以前だった（都合上被曝していない人も対象に入った）ので先行検査には入れられなかった。）

#### 甲状腺検査の二次検査対象者数・受診率・細胞診率・悪性ないし悪性疑い
- 2011年　二次検査対象者221人・受診者199人（90.0％）・細胞診受診者92人（63.9％）
- 2012年　二次検査対象者988人・受診者920人（93.1％）・細胞診受診者264人（44.3％）
- 2013年　二次検査対象者1,084人・受診者1,011人（93.3％）・細胞診受診者191人（29.8％）
  - 先行検査合計　対象者367,637人　受診者300,472人・二次検査受診者2130人・悪性ないし悪性疑い116人(平成30年3月31日現在)[61]
- 2014年　二次検査対象者1,308人・受診者1,100人（84.1％）・細胞診受診者151人（19.0％）
- 2015年　二次検査対象者922人・受診者777人（84.3％）・細胞診受診者56人（9.2％）
  - 2巡目合計　対象者381,237人 受診者270,552人・二次検査受診者1,877人・悪性ないし悪性疑い71人　(令和3年3月31日現在)[62]
- 2016年　二次検査対象者806人・受診者614人（76.2％）・細胞診受診者40人（7.6％）
- 2017年　二次検査対象者696人・受診者490人（70.4％）・細胞診受診者39人（8.2％）
  - 3巡目合計　対象者336,667人　受診者217,922人・二次検査受診者1,104人・悪性ないし悪性疑い31人(令和3年3月31日現在)[63]
- 2018年　二次検査対象者706人・受診者525人（74.4％）・細胞診受診者48人（10.3％）
- 2019年　二次検査対象者688人・受診者511人（74.3％）・細胞診受診者43人（9.5％）
  - 4巡目合計　対象者294,228人　受診者183,410人・二次検査受診者1,036人・悪性ないし悪性疑い39人(令和4年6月30日現在)[64]
- 2020年　二次検査対象者743人・受診者595人（80.1％）・細胞診受診者55人（11.2％）
- 2021年　二次検査対象者556人・受診者306人（55.0％）・細胞診受診者13人（5.3％）
  - 5巡目合計　対象者252,938人　受診者113,852人・二次検査受診者1,299人・悪性ないし悪性疑い34人（令和5年3月31日現在）[65]
- 25歳時検査（1992〜1997年生まれ）合計　対象者129,007人　受診者11,781人・二次検査受診者523人・悪性ないし悪性疑い22人（令和5年3月31日現在）[66]
- 30歳時検査（1992年生まれ）合計　対象者22,626人　受診者1,524人・二次検査受診者75人・悪性ないし悪性疑い3人（令和5年3月31日現在）[67]

## 歴史的背景
2011年3月11日東日本大震災が発生した。電源を喪失が起こり、3月12日福島第一原子力発電所事故の報告。3月12日から20km避難指示が出る。菅直人内閣は2011年1月14日に第2次改造をしたばかりであった。福島第一原子力発電所事故#日本政府等の対応、法律に基づかない組織であったために法的な位置づけ、連動するべき省庁などの役割が不明なため、各組織の連携が取れず、首相官邸の対策本部や会議は十分に機能していない状態が初期にあった。
官邸の指示を待つことなく、各々があの時期動いていた。日本では、3次被ばく医療機関体制がJOCの事故の後に出来上がっていて、東日本は放医研（放射線医学総合研究所）、西日本は広島大学、そこからの指揮命令で、2次被ばく医療機関が手伝うことになっていた。3月13日に長崎大学に専門家の派遣要請があり、長崎大学は14日に精鋭部隊を4〜5人送った。その後、17日夜中に福島医大の菊地臣一理事長から山下俊一に直に電話があり、山下俊一は18日朝に長崎をたち現地に入った。ガソリンがないなど、インフラが崩壊していて、余震が続く中であり、地元住民は地震と水素爆発への不安から極めて不安定な状況になっていた。広島大学が、放射線医学総合研究所に協力し、12日から現地入りしていたが、現地災害対策本部が20km県外の福島県庁に遠く距離をとっていたので、情報もなく、収集がつかない状態であり、国の対応が遅れた上に現地対策本部が二つ（放射線関連現地対策本部のオフサイトセンターと震災対応現地対策本部）あり、混乱した。。山下俊一は18日の夕方300人くらいの福島医大のスタッフに放射線の話をしたのち、19日県庁へ行ったが、　国にどうすればいいか聞いても答えがないとのことであった。
19日文部科学省を通じて山名元の都大学原子炉実験所の研究所にスクリーニング要請があった。最初の1〜2週間、現場は混乱の中でいかに事態を収拾させ、避難する人を誘導するかで四苦八苦していた。それを引き受けるべき病院、医療関係者は皆浮き足立っていた。3月19日に山下俊一と高村昇が、4月1日に神谷研二が福島県の福島県放射線健康リスク管理アドバイザーに任命された。福島市と各地を回って住民対応を行なっていた中、住民避難に際してのSPEEDI情報を公開しなかったこと、当初の住民避難の判断が混乱し、かつ「100mSvまでは直ちに健康への影響がない」としつつ、4月22日になって20mSv以上の予測線量を基準に避難指示を出したこと、福島県内の学校等の校舎・校庭等の利用判断における暫定的考え方が当初年間20mSvであったものを1mSvへ変更したことに加え、福島第一原子力発電所の事故対策のため内閣参与に就任していた小佐古敏荘・東京大学教授(放射線安全学)が29日、政府の対応を批判、菅首相に内閣参与を辞任することを伝え、年間1mSvを超えたら危険と涙の会見をし、不安は一挙に高まった。これ以降、年間1mSvを超えたら危険という話が続くことになり、復興の足枷となった。
元朝日新聞の麻田貴社の入手した「災害対策本部」議事録に、検査が訴訟のためのデータ集めなのではないか、そのようにも受け取れる発言が福島医大の内部文章に残されている。2011年5月13日「ふくしま健康調査検討委員会準備会」（準備会）で放医研出席者から推計システムにつき説明したところ、「住民の不安をあおるとの意見があった」（福島県・県医師会）としてインターネット調査の公開が延期になる。(準備会)は福島県立医科大学で開催。出席者は福島県、福島県立医大の関係者。文科省と厚労省の担当者。放医研や放射線影響研究所（放影研・広島市・長崎市）などの研究者。その後、事故後4ヶ月間の行動を訪ねる紙の問診票を全県民に送るという方法に変更となった。(準備会)には福島県立医科大学がまとめた「県民健康管理調査」の原案が提出された。この原案が現在の県民健康調査の基になっている。放影研の成人健康調査をベースに福島医大の安村誠司教授がこの原案をまとめたと思われる。
国は、文科省を中心に2011年3月末から住民の被ばく線量の評価と健康調査につき検討開始。福島県は2011年4月中旬に内堀雅雄副知事の指示で健康調査の検討を開始、4月下旬には計画の枠組み案を作成。福島県の課長らは2011年5月1日福島医大と健康調査の方法につき打ち合わせ。会議は山下俊一と福島県課長、文科省、厚労省、内閣府など関係省庁の担当者、広島大学教授、放医研や放影響研幹部、鈴木眞一ほか福島県立医科大学の教授など20人程で開催された（参考文献p13）。(1)調査の一本化 (2)福島県民200万人の生涯にわたる健康管理 (3)低線量被曝の研究拠点化 (4)予算は国に要求などの方針が提案された。調査を実施する福島県立医科大学に招請されていた山下俊一が、調査を評価するはずの検討委員会の座長を兼ねることになったのは、立ち上げを急いだためと見られる。調査の実施主体とそれを評価する第三者委員会のトップは、山下俊一が2013年に座長を退任するまで兼任体制は続いた。「県民健康調査」の具体的な内容がほぼ固まったのは、第2回福島県「県民健康管理調査」検討委員会（平成23年 6月18日）,。
2011年3月19日から福島県放射線健康リスク管理アドバイザーに任命された山下俊一が第一回「県民健康管理調査」検討委員会以来座長を務めていたが、秘密の会議を開催するなど調査の不透明性が明らかとなった。2013年5月25日には、検討委員11人のうち、山下ら検査を行う福島医大の4人全員を同日付で退任させ、新たに他大学と研究機関から専門家ら8人を迎えて15人体制とすると報じられ、、同年6月5日には福島医大の検討委員4人全員が退任した。退任したのは、山下俊一副学長、阿部正文副学長、神谷研二副学長、安村誠司教授ら福島医大の4人。

## 目的
2011年5月27日に開催された「県民健康管理調査」検討委員会によれば、「福島第一原子力発電所事故による県内の放射能汚染を踏まえ、福島県が、県民の健康不安の解消や将来にわたる健康管理の推進等を図ること」が目的であるとしている。
その後、「県民健康調査」検討委員会設置要綱も以下のように変更された。『東京電力株式会社福島第一原子力発電所事故による放射性物質の拡散や避難等を踏まえ、県民の被ばく線量の評価を行うとともに、県民の健康状態を把握し、疾病の予防、早期発見、早期治療につなげ、もって、将来にわたる県民の健康の維持、増進を図ることを目的と福島県が実施する「県民健康調査」に関し、専門的見地から広く助言等を得るために、「県民健康調査」検討委員会を設置する』。

## 省庁との関連

### 文部科学省
スリーマイル島原子力発電所事故を受け、原発事故時にスーパーコンピューターを活用し、放射性物質の拡散する地域を割り出し、その到達時間を考慮した上で最も被害を軽減する形で住民に対して、避難もしくは、屋内退避指示するためにSPEEDIのシステムが研究開発された。旧・科学技術庁が予算を確保して開始、省庁再編ののちに文部科学省がこの事業を受け継ぐ、120億円もつぎ込まれていた。文部科学省は、非常に頼りがいのあるシステムだと宣伝し、防災訓練では、SPEEDIからの情報に従って行動すればいいと周辺自治体だけでなく、原子力安全委員会や専門家もそう考えマニュアルも作成されてていた。一部で実際の事故では役に立たないという声もあったが、大きな議論にはならなかった。文部科学省は3月11日原子力安全技術センターにSPEEDI、15日の会見でもSPEEDIを使った「単位量放出」の計算及び関係機関への配信を指示した。ただ、放射性物質の放出が「いつからいつまで、どれくらいの濃さで」といったことは全く反映されなかった。緊急時対策支援システム(ERSS)が機能を停止、電源が止まったため、回線も断線したため、放出源情報のデータは配信されなかった。中途半端なデータしか出なかった。
文部科学省は3月15日の会見でSPEEDIの試算結果の「公表を検討する」と記者会見で答えた。その後3月23日、原子力安全委員会が事故で放出された放射性ヨウ素によって、周辺地域の子どもたちがどの程度被曝したのか、その積算線量を推計した地図を発表した。SPEEDIの試算の結果がまとまったのは公表当日だった。被ばく線量は同じシーベルトを使っているものの、「甲状腺の」というときと「人間は」というときは異なる意味を持ち、前者は等価線量：甲状腺という組織に対する影響だけを考えた時の線量、後者は実効線量：身体全体にならして放射線の影響を考えた線量なので、単純に比較しても意味はないのだが、伝わらなかった。しかし、甲状腺等価線量はチェルノブイリ事故の数十分の1であった。3月25日、内閣府内に設置されていた原子力災害対策本部に対して、この試算により甲状腺の等価線量が高いと見積もられた地域の 0歳から15歳児を対象に、甲状腺被ばくの調査を実施するよう依頼。これを受けて現地対策本部が30日までに、検査を実施したが、100mSvの等価線量を超える子どもはなかったが、被ばく線量の考え方は複雑で難解であり、住民に伝わりにくかった。放射線医学総合研究所は、2001年に文部科学省所管の独立行政法人に改組された。
国は、文科省を中心に2011年3月末から住民の被ばく線量の評価と健康調査につき検討開始。福島県は2011年4月中旬に内堀雅雄副知事の指示で健康調査の検討を開始、4月下旬には計画の枠組み案を作成。福島県の課長らは2011年5月1日福島医大と健康調査の方法につき打ち合わせをしたその会議は文科省ほか20人程で開催された。「県民健康調査」検討委員会は第1回目の2011年5月27日から文部科学省科学技術政策研究所総務研究官(EOC 医療班 班長)がオブザーバー参加している。「県民健康調査」検討委員会の文部科学省オブザーバー参加は2013年2月13日第10回福島県「県民健康管理調査」検討委員会で終了。

### 厚生労働省
本来なら、厚生労働省の管轄と思われるが、そうはならなかった。細野豪志原発事故担当大臣が原子力の規制機関を作ろうと考え、全く独立したものとして規制官庁である環境省が福島県民健康管理基金を作り、財政的に後押しすることになった。厚労省の課長補佐レベルの人が、県では調査をやるのですか？もし県がやらなければ、国がやる用意がありますよという発言があった。福島県は独自に健康調査をすることにした。当初は国が調査する予定があったが、県が断った。国と東電が原因者ではないか、原因者が被害者の健康を調査し管理していくのはいかがなものか、都合の悪いのは出さないのではないかと思った。結局国ではなく、一地方公共団体である福島県が主体となって甲状腺検査を担うことになった。「県民健康調査」検討委員会は第1回目の2011年5月27日から矢島鉄也　厚生労働省大臣官房技術総括審議官がオブザーバー参加している。第3回福島県「県民健康管理調査」検討委員会塚原太郎　厚生労働省大臣官房厚生科学課長、その後、厚生科学課職員が出席、2014年5月19日ごろから不定期参加になり、第13回福島県「県民健康管理調査」検討委員会に厚生労働省大臣官房厚生科学課 健康危機管理・災害対策室原子力災害対策調整官。第17回福島県「県民健康管理調査」検討委員会に厚生労働省大臣官房厚生科学課 健康危機管理・災害対策室。2014年12月25日第17回福島県「県民健康管理調査」検討委員会が最後の厚生労働省からのオブザーバー参加。

### 環境省
2011年9月2日、野田内閣において、細野豪志環境大臣が就任した（2011年9月2日-2012年10月1日）。細野豪志は2011年6月27日、首相補佐官の原発事故担当大臣就任（初入閣）、8月11日-9月11日内閣府特命担当大臣（原子力損害賠償支援機構担当）を経ての人事であった。2011年6月佐藤雄平福島県知事は「福島が地元だと思って大臣を務めてくれ」と語った。細野豪志原発事故担当大臣は原子力の規制機関を作ろうと考えた。原子力安全・保安院のように経済産業省の下に作るのは無理だろう、しかし、全く独立したものを作ったのでは、責任の所在が明確にならない。そこで、規制官庁である環境省をベースに作ろうと思い、当時の南川秀樹環境事務次官に相談した、次官は「環境省には長年公害を担当してきた環境保健部があり、医系技官もいます」と、そして、森本英香を推薦された。そして、2011年の秋に始まった県民健康調査は福島県が実施主体になり、環境省は福島県民健康管理基金を作り、財政的に後押しすることになった。
細野豪志は2019年に過剰診断のデメリットを明確に意識するようになり、環境省に甲状腺検査を実質的に任意の検査とするように働きかけたが、甲状腺検査は福島県により行われるものであり、国に決定権はないとして、根本的な変更はなされなかった。森本英香はのち2011年、内閣審議官、内閣官房原子力安全規制組織等改革準備室室長。2012年9月19日、原子力規制庁次長に就任した。2014年7月8日、環境省大臣官房長に就任した。2017年7月14日、環境事務次官に就任した。原子力規制委員会日本の行政機関のひとつ。原子力利用における安全確保を図るため必要な施策を策定・実施する環境省の外局である。委員会の事務局として原子力規制庁が、施設等機関として原子力安全人材育成センターが、それぞれ置かれる。2012年9月19日に設置された。原子力規制委員会の初代委員長には田中俊一が就任。田中俊一委員長の説得には細野豪志議員も尽力した。
除染の基準をどうするか議論になった。1mSvは健康や居住の基準とはおよそかけ離れたものだとはわかっていたが、福島県側から除染目標は1mSvにして欲しいという強い要望があり、長期的に1mSvを目指すことになった。目標を1mSvと決めた時、安全性の基準や機関の基準とは全く違うと言い続けたが、伝わらず、1mSvにならないと安全ではない、帰れないと誤解する人も出ていろんな運動に繋がってしまった。低線量被ばくのリスクに関するワーキンググループ座長の長瀧重信が「年間100mSvまでは、科学的知見によれば健康被害は出ていない。ただ、できるだけ被ばく量は下げていくべきた」と両論併記でなく、きちんと科学的な裏付けに基づいて専門家が結論を出した。安全上の問題があるならきちんと報告して対応しなければならない。気持ちの問題なら、それを乗り越えないと問題は動かない。しかし、政治家は処理水問題の決断からも逃げ続けこのような結果となった。
2012年1月25日第5回福島県「県民健康管理調査」検討委員会から、環境省がオブザーバーとして参加することになる。参加者は佐藤敏信環境省総合環境政策局環境保健部長。佐藤敏信は、医師であり、厚生労働省から2010年環境省環境保健部長。2012年6月12日第7回福島県「県民健康管理調査」検討委員会において、県事務局が「細野環境大臣から国としても検討委員会の委員に加わり、当事者意識をもって福島県民の健康管理を進めていきたいというご意向、ご要請がありました。県といたしましても、大臣からのご要請を受け止めるという形で検討を進めてまいりたい」。2012年9月11日の第8回福島県「県民健康管理調査」検討委員会から、佐藤敏信環境省環境保健部長はオブザーバーから検討委員会委員になった。「県民健康調査」甲状腺検査で甲状腺嚢胞が多発見される。単純嚢胞もA2と判定がつくことから、住民は不安を持った（A2問題）、環境省は福島県外3県における甲状腺有所見率調査（三県調査）を実施することにした。
2013年8月20日第12回福島県「県民健康管理調査」検討委員会に、委員は佐藤敏信から塚原太郎環境省環境保健部長に交代。塚原太郎も自治医科大学の医師で厚生労働省から農林水産省を経て環境省総合環境政策局環境保健部長。2017年ごろから、環境省も過剰診断の話に抑制的になっていく。2017年度の途中で、環境省職員から検査の不利益をトーンダウンして説明してほしいという説明や情報提供について緑川早苗甲状腺検査室長へ要望があった。そのようなことは行えないと答え、それまでと同じように説明や情報提供を行ったが、その後予定されていた環境省事業（原子力安全協会委託）から緑川早苗らは外された。 環境省から抑制がかかることが多くなってきても、福島医大は検査を委託されて甲状腺検査を行っている立場。直接的な指示ではなくとも、福島医大内部の人が、検査のあり方を評価したり、問題点を指摘することは適切でない、との強い意志が働いている様子がうかがえたと緑川早苗。
第26回「県民健康調査」検討委員会で環境省環境保健部長から国際機関等に相談を検討する話が出て、2017年6月5日の第27回「県民健康調査」検討委員会・第7回甲状腺検査評価部会にWHO世界保健機関の組織にある世界がん研究機関((IARC)という独立した第三者機関に科学的、専門的な、最新の国際的な科学的知見や論文等のレビューを依頼する話が出た。そして、環境省としてこれを支援、福島県にも情報提供する予定と説明した。第29回「県民健康調査」検討委員会で、正式に2017年4月にIWHOの国際がん研究機関から、今後原子力事故が起きた際の甲状腺モニタリングのあり方を検討する国際専門家グループを立ち上げるという提案が各国に出され、環境省として賛同し、財政的支援をすることが報告された。
第33回「県民健康調査」検討委員会で環境省環境保健部参事官補佐から、2018年9月末にIARCから「原子力事故後の甲状腺健康モニタリング」（ IARCの提言）というレポートが公表 され、要旨が学術誌のLancet Oncologyに掲載されたと報告があった。第1に原子力事故後に甲状腺集団 スクリーニングを実施することは推奨しないことを提言し、第2に、原子力事故後、よりリスクの高い個人、すなわち胎児期又は小児期又は思春期に100〜500 mGy以上の甲状腺線量を被ばくした者に対して、長期の甲状腺 モニタリングプログラムの提供を検討するよう提言されていると説明。その後、第2の提言に関連する特記事項として、低リスクの個人が甲状腺検査の潜在的な利益と不利益について詳細な説明を受けた 上で甲状腺検査の希望をするならば、整備された甲状腺モニタリングプログラムの枠組みの中で甲状腺検査の機会を与えられるべきであると説明がされていると報告。第34回「県民健康調査」検討委員会で福島県立医大の志村浩己甲状腺検査部門長がIARCの報告書の議論作成時に福島の情報を伝えるスペシャリストという立場で議論に一部参加した時の報告があった。
環境省は「甲状腺検査を受ける前に」リーフレットを作成した。環境省はマンガ「はたらく細胞」とコラボし、 甲状腺検査の関連情報を発信するポスター・クリアファイルを制作。内容は福島県立医科大学の 放射線医学県民健康管理センターの県民健康調査甲状腺検査のサイトに誘導するものや 甲状腺検査実施機関募集であり、環境省が財政支援して第三者機関に科学的、専門的な、最新の国際的な科学的知見を依頼したIARCの提言については掲載されていない。また、過剰診断という言葉の説明もされていない。検査のメリット・デメリットの説明は福島県立医大に相談するように記載されている。2022年当時の環境大臣の山口壯が、記者会見で読売新聞の記者から過剰診断に対する対応を聞かれ、「過剰云々は自分の関知するところではない。」と発言。

#### 環境省 東京電力福島第一原子力発電所事故に伴う住民の健康管理のあり方に関する専門家会議
2013年11月11日〜2014年12月18日に開催された。全14回。この会議を経て、2014年12月22日に中間取りまとめが出された。明石真言、阿部正文、清水一雄、鈴木元、祖父江友孝、長瀧重信などの17人委員構成。長瀧重信座長により会議は進行。初回は井上環境副大臣、浮島環境大臣政務官、塚原太郎環境保健部長、桐生康生放射線健康管理担当参事官らも出席。第4回では崎山比早子、8回では津田敏秀にも聞いている。第7回には祖父江友孝委員も資料を出しがん検診の利益と不利益、 過剰診断、韓国での例を説明、その時、鈴木元委員は「住民の健康不安に対して、検診をするということが本当のベストアンサーなのかということは十分議論しないといけないと思います」。清水一雄委員が甲状腺癌の未分化転化の話をし、それに対して祖父江委員が過剰診断とはについて説明した。
第9回で宮内昭（小児甲状腺がんの臨床について）、津金昌一郎（疫学調査の方法論について）の資料提出と説明が行われた。隈病院の宮内は、全て成人のデータで、小児、20歳以下の者については、全く直接的なデータはないし、推測するデータも極めて乏しいのが現状。3mm以上を対象とすると対象者の3.5％に甲状腺がんが発見される。あまりにも見つけ過ぎだということで、対象を絞り、後期では1cm以上に絞ったという1994年の武部晃司の論文を紹介。また、甲状腺の小さながんのナチュラルヒストリー、自然経過はよくわかっていない、と。甲状腺がんにおけるアクティブサーベイランスの話、また、40歳以下の方が甲状腺がんが大きくなりやすく、リンパ節転移の出現率が高いという話をした。津金昌一郎は交絡因子等の件とも行うべきと説明した。そして、たまたまその県のある学校に熱心な先生がいて、そこで甲状腺の検診をやったら、甲状腺がんの発見率がぽんとはね上がるということが起こり得ると説明した。長瀧座長がこの会議での議論が環境省に対して非常に大影響があると思うと述べたのに対して、環境省の得津参事官が『今のところは、そういったことは考えてはおりませんけども、こういう専門家の会議の中で、またそういう一定の方向性というか、そういったものがもしあれば、そのフィージビリティがあるのかどうかとか、そういうことも含めて、また判断は要るかと思います。』と述べた。
第10回,安村誠司（県民健康調査について）星北斗（県民健康調査について） 。星北斗は基本調査や詳細調査について、相対としては想像よりは低い回答率であったり、提出率であったりというのが、私が今、現時点で感じているところ。とそして、大久保委員に「（いわゆる過剰診断について）」の「今後この検査を続ければ一定数のがんがさらに見つかると考えられるが、起こりうる二次被害を避けるためにはどのような方法を講じるべきか」の、二次被害というのはどういう意味？の質問に対し、これはちょっと筆が滑ったところがあるのかもしれません、大きなこういう検査をやったために、本当なら見つからなくていいがんが見つかったんだ、それを本当なら切らなくていいとか言いながら切られたんだというようなことにもとられかねないという意味と回答。

#### 中間取りまとめ
2014年12月22日、東京電力福島第一原子力発電所事故に伴う住民の健康管理のあり方に関する専門家会議が種々の専門家の意見を聞き、14回の会議をして腕で、最終的に中間取りまとめが出された。

## 「県民健康調査」検討委員会
福島県が実施する「県民健康調査」に関し、専門的見地から広く助言等を得るために、「県民健康調査」検討委員会を設置 。委員会は、知事が指名する有識者により構成され、委員の任期は、2年。委員会に座長代行を置き、座長に事故があるとき又は座長が欠けたときは、座長代行が、その職務を代理する。委員会の会議は、座長が招集する。ただし、委員の任期満了に伴い新たに組織された委員会の最初に開催される会議は、知事が招集する。要綱に定めるもののほか、委員会の運営に関し必要な事項は、知事が別に定める。定例会は、年4回（概ね5月、8月、11月、2月）開催。委員会は、原則として公開する。
2013年5月24日県民健康管理調査の開始から約2年が経過し、この調査事業の 進捗や今後の方向性等を議論、提言する役割が大きくなってきたこ と等を踏まえ、委員会設置要綱が一部改正された。検討委員会委員構成等の見直しが行われ、「甲状腺」、「がん・疫学」及び「妊産婦」 に関する知見を有する専門家を新たに招聘、「放射線と健康」に係る専門的知見の確保・拡充、県内関係機関との連携強化を目的とした委員を新たに招聘し、疫学や妊産婦の専門家も入ることとなった。
2013年8月「県民健康調査」甲状腺検査について、病理、臨床、疫学等の観点から専門的知見を背景とした議論を深め、適切な評価を行っていくため、「甲状腺検査評価部会」が設置された。第36回「県民健康調査」検討委員会で星北斗座長が「県に対する助言をするということ。最終的に決めるのは県ということになると思います。」。

### 任期と座長
「県民健康調査」検討委員会の任期と座長、座長代行
- 2011年5月27日 - 2013年7月31日（任期2年は2013年5月24日新設された）。
- 2013年8月1日 - 2015年7月31日、12回：2013年8月20日、特に話なくそのまま継続
- 2015年8月1日 - 2017年7月31日、20回：2015年8月31日、委員の改選・星北斗座長を選出、座長代行清水修二
- 2017年8月1日 - 2019年7月31日、28回：2017年10月23日、委員の改選・星北斗座長を選出、座長代行稲葉俊哉
- 2019年8月1日 - 2021年7月31日、36回：2019年10月7日、委員の改選・星北斗座長を選出、座長代行は稲葉俊哉
- 2021年8月1日 - 2023年7月31日、43回：2021年10月15日、委員の改選・星北斗座長を選出、座長代行は稲葉俊哉
  - 星北斗退任に伴い、2022年10月15日44回高村昇が座長に就任、座長代行は重富秀一

甲状腺評価部会の任期と座長。
- 2013年8月1日 - 2015年7月31日、1回：2013年11月27日、清水一雄部会長を選出
- 2015年8月1日 - 2017年7月31日、7回：2017年6月5日、2回目・清水一雄部会長で継続
- 2017年8月1日 - 2019年7月31日、8回：2017年11月30日、任期満了で改選・鈴木元部会長選出
- 2019年8月1日 - 2021年7月31日、14回：2020年1月20日、部会長の選出・鈴木元部会長　　
- 2021年8月1日 - 2023年7月31日、18回：2022年1月18日、部会長の選出・鈴木元部会長

### 山下俊一座長時代
第1回は2011年5月27日山下俊一座長で開催。
第3回から鈴木眞一　福島県立医科大学医学部 器官制御外科学講座教授がオブザーバー参加。「1mSvを判断基準とするような報道がなされていたが、1mSvはあくまで説明の目安であり、基準ではない。県が設定したということもない。」「甲状腺は基準をそろえて検査していく。」「健診は既存の健診を活用して、第 4 回の検討委員会で内容を確定させる」ことが議論された。安村誠司委員（福島県立医科大学医学部 公衆衛生学講座主任教授)が「健康診査」「質問紙調査〔こころの健康度に関する調査〕」質問紙調査〔妊産婦対象〕」を説明、鈴木眞一オブザーバーが「甲状腺検査」を説明した。鈴木眞一は自身が超音波学会で診断基準を作成していること、同じ水準で検査を実施できるよう、検査は順次拡大し、全国には学会を通じて広げたいことを説明。山下俊一が世界に類のない調査となるので、次回検討委員会までに方法等の骨子を準備するよう指示。厚生労働省((オブザーバー)も国も啓発に協力したいことを伝えた。山下座長が、倫理委員会は県立医大でよいか確認し、安村誠司委員が先行調査は倫理委員会を通したことを報告。
2011年10月の第4回、9月の国連総会で国連の科学委員会が2013年5月を目標に報告書を取りまとめるという作業を行うので、潘基文国連事務総長が予算ならびに人材を投入する話を児玉和紀財団法人放射線影響研究所主席研究員が報告。鈴木眞一オブザーバーが「甲状腺検査」開始報告。星北斗委員から「精度管理をしながら、医療体制、検査体制を整えていくために医師会としても、それには 100%協力する。」山下座長より「専門医が、福島にはあまりいないので、甲状腺学会の協力を得る」内閣府原子力災害対策本部西本審議官より、2次補正で基金をつくり、予備費を使い 1,200 億を充当。これは除染に使用、2次補正は県民健康管理のほうに等の計画の話。当日配布資料に当日配付資料。具体的には、平成26年度以降の対象者年齢は、平成4年4月2日から平成24年4月1日までに生まれた県内居住者（県外避難者も含む）とする
2012年1月の第5回から環境省職員のオブザーバー参加開始。鈴木眞一オブザーバーが基本的には内分泌・甲状腺外科専門医、甲状腺学会専門医、内分泌代謝科専門医(小児)、超音波専門医(体表)が所属する医療機関等を県外検査機関として認定。検査の精度を維持しつつ検査拡充のため、地元の医師会、地元の医療機関が参加できるシステム作成のため、医師会や病院協会と協議し講習会の準備計画中と報告。細矢光亮オブザーバー（福島医大小児科学講座主任教授)が「健康診査」を説明。藤森敬也オブザーバー（福島医大産科婦人科学講座主任教授)が「妊産婦に関する調査」を説明。
2012年4月第6回福島県「県民健康管理調査」検討委員会で16人のメンバーが発表された。
2011年10月放射線健康管理学講座初代教授に就任した大津留晶オブザーバーが「基本調査」と「詳細調査」を説明。明石真言委員「これだけ小さい子どもを対象として超音波検査をやると、今まで以上にいろんなことがわかってくるのかなと思っていたのですが、2005年の国立がんセンターのがん罹患率の調査では、小児の甲状腺がんは小児で10 万人で 0.1〜0.6 と非常に小さい数値。実際にはどういう感じですか、だいたいこんな感じなのかそれとも想定外の感じでしょうか。」の質問に対し、鈴木眞一オブザーバーが「甲状腺がんは100 万人に1人ぐらいしか今まではがんは見つかっていません。非常に疑わしいものが多数出ているという状況は全くございませんので、概ね安心していい、通常の状況ではないかと感じています。」「2次検査は平成24年3月から福島医大附属病院にて甲状腺および超音波専門医が検査を実施。検査のクオリティの確保は7学会を通じて専門医の支援をいただいております。現在までに、61名の専門医、延べ138名の方が支援に来られています」山下委員「明石先生も仰ったように、スクリーニング効果で、おそらく高い頻度で異常が見つかる、あるいはひょっとすると、がんも起こりうるということが当然予測され るわけですから、これについてのきちんとした説明がこの先行調査でも重要になってくると思います。」
2012年6月第7回鈴木眞一オブザーバーより、甲状腺検査の場所が、市内の小中学校、福島市アクティブシニアセンター、国体記念体育館、福島県青少年会館等の公共施設で実施、小中学校単位で実施しておりますので受診率が高いことが報告された。星北斗委員より「まだ未実施の市町村からの一日でも早く検査を受けたいという声があり、町村によっては独自に機器を導入してやりたいという話あり、それを止める手立てはない。質の高い検査が早く行われるように、移動を伴わないで、検査に行く人たちもキャラバンを組まなくていい、それから受ける側もあんまり負担が大きくない形で実現できるように御配慮いただいていると思う。」。山下俊一委員より甲状腺検査は、同意書を提出していただいてそれに基づいて検査を行っていることの確認があった。矢部博興オブザーバー（福島医大神経精神医学講座准教授）より「こころの健康度・生活習慣に関する調査」の説明。山下俊一委員より広報担当として医大のセンター松井特命教授就任の報告。県事務局から、「細野環境大臣から国としても検討委員会の委員に加わり、当事者意識をもって福島県民の健康管理を進めていきたいというご意向、ご要請がありました。県といたしましても、大臣からのご要請を受け止めるという形で検討を進めてまいりたいと考えております。本検討委員会の委員について若干の追加等を行っていきたいと考えております。例えば、日本学術会議などがございます」。
2012年9月第8回より、環境省の職員がオブザーバーから委員に変更、春日文子日本学術会議副会長も委員に加わる。鈴木眞一オブザーバーより1名の甲状腺がん発見の報告。
- 2012年9月27日、福島県の健康管理調査室の主幹が秘密会の開催を認めた。もうやらないと約束した[27]。10月1日、松井特命教授より、山下副学長のコメンとの電話回答があった。「準備のための会合であり、ご指摘のような秘密会合ではない。あくまでも内部会議の位置付けであり、データを検討したり、何かを決めることはない。これが不信感を与えるということであればやめることに異存はない」[27]。秘密会とは「県民健康調査」検討委員会開催の1〜2週間前に開催する準備会のこと。第二回までの主催者は福島県立医大、それ以降の主催者は福島県[27]。第4回以降は同じ日に開催するようになった[27]。『首都圏在住の甲状腺専門医は「原発事故が起きた福島で偶然にも鈴木眞一というこの道の権威がいた。県民にとっては幸運なことだ」と評価していた。秘密会には、福島医大の鈴木眞一教授が提出した文章が多い。鈴木眞一は甲状腺検査の実施責任者を務める人物である。第2回秘密会に鈴木眞一教授が提出したと見られる「甲状腺検査に関して」という4ページほどの文章には、「甲状腺がん発生率は人口10万人当たり、約0.2人」と記載されている』[27]。2012年10月3日、5日、9日、11日毎日新聞が秘密会と報じる[27]。

2012年11月18日第9回、福島県保健福祉部長より、非公開で行っていた準備会等が不適切ではないかとの報道を受け、その運営状況を明らかにして透明性を高めるために、庁内に調査委員会を設置した報告があった。検討委員会の運営を「調査の透明性の確保」と「県民の健康への不安の解消」の2つを柱とする、県民健康管理調査実施に係る改善策について報告。双葉郡医師会長と県の臨床心理士会副会長の委員の追加。甲状腺検査のパンフレットが作成される。嚢胞が何か、A2判定とは何かについても説明が出ている。鈴木眞一オブザーバーより甲状腺超音波検査の試験付きの講習会の実施を12月〜1 月の早い時期に開始する予定と報告。松井特命教授より甲状腺検査についての住民説明会を11月4日の郡山、11月10日の福島、18日南相馬で実施報告。その後、2012年11月30日甲状腺通信創刊号が出た。甲状腺検査の講習会は2014年頃には、甲状腺の超音波検査の研修を受け、その後検査の実地研修を受けるシステム。甲状腺がん・疾患の一般論や超音波所見に関する講義がメインで、甲状腺検査の意義や目的に関してはほとんどないものであった。また、研修時に、検査実施医療者に対し「検査対象者に結果の説明をしないように」ということを繰り返し説明された。
- 講習会の実施がどのように行われていたかをourplanet-tvが開示している資料がある[107]県内講習会および、認定試験について、講習会及びハンズオンセミナーを福島県医師会等の主催で平成24年3月から各12回開催し、延べ1400人の受講があった。講師は、本部会の委員を始め、支援7学会から派遣。受験資格は上記の講習会3回、ハンズオンセミナー基礎編、応用編各1回受講者。資格認定機関、福島県医師会が設置する甲状腺超音波検査認定委員会。委員長、貴田岡正史。実施試験日は第1回平成25年（2013年）12月1日147名受験、第2回平成26年（2014年）1月13日89名受験[107]。
- 第9回で、弁護士や報道関係者を検討委員として追加すると改善案を出していたが入らなかった。2012年12月10日福島県弁護士会は記者会見を開き、県から検討員推薦の要請があったが、断ったことを明らかにした。県弁護士会の本田哲夫会長は「「不安の解消」を目的に掲げているが、結果として解消されるのはいいが、目的にはならないはず。被曝量の低減、疾病の未然防止が目的でないのはおかしい」と答えた[27]。

2013年2月13日第10回
基本調査の回答が20％程度であるという話が出る。それぞれの地域における線量が県中では90%以上の人が2mSv未満で。県南でも91%、会津は99%以上の人が1mSv未満であるということが段々周知されてきたと報告。鈴木眞一オブザーバーより甲状腺超音波検査の体制を増加させ初期の4 倍のスピードになったことと、悪性もしくは悪性を疑うものが10例あったと報告された。無症候性で全くこういう検査をしなければわからなかったものだと説明した。環境省環境保健部委員から無自覚、無症状者に超音波検査をすると、どの程度の有所見率があるかは知られていなかった。実際には、これまで考えられていたよりは多くの有所見率が出ているのではないかと判断し、環境省の2012年度の事業として福島県外における有所見率調査について計画をした。（これはのちに三県調査と呼ばれる検査となった）佐々室長より県民健康管理ファイル作成の報告。2012年3月から配布に着手、約 386,000 通を郵送。安田オブザーバーより県民健康管理調査の各種データの管理のシステムの構築の報告。佐々室長より県民健康管理調査検討委員会の運営改善策をまとめ対応予定報告。

#### A2問題
検査結果は、判定委員会の判定後にA1、A2、B、C という判定区分に分類し、その受診者の検査結果に加えて、結果の意味を簡単に説明する文書も同封し受診者の自宅に郵送された。しかし、のう胞や結節とは何か、がんとどう違うのか、などについて知らない住民がほとんどで、簡単な説明を読んで理解するよりも先に、「のう胞があります→何かあった。放射線のせいなのでは?」と考え、A1以外のA2やB判定となった人の不安は強く、一時期は福島医大の県民健康管理センターのコールセンターに、A2、ときに B という結果についての様々な問い合わせが殺到した。
検査の結果は、病的意義のないのう胞や結節であっても、受診者とその保護者に大きな不安をもたらした、B 判定の 90%以上は全く心配のいらない、精密検査も治療も本来必要のないものであった。しかし、二次検査までの数か月の時間を、がんにかかったかもしれない、放射線のせいかもしれないという気持ちで過ごすことは、強い精神的負担を強いられるものであった。がんスクリーニングは偽陽性をできるだけ少なくする必要がある。統一した基準で検査を行えば混乱は起こらないはずだと考えていた甲状腺の専門家の予想は外れた。甲状腺検査は、説明が不十分だったため、多くの人にかえって不安を抱かせる結果を招いた。この検査の結果によってもたらされた不安は、保護者の、特に母親の自責感に繋がった。事故直後の自分の取った行動と甲状腺検査の結果を結び付け「自主避難しなかったからのう胞ができたのではないか、 福島の食べ物を食べさせたからではないか、外で遊ばせたから」と考え、不安の強い人の中には、甲状腺検査の結果を受けて福島から自主避難をした人もいた。 その不安が、福島医大や福島県に対する不信感にもつながった。そこで検査の実施者である福島医大が甲状腺検査に関する説明会をして、甲状腺検査の結果の見方を説明すると、多くの人がA2は問題ないことや、A2が進行して B になるわけではないことを住民は理解したが、説明をきけたのはごく一部の人のみであった。
このA2問題は、社会問題化していき、新聞の見出し「A2 問題本当に大丈夫?」と書かれるようになった。 検査の結果を情報開示請求してエコー写真を取り寄せる人が増加した。のう胞は問題ありませんという、福島医大からの説明では、納得も安心もしてもらえない状況になった。そこで行われたのが「三県調査」と呼ばれている環境省の事業だった。 二次検査の結果、特に治療が必要のない良性の結節(偽陽性)であることが判明した者も、発見された結節に対する不安は残った。経過観察希望者もでる。いつまで観察すればいいのか。経過観察を希望しなかった人でも、感冒等による頚部の違和感を感じたときに、結節のことを想起する等、結果的に甲状腺検査対象者に様々な影響が生じた。

#### 三県調査
福島県外3県における甲状腺有所見率調査という、環境省がNPO法人日本乳腺甲状腺超音波医学会に委託して、平成24年度事業（2012年11月〜2013年3月）において福島県外3県（青森県弘前市、山梨県甲府市、長崎県長崎市）の3〜18歳の4,321人に福島の県民健康管理調査と同等の水準の甲状腺超音波検査を実施したもの。福島県が行う県民健康管理調査の甲状腺検査において、約40％の方で小さなのう胞等の所見を認めている（いわゆるA2判定）が多発し、これらの軽微な所見も記録することとした結果、かえって住民の方の不安を招いていると指摘が出たために実施された。福島県の子どもたちに際立ってA2判定が多いわけではないことが分かった。三県調査において2010年の日本の人口構成で年齢調整した結果、のう胞の発見率は52.35％、結節の発見率は1.54%と報告され、甲状腺検査の先行検査および本格検査（検査2回目）の結果と類似が確認された。
この三県調査は論文になり、1人の子供は甲状腺乳頭癌と診断されたと記載されている。論文にまとめたた林田直美 乳腺・内分泌外科医師は2014年長崎大学原爆後障害医療研究所教授に就任。山梨県で三県調査の検査を担当した志村浩己山梨大学医学部環境内科学准教授は2013年4月福島県立医科大学附属病院検査部科部長、2017年に福島県立医科大学主任教授、2018年福島県立医科大学ふくしま国際医療科学センター 放射線医学県民健康管理センター部門長に就任。三県調査の結果、他県でも甲状腺がんが1例（福島の先行検査と同じ割合）見つかったほか、子どもの甲状腺に嚢胞が見つかる割合についても福島と他の地域との間に差がないことがわかり、当時甲状腺に嚢胞が見つかるということについて住民が抱いていた不安や混乱が徐々に収束へ向かうきっかけとなった。検査に参加した緑川早苗医師は、「あのような検査をしなければ、「嚢胞は心配のないものだ」という事実すら、住民に伝えられなかった、三県調査をしていただいてしまったことを、深く後悔している」と語った。

### 星北斗座長時代
2013年6月5日第11回福島県「県民健康管理調査」検討委員会より座長は星北斗となる、山下俊一は委員を退任。メンバーが大きく変わり、8名（稲葉俊哉、清水一雄、清水修二、高村昇、津金昌一郎、床次眞司、前原和平、室月淳）の委員増やし、総勢 15名の体制 。三県調査結果報告が環境省委員よりある。資料2には　2011〜12年　悪性ないし悪性疑い28人
- この当時のことを稲葉俊哉は「検討委員会も今とは比較にならないほど緊張感に満ちたものでした。県、なにより福島医大に、「委員から意見を拝聴したい」という、謙虚な姿勢がうかがえました。」[116]

2013年8月20日第12回鈴木眞一教授（オブザーバーでなく、福島医大側として事務局席に出席）甲状腺腫が非常にゆっくり育つがんである、45歳以上でステージ分類、病期分類が変わる、剖検患者で1〜3割に甲状腺がんを認める。だから、極端に小さいものを探すのはやめようとガイドラインを作り、5mm以下は積極的に探さないようにしている。5mm以下は5mm以上になってからの対処で間に合うと説明（議事録p23）。星北斗座長より、県民健康管理調査検討委員会甲状腺検査評価部会を作り、検査がちゃんと行われているのか、結果についての評価は本当に正しいのかきちんと作って議論したらどうかと提案あり（議事録p26-30）。
- 2013年8月30日甲状腺評価部会の設置が決まる[96]。

2013年11月12日第13回
清水一雄 委員が日本甲状腺外科学会理事長となっていたが、先月に終えたので、前理事長の削除依頼。鈴木教授が「一生取らなくていいものを、原発の影響で今回取っている訳ではないん、そこは、ご理解いただきたい」
資料2　2011〜12年　悪性ないし悪性疑い59人。

### 「甲状腺検査評価部会」清水一雄部会長時代
2013年11月27日「県民健康調査」検討委員会第1回「甲状腺検査評価部会」清水一雄が部会長に就任。最初は「県民健康調査」検討委員会と兼任の委員が多い。三県調査に山梨大学で加わった志村浩己が2013年4月から福島県立医科大学附属病院検査部科部長に就任、福島医大側として出席。
2014年3月2日第2回「甲状腺検査評価部会」で渋谷健司委員と鈴木眞一教授のバトルがあった。渋谷委員が「過剰診断は予想されていたというのか、今の超音波検査の目的は何か、検診の目的は、死亡率を下げることでは」と問うた。鈴木教授がハーベスト効果と。開始時はともかく、そろそろ考える時期ではと西美和委員、すると、外科医である清水一雄部会長が（あの頃混乱期だった）チョルノービリで拙劣な甲状腺がん手術を受けた今も気管切開の跡が残る5歳ほどの女の子の話をし、「お風呂も入れない、みんなと楽しくお話しも出来ない。両側の反回神経損傷が起こっている」もっと早く見つけていればそういうことはない、医学的には0.01%かもしれないが、検診は私は大事だと述べた。それに対し、津金昌一郎部会員はもしその人が診断されず発見されなかったシナリオを考える必要がある、かえってQOLを下げることもあるのできちんとランダム化比較試験で検討すべきと主張。志村浩己教授が過剰診断による不利益なるべく少なくするために、細胞診も非常に厳格な基準を作って客観的な評価の下にやっており臨床的に問題にならないものをあまり見つけないようにということでやっており、今のデザインが一番良いのではないかと思っていると発言。県民健康管理課長から悪性ないし悪性疑いが75人。その内34人に手術施行され、そのうち1人は、良性の結節と報告。鈴木教授から良性の人は細胞診では4回連続悪性疑いだったと報告。西美和部会員が無症状の学生に超音波スクリーニングをすると甲状腺がんが多発見されるという資料を説明。
2014年5月19日第15回
清水一雄委員より小児甲状腺被ばくのスクリーニング検査として、甲状腺検査の結果報告があった。また、その後、津金昌一郎部会員が、韓国の甲状腺がんの罹患率が多い話、過剰診断が大きく問題になり科学・サイエンスの世界で一流雑誌において、特集記事を組まれていることを報告。清水一雄委員が検査の対照群（被曝影響のない人のデータ）がないと比較できないが、倫理問題もありできない、どうやって対照群を検査するかが課題となった話、調査デザインの再検討をする必要がそのうちあるのではないかという意見、ハーベスト効果などを説明。ここで、鈴木眞一教授が甲状腺検査では、超音波の基準をきめ、過剰に取らないようにしようという動きが甲状腺外科では、2000年になる前から定着しているので、韓国とは違うと発言。環境省職員が三県調査の説明し、その中で1名の甲状腺がん発見を報告。清水一雄委員が内視鏡手術の保険適応がとおるよう、鈴木眞一教授に依頼。鈴木眞一教授は内視鏡で確実にリンパ節を取れるかというエビデンスが現在ないので、考えると回答。環境省職員が健康管理に関する専門家会議とUNSCEAR2013を説明。
- 2014年5月31日に渋谷健司、ランセットで過剰診断の可能性を指摘する論文が出る。[124]。そして、6月16日福島県の甲状腺検査のやり方を見直してほしい理由のブログを書いた[125]。
- 2014年11月にNew England Journal of Medicine[126]に韓国から無症状の対象者に対して超音波スクリーニングを実施すると過剰診断の健康被害が発生するとの論文が出され[127]、過剰診断の可能性を世界が知るようになる。
- 2014年12月22日に中間取りまとめが出された[1]。
- 鈴木眞一教授は　2015年2月第5回甲状腺評価部会を最後に出席しなくなる。2015年2月を最後に、多くの手術を扱っていた福島医大の鈴木眞一教授が検査の担当から外れ、検討委員会からも姿を消した。2012年秋以降は、かず多くの小児・若年甲状腺がんを診療し、検査と診療をともに担ってきた医師。検査と診療は完全に切り離され、手術症例は全くのブラックボックスとなった。従来は検討委員会でも、鈴木教授が直接口頭で手術症例について報告したが、それも無くなった[128]。
- 渋谷健司委員は2015年3月第6回甲状腺評価部会を最後に出席しなくなる（2017年6月の第7回は欠席、2017年11月の第8回は任期が委員の入れ替え）。甲状腺評価部会は年に3〜4回ほど開催されていたが、第6回が2015年3月24日の次は第7回が2017年6月5日と2年近く開催されなかった[99]。
- 2014年8月第16回NHKの取材がはいる。この会の発言が放送される[42] [129]。稲葉俊哉委員「あえてですね、ローリスクのがんをスクリーニングするという危ないところに手を突っ込んでいる訳ですから、本当ならこんなこと はしないほうがいいに決まっていて、」。津金昌一郎委員「1人でも甲状腺がんで不利益があってはいけないと一生懸命やるのも、もちろんそう言う視点も重要なんですけれども、やっぱりそのために今やっているのは、何の症状も 無い健康な子供達に対して、エコーというすごい医療的介入を行っている訳ですよね。だからそれによって起こる、やはり健康な子供達が受ける不利益というようなことも、やはりきちっと考えていかないと、」。
- 2015年4月　阿部正文福島医大県民健康管理センター長より過剰診断を減らすように指示があり、県民健康調査基本調査部部門長が鈴木眞一教授から大津留晶教授に交代となり、緑川早苗が甲状腺検査室長となる[130]。多くの甲状腺がんが発見され、その治療を担当する責任者が検査の責任者であることは、利益相反の点で問題であると大学の執行部も考えた[130]。

2015年5月第19回から福島医大からの「県民健康調査」検討委員会の出席は大津留晶教授 。
- 2016年1月のちの2017年11月の第8回 甲状腺検査評価部会から部会員になる片野田耕太国立がん研究センターがん対策情報センター がん統計・総合解析研究部 部長の福島県における事故後の累積罹患率の期待度数（5.2人）と観測度数（160.1人）の比30.8（95％CI: 26.2-35.9）と累積死亡数（40歳以下で0.6人） の大きな乖離から，甲状腺検診の過剰診断の可能性を示唆する論文が出る[131][132][133]。
- 2016年5月より「学術研究目的のためのデータ提供に関する検討部会」が立ち上がる[134]。津金昌一郎が部会長に就任した。

2016年9月24回に「県民の声」とりまとめが出る。
- この回にNHKの取材がはいる。この会の発言が放送される[42][136]。清水修二委員「非常に歴史的な意味がある調査になっているわけでありまして、これは中途半端にどっちつかずだと、データが少ない、信用できないということになってしまったら、これは県民にとって大変不幸なことだ。この委員会あるいは、この調査の信用というものをやはり落としてはならないと思いますから、できる限りにおいて正確なデータ、周到なデータを取る努力、その方向で取り組むべきだと思います」。春日文子委員(日本学術会議推薦委員)「県民の方自らが最終的に被ばくの影響を判断するためには、検査によるダメージを許容していただいてでも、検査を続けることがどうしても必要なんですということをこの検討委員会としては、痛みを伴いながらもはっきりとお願いすべきじゃないかと思うわけです。」

- この時期の検討委員会を稲葉俊哉は「福島県民の放射線被ばく線量が非常に低かったことが確実になってきた2016年頃から、少しずつ状況が変わりました。県も安心したのでしょう。検討委員会の議論を軽視するような印象を持つことが増えていきました。一方、検討委員会も「言いっぱなし」が増え、議論の形骸化が進んでいきました。」[116]

2016年12月25回環境省職員より国際的な専門家をお招きして何度かお話を聞く、そういう形はあり得るんでしょうか。という話が出て、2017年2月26回には星北斗座長から、「科学的な検証をする、国際的な科学検証をしてもらって、かつ、しっかりと県民にも浸透していくような内容で、あるいはそういう方法で議論をしてほしい」。福島県県民健康調査課長が「今後、検討委員会等で議論していく上での必要な材料、情報として中立的な立場から最新の知見を整理していただくということが必要だと考えております。そのため、検討する場として検討委員会とは別の独立した 機関を想定しておりまして、国の協力も得ながら国際機関等とも相談していきたいと考えております。」
2017年6月5日第27回「県民健康調査」検討委員会及び第7回「甲状腺検査評価部会」同時開催、部会員を兼務する委員が多かったが次の回より、「甲状腺検査評価部会」はより専門性の強い学会からの委員の推薦の委員となった。27回に環境省からの委員が「WHO世界保健機関の組織にありますがん研究機関(IARC)が甲状腺モニタリングに関する 国際専門家グループを開催する意向を持っているということがわかりました。環境省といたしましてはこの 国際専門家グループ、WHOのIARCの開催に賛同して、これを支援する旨、先方、IARCにお伝えをしているところであり、福島県にも情報提供させていただいているという現状でございます。」（議事録p54−55）
- 2017年10月16日論座に大島明の「がん検診による「過剰診断」とは何か公衆衛生医から見た福島の甲状腺検査の問題点」が出る[138]。

2017年10月23日第28回、髙野徹日本甲状腺学会推薦の委員が加わる。髙野徹委員が、甲状腺がんを発見された子供の経済的な負担、がん保険に入れない、ローンが組めないことについての本人や両親の負担について問題提起。具体的なデメリットとメリットについて今現在どのような整理をされているかの質問をした（議事録p37）。
- 髙野徹医師は、自らの芽細胞発癌から甲状腺がんの自然史を予測していた。福島第一原発事故の前から、「甲状腺がんは子どもの頃からすでにできていて、そのほとんどは一生悪いことをしないと報告してきた。当然、福島で子どものスクリーニング検査をしてしまえば、甲状腺がんがたくさん見つかるだろうということは十分に予想できた。しかし、2011年当時はこのような考えを持っている専門家はほとんどいなかったのではないかと思う。」[140][141]。2015年韓国に招かれ過剰診断に関する講演をした帰り、福島医大主催の日本甲状腺学会学術集会に参加したところ、日本では「福島県民の安心のために甲状腺超音波スクリーニング検査をがんばります」という空気、先行検査が終わり出された2016年の中間とりまとめ[142]でも、「これで終わりにしよう」ということにはなっておらず、そのまま継続の流れがあったことに、非常に危機感を覚え、日本甲状腺学会推薦で推薦され、「県民健康調査」検討委員会の委員となった[141]。
- 2017年11月のBS1スペシャル『原発事故7年目 甲状腺検査はいま』が放送される。座長の星北斗は「この検査、あるいは事故そのものの罪の深さというか、影響の大きさを表しているんだろうと思います。」[42]。

### 「甲状腺検査評価部会」鈴木元部会長時代
2017年11月30日第8回甲状腺検査評価部会 
8回に委員の任期満了で改選　鈴木元部会長選出された。清水一雄は退任。（清水一雄は「県民健康調査」検討委員会は2019年7月で退任）
2017年11月30日第 8 回「県民健康調査」検討委員会甲状腺検査評価部会から、髙野徹日本甲状腺学会推薦の委員が加わる。髙野徹部会員が学校健診の今の実施方法につき質問、福島医大が平日の小学校から高校まで学校に出向いて授授業の時間内に検査していると答えた（議事録p10）。吉田明部会員 細胞診の基準というのは、その時々で変わってくると思う。昔は、日本ではやはりがんを疑えば何でも（細胞診を）やっていた。最近ではATAのガイドラインでは、1センチ以下のものでがんを疑っても、周りに浸潤傾向がないようなものは、細胞診はあえてやらないというような基準がある。細胞診をJABTSの基準でやっているということであればよいが、その基準がずれてくると、当然 その後発見率のほうも変わってくるのではないかと懸念する（議事録p23）。吉田明部会員（日本内分泌外科学会及び日本甲状腺外科学会 推薦委員）が私どもが2010年につくった甲状腺腫瘍診療ガイドラインにのっとって手術されているものと思いますので、特段私としては、これはやり過ぎの懸念はないと述べたのに対し、鈴木元 部会長が小児の乳頭癌の自然史というのが余りはっきりしていないので、ガイドラインが逆にない。現在どうなっているのかと質問（議事録p31）。吉田明 部会員が小児甲状腺乳頭癌ですけれども、 非常に転移はしやすく、リンパ節転移も多いが生命予後は大変よい。たとえ遠隔転移を起こしていても、その後40年とか50年とか、そのままであることがあるというような文献も見られ、自身の経験でもそんなに多くはないが、小児期、20歳以下の人たちを手術して、今まで40年間ぐらいずっと見てきたが死亡している人は1人もいないので、かなり予後はいいのではないかと思っている。改めてガイドラインを作るのは良いが、これ以上の知見は出てこないのではないかと思う（議事録p34）。
2017年12月25日第29回
髙野徹委員が検査の体制に変更はないのか質問。米国予防専門委員会（USPSTF）による推奨につき解説。受診者や住民は、甲状腺がん検診に死亡率減少効果のない検診だと知っているのかと質問 。福島医大から、3巡目から同意書の中に不同意の項目を入れた。過剰診断の問題や早期診断のメリットが少ないというようなことは、現時点では十分に文書で説明しきれていない。説明ブースで説明している親も十分に理解しているとは思えないという状況で検査が行われている。髙野徹委員がインフォームド・コンセントのやり方を再考慮するという話は出ていないのか。また、授業時間に検査をするのは医学倫理的にいって子どもに強制性を持つのでやめた方がいいのではないかと提案。福島医大からは、学校検査は授業時間中の検査は、多くの学校では受けない人も含め、クラス全員を検査会場に連れていく。同意書提出者のみ検査しているが、受けないという意思表示者は少なく、学校検査の受診率は90%を超えていると回答した。福島医大と学校側で日程調整を行い、運動会や学習発表会のような学校行事のように、学校側にあらかじめ日程を確保してもらい、対象者には通学学校の決定した検査の日時が記載され通知される方法である。同意確認書が入っていて、それを福島医大に郵送することになっているのだが、その同意書の回収を担任教師に依頼していた。高校では教室で人前で、担任教師が個別に同意書を出していないことを告げ、出すように促していた。検査を受けない人は教室に残るか、一緒に検査会場に行くが、検査を受けないという方法が取られていた。検査は1人2〜3分で流れ作業で行われた。保護者もいないので、説明も行わない。環境省職員より、WHOの専門機関である国際がん研究機関に財政的支援をする報告。
2018年1月26日第9回甲状腺検査評価部会祖父江部会員が　資料７疫学研究の質と因果関係判断の考え方（祖父江部会員提供資料）を出し説明。福島医大の緑川早苗甲状腺検査推進室長が、原発事故後の超音波検査で発見された若年者の甲状腺がんの成長パターンの解析を説明。スクリーニングで発見された(症状のない)若年者の甲状腺がんは、初期に成長する時期があるが、その後に成長が停止するパターンを取ることが想定された。若年者の甲状腺超音波検査は多くの成長が停止する甲状腺がんを発見する可能性がある。と報告した。30年前倒し発見の論文紹介。
髙野徹部会員が超音波検査のメリット・デメリットに関して、ほとんど対象者に伝っていない状態で承諾を受けているのは医学倫理的に問題だ。に対し、福島医大甲状腺検査推進室長が福島県から委託を受けて実施している福島医大単独でできることではない。検討委員会で諮り認めてもらわないとできない。福島医大からこういう文章ではいかがですかという提案はできるが、今までの経過からも、変更することは非常に難しい。最終的には検討委員会で変更を諮り、県が決定することが手続上必要と回答。鈴木元部会長が 一度提案されてはいかがですか。いかに疫学的な問題を解決していくかというのは大きなテーマだ。これは部会で議論するというよりは上の委員会で検討する事項だがまずたたき台を出してみて、インフォームド・コンセントの文面を変更する具体的な提案が始まらないと、いつまでたっても同じところを堂々めぐりするんじゃないかと思うと。それに対し、神谷研二放射線医学県民健康管理センター長が医大としては、もちろん提案もさせていただくが、この甲状腺検査評価部会でそういう議論をしていただいて、それを検討委員会のほうに上げていただくのが一番ルールに則ったやり方だと理解しております。と回答。鈴木元部会長が県民健康調査に関連するような倫理問題を扱っているような県の機関があるのかという問いに対し、県職員が回答。基本的には県の段階で倫理審査はせず、具体的な研究計画の倫理審査というのは県立医大を実施していると。福島医大の安村誠司 理事(教育・研究担当)が、倫理的なことに関しましては、倫理委員会で甲状腺検査も含めて全ての検査に関して倫理審査を通していると回答した。もし倫理的に課題があるんではないかということがあるなら、ここで検討いただくのが適切なのではないかなと感じると回答した。鈴木元部会長が髙野徹部会員に具体的にどういう問題点があるのか、たたき台になりそうな問題点というのを次回上げて欲しいと依頼した。
2018年3月5日第30回。髙野徹委員が甲状腺検査が、国際的な医学倫理の基準であるヘルシンキ宣言に沿っていないのではないかと問題提起。「普通の医学調査なら直ちに中止で、もう一回デザインを考え直しなさいというレベルだと思う。県立医大の先生方はこの状態を本当によしとされているのかまた、問題になったときに、責任をとるのは主体である県だと思うがそこの危険性は認識されているのか」。それに対し福島県の職員は、御指摘の結論が検討委員会ないしは評価部会で出れば、それに県も従うということがある。御意見としてはいただきますけれども、そこについて御議論いただければと思います。と回答。甲状腺検査のお知らせの案が出される。そこには、『検査の結果、治療が必要な変化が発見され、早期発見早期治療につながることもありますが、検査の特性上、治療の必要のない変化も数多く認めることになり、ご心配をおかけすることもあります。そのため、甲状腺の超音波検査による検診は、一般的には行われてきませんでした。』
2018年6月18日第31回
甲状腺検査部門長が大津留晶教授から志村浩己教授に交代。緑川早苗は県民健康管理センターの甲状腺検査部門を離れる。髙野徹委員は大阪府北部地震で欠席。環境省からの委員が、「受けたい人が受けられるような仕組みづくり」と。「東日本大震災後の原子力事故による放射線被ばくのレベルと影響に 関する UNSCEAR2013 年報告書の刊行後の進展〜国連科学委員会による 今後の作業計画を指し示す 2017 年白書」。
- 2018年8月の新潮45のインタビューに星北斗座長は「する必要のない検査をして、それが結果として何ら利益をもたらさないのに発見して治療するというのは、疫学的に見れば過剰診断と言えるかもしれません。私自身は親の立場から、震災当時に中学生だった娘には、検査を受けなくていいと言っています。放射線の影響がないとしたら、検査を受けるリスクが大きすぎると判断するからです。」と語った[3]。

2018年7月8日第10回甲状腺検査評価部会半年ぶりの開催、「県民健康調査における甲状腺超音波検査の倫理的問題点と改善案」にインフォームド・コンセントの問題点と米国予防専門委員会（USPSTF）による推奨の紹介。髙野徹部会員が甲状腺超音波検査の有害性についての記載、甲状腺検査のお知らせの案の「ご心配」とは何なのかということを具体的に書くべき。今のところUNSCEARやIAEAの報告書からは、被ばくの影響と考えにくく、超音波検査を施行したことによる将来的に臨床診断されたりがん死を引き起こしたりしないがんを多数診断しているという可能性を指摘されているという報告がなされている。手術の合併症なども確かに問題ではあるが、10代、20代でがんと診断された場合、病悩期間が長期化するため、経過観察や手術の合併症の治療の負担が増大し、また、若年のうちから「がん患者」とみなされることによる、社会的経済的不利益は 非常に大きいと言える。したがって、未成年の対象者に甲状腺超音波検査によるスクリーニングを実施することは、成人よりも大きな有害性を伴う可能性がある。そこで、改善案として、超音波検査によって引き起こされる健康被害について、医療関係者以外でも容易に理解できるように具体的な内容を記載すること。日本学術会議臨床医学委員会放射線防護・リスクマネジメント分科会報告書の内容に基づき説明する。それから、超音波検査が将来的に臨床診断されたり、がん死を引き起こしたりしないがんを診断してしまう可能性があることを平易に説明する。手術の合併症と、がん患者とみなされることによる不利益について説明する必要があると提案した。またインフォームド・コンセントについても、「非常に経過が良好であるため、早期発見でその後の経過を改善するかどうかは結論が出ていない」治療の必要のない変化についても具体的に平易な文章に変換、手術の合併症も頻度を含めて記載すべき、また、がん患者とみなされることによる不利益の説明。を記載すべきだと提案した。
2018年9月5日第32回
緑川早苗 健康コミュニケーション室長より 検査4回目のこころのケア・サポートについて報告。一次検査のサポートは甲状腺検査対象者に対して、前回までの検査と引き続き公共施設等の一般会場で検査結果の説明ブースを設置、検査終了後に医師が超音波画像を提示しながら結果の説明を行っている。2019年4月以降、6月30日までで説明ブースは全会場で設置し、受診者194人全員に対して説明を行った。出張説明会並びに出前授業、この事業も昨年度までと同様に引き続き行っている。4月から6月までで8会場、137人に対して説明等を行ったと報告。
- WHOの国際がん研究機関（IARC）国際専門家グループの報告書、IARCの提言がでる[59]。

2018年10月29日第11回甲状腺検査評価部会
「県民健康調査における甲状腺超音波検査の実施体制および検査方法の問題点と改善案」に、授業時間の検査から、放課後や休日に検査時間を変更すべき、超音波検査を実施するのではなく、触診をした上で超音波検査による精査の必要性を判断する方法に変更する、超音波検査の対象年齢を制限、実施頻度を下げる提案が出された。 環境省参事官補佐より、「2017年の4月にWHOの専門機関である国際がん研究機関、通称IARCが、原子力事故後の甲状腺モニタリングに関する国際専門家グループを立ち上げ、原子力事故による放射線被ばくが考えられる人々への甲状腺モニタリングの実施方法について提言を行うとし、関係各国の協力を求めました。環境省としては、その趣旨に賛同しまして財政的な支援を行いました。国際専門家グループは2回の会合を行い、2018年9月末に今回レポートが公表されたところです。こちらの当該報告書を翻訳した資料を今後情報提供を行ってまいりたいと思っております。」と報告。
髙野徹部会員が「早く見つかった方が予後がいいとか、そういう数字ではなく、超音波検査がん検診としての有効性の話」。に対し、鈴木元 部会長が、「髙野先生と私自身は議論を進める上でのスタンスが違っていて、議論がかみ合わないのかと思う。この甲状腺プログラムは死亡率を下げようという立場で始まったプログラムではないと思っているので、検診の有効性の議論は違うのかな思う」。祖父江友孝 部会員が、「死亡減少効果がなかなか望みにくいという、専門家が当たり前と思っていることでもきちんと、その受診者の人たちの理解とギャップがある場合は、できるだけ定量的に記述すべき」。吉田明 部会員（外科学会推薦委員）「どのような利益があるか想定してっていうのは、その手術なさった先生方はやはりそのまま置いておくと危ないと思って手術をされているわけですから、それを否定するっていうことはなかなか難しいと思います」。その後、生存率でなく早期発見でQOLが良くなるのか、個別に検討すべき、通常の臨床経過よりはるかに多い甲状腺がん発見でメリットやデメリットはどうだったか、スクリーニングをせずに置いておいた場合、どのようなデメリットがどのような人数の子どもに出たかという議論が必要で検討すべきという議論に。吉田明 部会員が外科医が「現在の医療において、やはりその可能性があれば何か処置するというのが外科医の立場」。アクティブサーベイランスの話が出る。ただ、子供では該当しないのではないかという議論になる。
祖父江友孝 部会員「今の IC(インフォームド・コンセント)の説明文書では不十分、説明文書の中における利益・ 不利益の記述を検討すべき」。医大か、ワーキンググループか、どこが案を作るのか。
志村浩己 甲状腺検査部門長がなぜ、学校で検査するようになったかを説明「先行検査を全県域で実施するに当たり、検査を希望する方がひとしく受診できる機会を確保することや検査会場までの移動方法の問題、保護者の負担軽減等の理由により、市町村側から学校での検査実施の意向があった。また、各市町村の教育部会員会からも、多数の児童・生徒が学校を休んで受診した場合に授業への影響があるという理由から、学校での実施について要請があった。それらを受け、県と協議の上、平成23年11月から学校での検査を開始したという経緯がある。現在、市町村立の小中学校の検査では、各市町村、各市町村教育部会員会を訪問し説明の上、学校での検査の承諾を得て実施。市町村教育部会員会から学校へ協力依頼を通知してもらっている。高等学校や私立学校等では、各学校に個別に訪問、検査について説明の上、承諾を得て学校での検査を実施。甲状腺検査の案内、同意確認書兼問診票の用紙や受診の手引は、福島県立医科大学から各検査対象者へ個別に郵送、検査に関する同意確認書兼問診票は、医大に返送するよう案内。検査時点において同意確認書が未提出の場合等で、保護者の同意、保護者あるいは本人の同意の確認がとれない場合は、検査は実施しない。」。
髙野徹部会員「検査を行う上では強制性があってはいけないということは大原則。現在の体制では授業の合間に検査が実施されており、検査拒否の意思を示しにくいため強制性を持つということが言われている。実際、授業の合間に行われてしまうと、検査を受けない子どもたちは授業中教室でぽつんと残っているという現状がある。原則放課後あるいは休日に限定して検査をすべきではないか」また、検査方法の変更を提出した改善案にそって説明した。それに対し、鈴木元 部会長は「髙野先生の文献の読み方、少しバイアスがかかっていやしないかって非常に不安に思っています。」と種々反論した（議事録p33）。南谷幹史 部会員「最初の政府の発表をみんな信じなかったというのが原点で、みんな隠蔽しているんじゃないかということから始まっているから、今の状況で想定外に甲状腺がんが見つかったということで、検査体制を縮小するというと、また何かいろいろ言われるような気がします」。髙野徹 部会員が「子どもの甲状腺がんは特殊、それに対する臨床的なフォローアップデータとかそういったもの は非常に限られている、今お話ししている『JAMA』とかいろんなものは大人の甲状腺がんに対してのものなので、それとは分けて考えるべき」。吉田明 部会員が甲状腺がんの重篤な症状につき、いくつか提示（議事録p23）、一方、阿美弘文 部会員は「市内で甲状腺の外科をやっているが、反回神経麻痺や、出血が起こって発見される甲状腺がんは実際に少なくて、もっと自然な形で見つかる甲状腺がん、見つかった時点で十分に治療が間に合うという甲状腺がんがほとんどという印象がある」。
髙野徹 部会員が倫理委員会の場で検討していただく必要がある、現在福島県立医科大学の倫理委員会は学校検査の問題について是とするか否としているのか」。鈴木元 部会長「これについては既に今の研究計画書は倫理部会員会にかかっていて、その中にこの検査の体制も含まれ倫理委員会でこの方式は認められているのではないか」と、福島医大の安村誠司 理事が「検査開始当初の審査で承認、その後始まった、学校検査時にも倫理申請で承認されています」と答えた（議事録p40）。祖父江友孝 部会員が未成年の同意書につき質問、志村浩己 甲状腺検査部門長が二次検査に関しては16歳以上は本人の同意も得るという方針で、一次検査は二十歳以上で本人の同意、二十歳までは保護者の同意という同意書の書式で承認」その後、超音波検査の実施に関する弊害についての審査も移り変わりがある都度 修正審査をして、通過した同意のお知らせの文書を受診者の方に郵送している。髙野徹部会員が「福島県に書類を取り寄せて見たところ、超音波検査の利益・不利益には超音波検査については基本的には侵襲性はないとの記載しかなかった。そこがもし今も現状のままだとしたら、そこはやはり審査をやり直す必要がある。」志村浩己 甲状腺検査部門長が「研究計画書の本文はそうかもしれまないが、同意文書はその都度提出してるので、その都度可能な範囲で修正を都度アップデートしている。今回また評価部会、検討委員会の御決定を踏まえて、また修正していくということになると思う。」。
- ここで議論された、倫理問題で提起された倫理審査はその後、福島医大で2021年11月に変更が行われた[160]。議論は甲状腺検査のお知らせ改訂案への部会員意見としてまとめられた[161]

2018年12月27日第33回環境省環境保健部参事官補佐がIARC提言について説明。（議事録p8）髙野徹委員が医学倫理の問題は被験者の人権とか健康とかを守るというのが主眼であるので、それに対して基本的にはリスクとなり得るものは全てきちんと説明するというのが必要。逆にそれができないとなると、健康被害が出た場合に相当の責任を負わないといけない。それに対し、他の委員から、被ばくしたのじゃないかという不安から始まった検査なので、しっかり検査をすべき、殊更リスクの方を過剰に、殊さら強調するような不公平な書き方は避けていただきたい。春日文子 委員「インフォームド・コンセントの新しい文面は、甲状腺検査評価部会、こちらの検討委員会どこで決定するのか」。星北斗座長「これまでの例でも、医大から説明、様々な意見を言って修正、これから先の話も全く同じプロセスを経ると思います。
そのあたりは県と私に預からせていただいて詳細を詰めてまいりたいと思いますが、いずれにしても評価部会で決定ということではありませんので、あくまで評価部会からの意見を参考にということに」（議事録p12）。髙野徹委員「学校検査の問題はヘルシンキ宣言を考えた場合どうなのか、対象者に弊害がある場合、強制性を完全に排除しないといけないという条項がある。ですから、超音波検査というものが子供に対して健康被害を出す可能性がある場合には、強制性というものは完全に排除されていなければいけない。学校で行うということは、それなりに強い強制性を持っているので、それは当然、超音波検査が安全なものだという前提で、多分最初はそうやって始まったんだと思いうが、健康被害が出るかどうかというのがポイント」。そして、早期に甲状腺がんを発見された人の具体的な話をした。（議事録p15）。
稲葉俊哉 委員から、親の利益は子供の利益ではないこともある。（受診率が18歳で低下する原因の議論）津金昌一郎 委員から、子供と成年のデータを出していて、リンパ節転移があろうが99〜100%、30年生存率、遠隔転移があっても97%。このような子供の甲状腺がんでは、スクリーニングをすることによって得られる利益に比べて不利益が無視できない。不利益が大きすぎる。だから、こういう検査は無症状の集団に対して一律に甲状腺のスクリーニングをやることは推奨しないという指針がある。このような検査はもう二度と行えなくなると思う。モニタリングをやるためには、1人1時間ぐらいとか、1対1で対面でよく説明して、十分な説明と同意のもとで得られる利益と不利益に関して十分説明されて、絶えずその個人をずっと追っていかないといけないので、30万人に対するモニタリングなんていうのはできない。基本的に現実的ではない。子供たちにとって不利益が大きすぎるんじゃないかということは、本当に福島の子供のことを考えているんだったらよく考えてください。
チェルノブイリの場合は最初はスクリーニングをやっていないので、甲状腺がんが大きくなって症状が出てきた子供たちがいっぱい出たと思うが生存率が98〜99%であった。福島県立医科大学附属病院での手術症例125 例について横谷進 甲状腺・内分泌センター長より説明（議事録p32）。県民健康調査「甲状腺検査」先行検査結果に基づいた、福島県内における悪性ないし悪性疑いの発症率について、地理的集積性および地域指標との関連性はいずれも認められなかったと安村誠司 理事より説明（議事録p29）。
県民健康調査甲状腺検査サポート事業についての説明が県民健康調査課長よりあり、委員より甲状腺検査を受けている前提は問題があると指摘があった（議事録p37-43）。県民健康調査課長より、2011年〜6月27日〜2018年3月31日までのホールボディ・カウンタによる内部被ばく検査のデータ結果報告（議事録p43）。そのレビューを日本原子力開発機構から説明。2012年度以降、全受検者の方で1mSv未満であり、日常的な経口摂取による預託実効線量は1mSvを超えることはないと考えるとのべた（議事録p46）。明石真言 委員より1回例えば汚染したものを食べた場合、経口摂取だと、例えば食べ物だと10万ベクレルぐらい食べないと1mSvにならない。ですから、線量よりは、日常の食品検査の結果をきちんと評価しているというような意味合いかなと感じている。ホールボディ・カウンタは、ガンマ線を出す核種しか検出できないので、計っているのはセシウム137がほとんどだ。だから、ヨウ素131は半減期が8日ぐらいしかないし、その他非常に短い半減期なので、もうなくて、今計っているのはセシウム137の汚染がほとんどだとホールボディ・カウンタに関しては考えていいと思う。
2019年2月22日第12回甲状腺検査評価部会志村浩己 甲状腺検査部門長から本格検査(検査2回目)の細胞診実施に関する分析結果。鈴木元 部会長が基本的に細胞診実施率と悪性ないし悪性疑いの発見率がかなり相関して動いているというようなデータだと思います（議事録p4）。大平哲也 健康調査支援部門長より福島医大の解析の市町村別UNSCEAR推計甲状腺吸収線量と悪性あるいは悪性疑い発見率との関係性資料が出される（議事録p10-21）。これ以降この解析の更新情報が出てくる。甲状腺検査のメリットデメリットのお知らせ改定案が福島医大よりだされる。
第11回甲状腺検査評価部会の議論は甲状腺検査のお知らせ改訂案への部会員意見としてまとめられた。それをもとに議論。鈴木元 部会長「過剰診断がなるべく起きないような体制が本当にできているかどうかというものを見ていくという意味では、やっているんじゃないかなというふうにちょっと思っているんですけれどもね」。祖父江友孝 部会員「甲状腺がん検診の超音波検査の場合は、その想定以外に不利益の大きさが非常に大きいので、その目的を達成するどころか、むしろマイナスの面があるということは、その議論の中では議論すべきことではあるが、甲状腺検査そのものの目的としては、何らかベネフィットを与えることを目的とすると。それと線量との評価をきちんとすると。ここが目的であるということが共通理解だと私は思っていました」（p27）。鈴木元 部会長「検査は不安に応えるというのが目的。少なくとも甲状腺がん、もともと死亡率が高い疾患ではないですから、死亡率を下げるためにやっているというような目的ではないです。万が一見つかった場合は、やはりなるべくQOLを害さないような治療機会を提供するということになるので、大部分の人にとってはやはり皆さん心配しているようなものではないということを伝えられるというのが一番の目的になるように思う」。祖父江友孝 部会員 「私はそう思いませんけれども、ここのところよりもむしろデメリット・メリットの記述の方が重要」。吉田明 部会員「手術したもので死亡率が低いから、全くその意味がないというような論調でこのWHOのIARCのレポートが書かれているが、それを金科玉条のごとく嵩めるというのはいかがなのものでしょう。私はこのIARCのレポートというのは、非常にエビデンスレベルとしては低いものだろうと思う。低いものを幾つ集めても、低いのは変わらないと思う。本当に質が高いエビデンスというのは、福島の超音波検査で見つかった甲状腺がん」（議事録p30）。祖父江友孝 部会員 「先生方、ということはですよ、そのIARCのレポートで行っているそのハーム・アンド・ベネフィットのそのレビューですね。これがレベルが低いと。 個々のレポートを積み上げた方が、違った答えが出てくると」（議事録p32）。
髙野徹部会員「ここの誤解は解いておきたい。小児甲状腺がんが非常にアグレッシブで経過が悪いというのは大きな誤解だと思う。まず、 プログノーシス(予後)は大人のものに関して圧倒的に良い。福島のケースで考えないといけないのは、超音波で見つかったケースであるということ、それから今まで南谷先生が論文のレビューとかでおっしゃっているのは、症状が出てアドバンス(進展)な状態で見つかった例であること。 ここに大きな違いがあって、それでアドバンス(進展)な例で見つかっても、非常に生涯プログノーシス(予後)は非常にいいですから、それとあと隈病院のデータも出されていましたけれども、隈病院のデータでは別のデータもあり、30歳以降になると成長がとまってくるというデータも出ている。ですから、基本的には10代、20代で非常にアグレッシブに成長して転移とかもしますけれども、その後はだんだんおとなしくなるという性質があります。 ですから、ちょっと大人の甲状腺がんと一緒に考えると、大きな判断ミスを起こすんじゃないかなと思っています」（議事録p32-33。）その後、早期発見でQOLが良くなるのかについての議論になる。「今回のケースは、とにかく世界で初めてのケース」（議事録p34）なので議論はまとまらない。髙野徹部会員「被ばくがないからやる必要がないと言っているわけではなくて、今までの結論で被ばくの影響は見えるか見えないかといったときに、 見えないという結論を出しているのにもかかわらず、罹患率が跳ね上がっていると。これをいいこととみなすのか、悪いこととみなすのかということを是非考えていただきたいと言っていることで、被ばくの影響はないということは言っていませんので、これはちょっと誤解を招かないようにお願いします」（議事録p37）。
祖父江友孝 部会員「IARCのその不利益が利益を上回るという判断というか、これはシステマチックレビューに基づく、いわば専門家の判断ですけれども、このことをきちんと伝えることが僕は重要だと思う」。その後、福島の甲状腺検査はIARC提言の1か2のどちらに相当するかの話になる。小学生にもサインをもらうにあたり、小学生にもわかりやすい説明書作成（議事録p39）。安村誠司 理事より、「メリット・デメリットに関しもうちょっと部会で詰めていただければ」。鈴木元 部会長「IARCの価値判断のようなものをどういう形でここの中に一文つけ加えるかというようなところは少し妥協点として残っているかと思ってい ますので、少しその辺に関するたたき台、逆に言ったらこの次の部会までに少し部会員の間で私の方から何点かその妥協点になりそうな文面を考えますので、それをもとにもう一度部会員の方たちに判断していただくというような作業を したいと思います。医大の方からそれを出すのはしんどいということですので、 ちょっと部会長としてそれを責任を持って出してみたいと思います。」。
- 子供の甲状腺乳頭癌についての2018年のアメリカの論文に1936年から1975年に治療を受けた小児190例と成人4242例を調査したもので、小児の75％にリンパ節転移を認め、9人に遠隔転移を認めたが、30年間観察し、死亡は1名のみ（遠隔転移なしの者）[170]

2019年4月8日第34回髙野徹委員「福島県及び福島の近隣県で、保険診療による頸部超音波検査の件数が急増しているというデータがありまして、やっぱりこれは過剰診断の前兆なんですよね。 だから、ちょっとそういう懸念が出てきたということで、ちょっとわかりにくいかもしれませんけれども、是非この集計外で甲状腺がんと診断される例というものを把握する手段というのも何か考えていただきたいと思います」。一次検査でB判定と診断された中で、福島の細胞診にいかず、他病院にいったものがいることが推測されたり、学校健診から外れた人をどう把握するかの問題提起があった（議事録p29）。津金昌一郎 委員からIARCのレポート、第三者の専門家によって評価されたことをやはり情報をきちっと提供するということが大事だと思うこと、またQOLという問題では、検査・発見によって治療すれば、症状・発見による治療よりも侵襲が低いような治療が行われてQOLがいいということだという、シナリオに基づいていると思うが、現状において検査で発見されても、ほとんど多くにリンパ節転移があって郭清しなきゃいけないという状況になっているとかそういうことを考える と、その根拠が十分ではないので、要精密検査と言われること、がんと診断されること。そして、がんの治療を受けるということの相当なQOLの低下も考慮すべきと発言（議事録p32-33）。志村浩己 甲状腺検査部門長と富田哲 委員が甲状腺検査は安心につながったという意見、それに対し津金昌一郎 委員が安心が大事ということはよくわかるが、もし過剰診断であったら、のバランスを考えるのも大事と（議事録p36-38）。津金昌一郎 委員より学術研究目的のためのデータ提供に関する検討部会の結果報告（議事録p41-42）。環境省職員より、「サポート事業の情報の中で、つまりこれは診療情報を分析して評価ができるということで行っている、特に18歳を超える方々について、ここで診療情報を補足できると。こちらの方のデータも補完的に活用いただけるようなそういう分析を事務局にお願いできればと思っております」（議事録p44）。IARCの報告書作成時に福島の情報を伝えるスペシャリストという立場で議論に一部参加した志村浩己 甲状腺検査部門長よりその時の話。（議事録p46-47）
- 2019年4月25日　日本リスク研究学会誌に髙野徹が寄稿、福島の甲状腺がんの過剰診断―なぜ発生し、なぜ拡大したかー[53]「途中で成長を止めるため一生患者に害を与えない若年型甲状腺がん (self-limiting cancer) の存在。本来一 生治療が必要なかったはずの腫瘍を見つけてしまうことになり、その結果対象者に，不要な検査や 治療による健康被害とともに，“がん患者”の レッテルを貼られることによる社会的・経済的損失をもたらす。これが過剰診断である。そして、学校検診の縮小・中止、県民への率直な説明を求めた[53]。

2019年6月3日第13回甲状腺検査評価部会
祖父江友孝 部会員より、疫学研究の質と因果関係判断の考え方に資料が出される（議事録p22-24）。甲状腺がん発見率に影響を及ぼす要因として、超音波検査、穿刺細胞診、受診時の性、年齢、検診受診率、一次検診判定基準、精検受診率、細胞診実施判定基準、検診実施年度、検診間隔あるいは前回の一次検診、受診の一次検診の結果、精検での細胞診の実施有無などだと説明。（この話は「甲状腺検査はリスク評価を攪乱する」として、記事になっている）。
甲状腺検査本格検査(検査2回目)結果に対する部会まとめ(案)が出される。現時点において、甲状腺検査本格検査(検査2回目)に発見された甲状腺がんと放射線被ばくの間の関連は認められない。地域がん登録及び全国がん登録を活用の必要性が書かれた。髙野徹部会員から、先行検査での判定のされ方が本格検査の結果に影響した、それから細胞診の実施率が結果に影響したということだが、実際はエコーとか細胞診というのは主観というのはかなり入るので、それはそういう実施者による差というのは当然出るわけだが、これを記載してまとめるとすると、そういうものが確実にあったということで、もし差のように見えるものを差でないと判断したということに捉えられかねないので、これを解析に入れていないということでしたらこういうことは最初から触れない方がいいように思う（議事録p28）。県民健康調査課長から、甲状腺検査のお知らせ文改訂案が出され、それについて意見が多数寄せられた（議事録p29-35）。このお知らせの文面は後々問題になっていった。
2019年7月8日第35回髙野徹委員が、手術症例や経過観察症例の情報が特定の先生に聞かなければわからないのは非常に危ない。患者の状態が非常に少数のドクターの間でしか共有されていない、本来、複数の医療者が深く患者さんに関わるべきだし、診療情報も個人情報の許す限りで広く共有できるよう改善すべき、また、福島で甲状腺がんを発見された200名の方が将来的にがんで亡くなる可能性は非常に少ないはずなのに、がんという診断をつけられたことによってそういうがん保険に入れないという不利益を受けるということは問題なので、県が積極的な働きかけを保険会社にすべきではないかと問題提示（議事録p18）。それに対し、福島県民健康調査課長「先程のがん保険の件につきましては御意見として承っておきます」。甲状腺検査の(4)-28ページ記載の、こころのケア・サポート、出張説明会・出前授業について、38万人に対する検査であるのに、説明された人が福島全県で1年間で700人というのは恐ろしく少ない、けたが一つ違うのではないかという質問が出た（ 議事録p19-20）。
津金昌一郎 委員より、要精検率が25歳を対象では4.6%というのは、高すぎないか、いわゆる擬陽性が5%となるとかなりの人数になると思う、基準を変えないでずっとやっていくと、いわゆる20代成人で世界が経験した甲状腺エコー検査と同じことが起こる可能性があるが、このまま継続するのかと質問（議事録p20-24）。また、津金昌一郎 委員から、受診率の低下、検査を受けるか否かが甲状腺がんの診断の最大のリスクファクターで、細胞診するかどうかなど様々な交絡とかバイアスがあり、しかも低線量なのにこの検出量では、これがもう疫学研究の方法論的には破綻していて、どんなに優秀な疫学研究者がこのデータをいじっても放射線の健康影響などというものはちゃんと検出できないと思う、放射線の健康影響を見るというので、このまま継続して本当にそれができるのかということをやはり考える必要があるんのではないか（議事録p24）。
それに対し、鈴木元 甲状腺検査評価部会長が「甲状腺検査評価部会はこの研究のデザインを検討する部会ではないということをまずお断りしておきます。むしろ、これはこれから医大としてこの検査をどういうふうに続けるかというところをより広い立場で議論していただくというのが筋だろうと思っております。」（議事録p24）。髙野徹委員が鈴木眞一先生の病理で見た限り福島の例は過剰診断ではないという論文は、過剰診断というのは、手術せずに置いておいて、それが患者に対して一生悪さしなかったらそれは過剰診断という話なので、これが病理で判定できるというのは明らかな間違いであり多分過剰診断の定義自体を御存じないのではないか（議事録p32）。その後、甲状腺がんと放射線の関係はほぼないと言い切っていいか悪いかについて、意見が種々でる。
環境省職員からは、メリット・デメリットの話にもつながる丁寧な、県民の方々がわかりやすいような結果説明が必要（議事録p27-38）。甲状腺検査本格検査(検査2回目)結果に対する部会まとめに関しては、座長の方でまとめていただいた文案を一度検討委員に、となった（議事録p39。甲状腺検査のお知らせ文改訂案につき議論（議事録p39-42）。福島県民健康調査課長はこの甲状腺検査のお知らせ文は今回の議論を経た上で、次回の検査からこれを使う予定でおりました（議事録p43）。委員は7月31日までに、説明文としてどういうありようが望ましいのかというようなことについて、理由を付記して事務局に御返送ということになった。そして、8月1日以降、委員の改選の後、議論することとなる。（議事録p43）。学術研究目的のためのデータ提供に関する検討部会の説明。
髙野徹委員が7月31日で任期終了2019年10月7日第 36回菱沼昭委員と交代になる。資料3-1甲状腺検査のお知らせ文改訂案。結節やのう胞が発見されることにより不安に（なるなどの心への影響）→（つながることなど）が考えられます。なお、「県民健康調査」甲状腺検査では、検査に伴うデメリットを（可能な限り少なくする方策をとって）→（軽減する努力をして）おります。補足説明※3に「なお、甲状腺がんは一般的に進行が遅く、死亡率が低いとされています」を追記（議事録p16-29）。津金昌一郎 委員「25歳の検査のときの要精検率が4%と、高くなっているので、今までの最初に決めた5mm、20mmということで、そのままそれでやっていっていいのか。成人になってきた人たちは「一般的に」と言われている「検査は推奨しない」というフェーズに入るわけですから、そこをそのまま今までと同じ状況で続けていいのか。一度立ち止まって、きちんと議論して、進めるべきではないか。」星北斗座長「私の理解は、基本的な調査と分析、その他について、県から医大に依頼している。今後の検査をどうするかとか、10年区切りじゃこの辺でこういう形でしましょう、それについてはきちんとしたコメントをやりましょう、この全て基本的に外向きに、正式にやめる、進めるというのを決めるのはここの責任だと思っている、責任といいますかね、県に対する助言をするということですね。最終的に決めるのは県ということになると思います。」。
2020年1月20日第14回甲状腺検査評価部会検討委員会委員の任期満了による改選に伴い、甲状腺検査評価部会の改選。日本甲状腺学会推薦委員が髙野徹部会員が村上司 部会員に交代。福島県県民健康調査課長が鈴木元部会員を推薦し、継続となる。今井常夫部会員が副部会長就任。鈴木元 部会長「この部会がこれから何を議論していくか親委員会の方からの検討事項の指摘があった」（議事録p7）。「部会員は生のデータを扱うという立場ではありませんので、細かいところは、また医大との協力になる」（議事録p8）。解析に一部の部会員が専門家として助言をしてきたような経緯があったと思う、その枠組みは今回の部会になっても継続するのかという質問に対し、福島医大の安村誠司 理事「依頼された内容を的確に解析して結果を出すのに齟齬が生じてはいけないから、部会員の情報共有により、前回同様のサポート、協力体制維持が適切ではないかと考える。」（議事録p9）。第9回の甲状腺検査評価部会30年前倒し論、甲状腺がんは成長を止める論どちらだろうという話が出る。今井常夫 部会員「実際の臨床の現場では、小児の甲状腺がんに出会うことは非常にまれでありますので、恐らく誰も個人的な経験で物を言える人はほとんどいないだろうと思います」。村上司 部会員 「私もやはり、実際の臨床の現場では、小児の患者というのは余り多くない」と、日本内分泌外科学会 推薦委員の国立病院機構東名古屋病院 今井常夫院長と、日本甲状腺学会 推薦委員の九州の甲状腺専門で有名な野口病院 村上司院長二人の外科医が非常にまれと発言した（議事録p10）。志村浩己 甲状腺検査部門長が一般会場では、検査の前にメリット、デメリットの説明を直接している。メリットとデメリットの説明文書が、倫理委員会を通過したと報告した（議事録p19）25歳時の受診率が下がり、7％程度であると（議事録p23-26）。
2020年2月13日第37回。妊産婦に関する調査は、これまでの議論の中で2019年度の2回目フォローアップ調査を一区切りとして調査の方向性を検討し直すべきとなる（議事録p14）。「甲状腺検査5回目について9から18歳に対しては主な検査会場が各学校と記されているが、授業時間中に実施される予定で、検査の説明は誰が担当し、同意書の回収はどのように実施するのか。」「学校検査は任意性を担保するために授業時間外に実施されるべきでは。また、同意書の回収は検査時に検査担当者が実施すべきであり、少なくとも学校が回収することは避けていただきたいと考える。」という質問に対し、志村浩己 甲状腺検査部門長が「検査はこれまでどおり授業時間を少しわずかな時間をいただきまして検査を実施する予定となっております」（ 議事録p39）。稲葉俊哉 委員、安部郁子 委員、堀川章仁 委員が成人用の説明文書は大変難解。志村浩己 甲状腺検査部門長が、説明の編集を行っています。倫理委員会の手続は終了しております。（議事録p40-43）。富田哲 委員が全て学校の自主的な判断でやって、授業時間に多少食い込むことは学校の判断であれば、それはそれで私は差し支えないと考える。福島大学も会場になっていて、レントゲン車みたいなものが2台ぐらい来ており自主的に行くような形になっておりますが、私の授業のところでは「お前ら行ってこい」と、できれば行くんだったら僕の授業を休講にしてもいいよと誘導しておりますし、高校時代の同級生とお誘い合わせの上是非是非行ってくださいと、私はこういうふうに言っております。少なくとも大学生クラスになるともう自主的に判断してやってもらうと。恐らく福島県外のところでぐんとこれが低くなるというのは、やはり実際に自分が考えたらやはり怠け者が多いということになるのかもしれません。（議事録p45-46）。
- 2020年3月1日学術の動向　第25巻第3号　特集「福島原発災害による放射線被ばくとその健康影響の評価をめぐって」[182]その中で、稲葉俊哉が細胞診実施率が最初は60％、現在では5％程度というのは、疫学調査にとっては大打撃であり、疫学調査は その前提(全数調査と統一基準)が事実上崩壊した。これまでに直接の説明を受けた小学校高学年以上の子どもは、1%に満たない。子どもたちに対する説明不足を、これ以上放置してはならない。と書いた[183]

2020年5月25日第38回。県民健康調査課長より、新型コロナウイルス感染拡大防止に伴う今年度実施予定の計画変更の説明（議事録p6）30年12月に交付支援対象者の拡大（議事録p12）。妊産婦に関する調査について、10年間のデータが出たことによって何が言えるのか、文章が出すのか（議事録p30-35）。
2020年6月15日第15回甲状腺検査評価部会。25歳時の前は22歳になる年に案内をしているが22歳から24歳の間に受診可能と説明（議事録p9）、資料1-1に実施地域別に検査人数、細胞診、陽性率を出しているが、1地域だけ24％他の40〜57％の陽性度なのはなぜと質問（議事録p10）。それに対し、細胞診は全て福島医大で判定をしている。県外の検体も郵送して判定している。複数の病理の先生で判定を出していると回答した。二次検査は、福島医大の方で複数の専門医の合議で決定している（議事録p11）。資料2-2　大平哲也県民健康調査支援部門長の論文報告「東日本大震災後のUNSCEARにより評価された甲状腺吸収線量と小児甲状腺がんとの関連」に謝辞に名前を入れるなら、原稿も含めて確認をとるのが本来のあるべき姿と祖父江友孝 部会員と片野田耕太 部会員が不快感を表明した（議事録p18-19）。祖父江友孝 部会員が恐らく罹患率自体が年齢で非常に大きく変化するので、その影響の方が大きく出て、検査2回目、3回目の受診時の年齢が高まることで発見率が高まる可能性があるので、今後、年齢に関しての調整をかなり慎重に行わないと、発見率に関しての調整が難しいだろうと指摘した、また、現在の大平部門長の解析の問題点を祖父江友孝 部会員と片野田耕太 部会員が種々指摘した（議事録p25-33）。避難者の行動調査票の回収率が25%、全体での基本調査の回答率は約27%（議事録p36-37）。
2020年8月31日第39回。津金昌一郎 委員より、25歳時の節目の検査で、要精検率が5%ぐらいある。244人が要精検になって7人ががんと診断されている、多くの擬陽性が出ている。擬陽性は検査の不利益の代表的な指標の一つなのだが、この要精検率ほかの甲状腺がん検査に比べて高いのかという質問に対し、志村浩己 甲状腺検査部門長が韓国等では、細胞診の実施率の論文は非常に少ないが、我々の実施率よりはるかに高い実施率という報告が見られるのと比べると、 実施率は随分低いと我々は考えてはおります（議事録p10-11）。稲葉俊哉 委員「津金先生の御質問に関連して、ちょっと。何か正面からお答えいただけなかったような気がするのですが、津金先生の御質問は多分、これやっぱり一次検査で取り過ぎというか、高いのではないかという御質問かなと思ってお答えを待っていましたが、対策をしているというお返事、そうじゃなくて、これやはり高過ぎるのであれば、それは改善しないといけないと思いますので、そこのところ、志村先生、もう一度、そこに焦点を当ててお答えいただけないでしょうか」。志村浩己部門長より、「一次検査では5.1ミリ以上の結節をB判定として二次検査に案内している。5.1ミリ以上というのは、検査の開始当初から用いている基準。5.1ミリ以上の結節では細胞診を行う可能性があるということで、5.1ミリ以上の結節を二次検査に案内。5.1ミリ以上の結節に対して二次検査で我々のような専門医が精査、細胞診や、治療の判断をしている。そういった 二階建てになっている」という回答（議事録p12）。稲葉俊哉 委員が「5ミリというそういう判定基準に固執する必要があるのか、5ミリは絶対5ミリでやるし、高いか低いかの判断も避けて、ただサポートをやっているから大丈夫とか、そういうのはちょっと本末転倒ではないか」。津金昌一郎 委員「子宮頸がん検診では要精検率は1.4%よりも下であることが望ましいとされている。陽性反応適中度でも4%以上はなければ駄目だ（25歳時の）要精検率はもう5%ぐらいあるので、やはり検診としては、普通のスクリーニングの検査としては必ずしも理想的ではない」。新型コロナで検査ができない、18歳以上になると受診率が急に減少する（議事録p25）、聞き取りの話とアンケートの話（議事録21-30）。
- 福島医大の5.1ミリ以上に関し。2015〜2017年に緑川早苗検査室長が2015年に米国の甲状腺学会がは1cm以上の結節のみを精密検査を行うべきとするガイドライン[143]を出したのに際し、精密検査(二次検査)を行う基準を5mmから10mmとすることで、過剰診断を約半分に減らせるのではないかと考え、診断基準等を検討する部会であった通称、学外専門委員会で提案した。学外専門委員会は甲状腺に関する全国の専門医がその主な構成メンバーとなっている。この会議で提案した一次検査のスクリーニング基準を3巡目から5mmから10mmに変更することに対しては、賛成意見と反対意見がそれぞれ同程度に出された。これを学内の甲状腺検査専門委員会で提案し、反対意見もあったものの翌日の実施本部会議にかけることになった。実施本部会議はは甲状腺検査だけでなく、県民健康調査に関わる様々な部門の責任者が参加している。しかし、 この改革案は実施本部会議では会議の重鎮である学外の先生方の強い反対を受け、認められなかった。主な理由は、基準を変えるとデータを解析するときに今までの検査結果が無駄になることや、基準の変更は社会的に受け入れられないから、というものでした[22]。
- 日本乳腺甲状腺超音波医学会の作っているガイドブックと福島医大との関わりは深い[190][191]。

2021年1月15日第40回。県民健康調査課長より、新型コロナのために、検査5回目分の学校での検査を来年度中に全て終了させることが困難な状況なので、検査5回目の実施計画を変更し令和2年度から4年度までの3年間で実施することについて審議、了承された（議事録p13-16）。「甲状腺検査における学校での検査の現状調査結果」についての報告。2020年9月から12月までの時期での26校の聞き取り調査、3校で検査現場の視察結果は、教師が検査会場まで引率、検査非対象者や不同意者を受診者と一緒に会場へ引率する学校が1校、教室に残っている 学校が2校。検査を実施する日程の調整は医大が示した日程の中で、検査を行える月日の候補を学校行事等と調整しながら医大に報告し決定。同意確認書の提出に関しては、学校に依頼している。検査実施後、欠席等により当日受診できなかった検査対象者へ検査実施機関等で再受診可能のお知らせ文書の配付。多くの学校で検査に伴う業務に対して負担感を持っていた。特に生徒数が多い学校においては、対応が必要な生徒が多いことにより業務量が多く、負担感が大きいとの意見があった。今後は学校に同意確認書を提出することを依頼することを取りやめることなども今後医大とともに検討していきたい。
一部の学校からは、保護者は検査を10年近く実施していることや、2 年に1回実施することから、検査を行うことが当たり前であると考えているのではないかとのお話がありました。と県民健康調査課長（議事録p16-19）。津金昌一郎 委員「授業中とか学校の行事とか、いわゆる学校の公式の授業の中で行われているということで、これを受けないということはなかなか、相当強い意思がないとできないなと思いました。」と学校での検査の継続に疑問を呈す（議事録p20-21）。県民健康調査課長　同意確認書の提出は、まず対象者に医大から直接通知を郵送、各保護者から直接医大の方に同意確認書の提出。その提出締切以降、未提出者は学校側が同意確認書の提出を求める。当日検査を受けない場合、自分の意思で受けないのか、単に未提出であるのか確認する。直前に出された同意確認書は学校側でまとめて、当日までに医大の方に送付。医大に提出し終わった後に学校へ提出した割合は約3割程度、7割は対象者から医大に直接確認書を返送している（議事録p21-22）。
富田哲 委員　検査を縮小方向に行くということについては、危険な考え方ではないか、安部郁子 委員 私も先ほどの富田先生の御意見に賛成（議事録p23-24）。稲葉俊哉 委員　学校側が会場貸しになっている18歳になり、学校のくびきから外れたとたんに受診率は10%、医大等で検査の意義や、検査を拒否することが可能なことを説明しなければ、本人たちは最も置き去りにされているという印象を非常に強く持つ（議事録p25-26）。星北斗座長が「 今ここで検査を続けるか続けないかとかという議論を上段に構えてする時点ではないと私は思っています。それぞれの意見は分かりました」（議事録p21-26）。アンケートの話（議事録p26-42）。県民健康調査課長（甲状腺検査の情報の提供について）これまでもお知らせ文の議論の中で十分になされてきたものとは思われますが、その分かりやすい周知については、様々な機会を通じ分かりやすく周知できるようなことを対応していきたいと考えている（議事録p42）。石川徹夫 基本調査・線量評価室長　線量推計の基本調査ホールボディ・カウンタ検査の話（議事録p43-48）。妊産婦調査の結果の取りまとめの話、ホールボディカウンター検査の話（議事録p49-51）。
- 2021年2月25日 NHKニュースウオッチ9に福島の甲状腺　過剰診断について放送された[193]
- 週刊医学界新聞に過剰診断に関する記事が掲載される[194]。
- 2021年3月10日の毎日新聞、清水修二元福島大学副学長が検討委員辞任後に、少なくとも学校検査は廃止すべきと提言を出す[195]。
- 妊産婦調査終了にあたっての室月淳のインタビュー[14]

2021年3月22日第16回甲状腺検査評価部会。現在の大平部門長の解析の問題点を祖父江友孝 部会員と片野田耕太 部会員　種々指摘した（議事録p6-8）。祖父江友孝 部会員が「 福島医大主催の第3回国際シンポジウム（2021年2月13日〜14日）でジェリー・トーマス先生基調講演、その座長を鈴木眞一先生だったが、福島の場合はIARCが出しているエキスパートグループのリコメンデーションこのモニタリングに相当するというようなことでの議論があり、ジェリー・トーマス先生と鈴木先生の合意事項としては、リコメンデーション2、モニタリング2に今の福島の現状というのは相当するんだということがはっきり述べられています。また、志村先生の講演の中でも、志村先生は個人的には今の福島の現状はモニタリングに相当するん だという発言がされています。これが主要な福島医大の方々の発言ということで、福島県民健康調査の事務局としての合意事項なのかと言われると、ちょっとこれが問題となる思いますので、そのあたりを事務局の方に確認したいと思う」（議事録p9-10）。志村浩己 甲状腺検査部門長がIARCのミーティングにはスペシャリストとして参加しまして、その中で甲状腺集団スクリーニングとサイロイドモニタリングについて議論があったことを記憶しています。IARCの見解は福島はどちらに当たるという記載はしていないわけですが、しいてどちらかに当たるのかと問われるとモニタリングではないかという発言があったと思いますし、私も会議に出ていてそういうような印象を受けたので、個人的な意見として発言させていただきました（議事録p10）。安村誠司 理事(県民健康・新学部担当)が「あくまで国際シンポジウムでは個人の意見で発言するということだったという理解。そういう意味では、鈴木眞一先生の発言にしても、志村先生の発言にしても、福島県立医大を代表している意見というのではない。そこのシンポジウムでの発言はあくまで個人の見解。今、志村先生がお話しされたように、IARCのメンバーでもあったとは思いますけれども、あえて聞かれれば、どちらかといえば一般的に言うモニタリングというようなご発言だったと思いますので、定義上のあそこに記載されていることがそもそも福島を対象とはしていないと、そういうことをみんなで共有できているということは御理解いただきたいと思います」（議事録p12）。鈴木元 部会長　それでは、この議論はここで一応打ち切りまして。
資料2 福島県甲状腺検査の評価の現状と課題（片野田部会員提供資料）が説明される。大平部門長の今回の解析資料3,4が説明される、それの議論（議事録p16-25）。横谷進 甲状腺・内分泌センター長から資料5福島県立医大における手術症例の報告。福島県立医大で手術が行われたのは180人（乳頭がん175例、濾胞がん2例、低分化がん1例、その他の甲状腺がんが2例）（リンパ節転移が72%、甲状腺周囲組織への浸潤が47%、肺転移が1.7%）（甲状腺全摘が8.9%、片葉切除が91.1%）。
今井常夫 部会員から、資料6 甲状腺がん治療ガイドラインにかかる日本と欧米の方針の違いについて（今井部会員提供資料）「日本を含めた各国のガイドラインに関してです。甲状腺の手術に関するガイドラインも一応エビデンスベースということでつくられていますが、エビデンスレベルの高い論文は一つもありません。エビデンスレベルという点からいくと非常に低い論文しかありません。それをもとにしてつくったガイドラインですので、中には全くエビデンスがなくて、専門家の意見で決めた、そういうガイドラインであることをまず御承知おきください。日本のガイドラインが海外のガイドラインと大きく異なる方針とした理由は、このときに集まった専門家の中で、それまでの日本での手術方法(全摘は少なかった)でも非常に予後がいい、よく治っているという専門家の意見が非常に強くこのようなガイドラインを作成したというところであります。最後に小児のガイドラインですが、先ほど 福島医大の症例で肺転移が1.7% ということでしたが、一般的に我々が実際の臨床で診る小児の甲状腺がんは進行例が多いです。そういう症例が多いので、小児のガイドラインとして出てくる場合は、どうしても全摘というのがリコメンデーションになると思います。2020年のオランダの小児ガイドライン、2015年のアメリカの小児ガイドラインは、小児に関してはやはり甲状腺全摘が推奨されていますが、それは対象となる症例が非常に深刻なものだけを考えているからだと私は理解しております。2011年から2012年ぐらい、ちょうどガイドラインをつくったころに、学会とかそういうところで鈴木先生とかと、福島の甲状腺がんの手術はどういうふうにすべきだろうかといろいろ話し合う機会があったことを覚えております。当時は、もちろん小児では分からないわけですが、恐らく超音波所見とかいろいろな所見からすると、進行した状態で見つかったわけではないので、大人と同じように片葉切除のほうがいいのではないかというのが大方の意見でした。このような意見をもとに、福島の術式も片葉切除を基本にされたと私は思っております」（議事録p30-33）。旭修司 部会員「私が経験している甲状腺がん症例は数少ないですけれども、大人と比較するとやっぱりリンパ節転移が多い症例も時々見かけております。そして、現時点ではガイドラインに沿って、過剰診断と言われないようにきちんと治すということを重視してやっております。」（議事録p33）。今井常夫 部会員「内分泌外科学会とか甲状腺学会での甲状腺がん登録はありません。日本外科学会で行っている、ナショナルクリニカルデータベース(NCD)で甲状腺悪性腫瘍の手術の登録をしておりまして、 それは一応がん登録を兼ねる内容となっています。昔、学会ベースのがん登録をやっておりましたが、個人情報保護法施行のときから中止になっています。」村上司 部会員 「小児については、そういったエビデンスが全く大人と違って少ないと思います。ですので、2020年にオランダから出たガイドラインというのは、ちょっと私はまだこれを見ていないんですけれども、恐らく小児のガイドラインにしましても、やはりエビデンスに基づいた記載というのはなかなか難しいんだろうと思います。」。
福島県立医科大学の甲状腺外科学の岩舘学の甲状腺がんの遺伝子解析に関する論文、資料7の説明（議事録p36-38）。鈴木元 部会長UNSCEARレポート2020が3月に報告されました。この日本語訳は5月ぐらいには出てくるんではないか、ということで線量が変わったことを解説。片野田耕太 部会員「被ばく線量が2013年の推計よりも低かったというのは住民にとっても非常に大事な情報だと思うんですが、この報告書の内容は、住民に対しての周知もされるんでしょうか」。鈴木元 部会長「これは部会ですぐ答えを出す話ではなくて、親委員会で検討してもらう話だと思いますが、少なくとも線量の分布がこのぐらいまで現実的に下がってきま したということは何らかの形で県民に伝えていく話ですし、また、今の検査を行う場合の説明書ございますよね。説明と同意。ああいう中でどうそれを反映 させていくかというのは親委員会のほうでまた検討していただければと個人的には思っております。」（議事録p41-42）。
2021年5月17日第41回。WEB会議になる。津金昌一郎委員が、推薦所属を退職したことに伴い3月31日付で退任、後任に国立研究開発法人国立がん研究センター、社会と健康研究センター検診研究 部長の中山富雄委員が就任。第16回甲状腺検査評価部会 開催報告、個人線量を評価できるが、行動調査票がない人については市町村の平均値を使う方法があると思うが、解析を行う前に方針を決める必要がある。線量がエリアに強く依存しており、交絡因子も強く依存しているため、オーバーマッチングになる可能性がある。甲状腺検査で登録された方(悪性な いし悪性疑いと判定された方)と地域がん登録に登録されている甲状腺がん症例の突合結果、地域がん登録のみに登録されていたのは24人であり、24人のうち3人は甲状腺検査を全く受けていない人。甲状腺検査のみに登録されていた方は38人、両方に登録されている方は161人、甲状腺検査もしくはがん登録いずれかに登録されていた方は合計で223人。吉田明 委員　チェルノブイリは全摘が多く、日本では半切が多いのは日本では甲状腺の手術の後にアイソトープを利用したアブレーションというのをやる習慣がなかったことと関係します。 日本ではRIを利用できる施設が非常に少なかったということで全摘が少ないのだと思われます。日本はずっと少ないというのは今も昔も変わってないと思います。小児甲状腺がんの予後というものに関しての認識はあまり変わっていないと思いますが、それで、全摘してアイソトープの治療をするという欧米の風習というのは昔からやられていたことで、その文化的な違いというのが出てきているのだろうと思います（議事録p9）。
島袋充生 健康診査・健康増進室長が健康診査結果まとめを説明。県民健康調査課長が甲状腺検査の対象者及び関係者の聞き取りの結果の説明、進行役は医療法人ロコメディカル江口病院の副理事長江口有一郎医師にお願いした（議事録p38-46）。実際の結果は高校生3人のもの、保護者6人のもの、実際の聞き取り結果は、過剰診断や生命に関係のない癌についてほぼ知らず、検査のデメリットに関しては知らないか考えたこともなく、検査は半強制的で受けないと変だと思う、検査は今は不安はないが流れで、という結果が出ていた。この結果は、以前に2018年5月から11月までに16会場の389人（男性13.6%、女性72.2%）に対して、説明会を受ける前にアンケートを実施した結果、「甲状腺検査にもメリットとデメリットがあります。このことをご存じでしたか？」という質問に対し、「はい」の回答は11.8%、「いいえ」の回答は80.5%。、福島県立医科大学の別の調査で、県外の2つの大学で学生347人に対し、同様の質問をしたところ、「はい」の回答は23.9％、「いいえ」の回答は71.8％とほぼ同様の数字であった(p128-130)。環境省委員からリーフレットを現在作成しているところ（議事録p49）これはのちに環境省のページに出される。
- 2021年5月28日、細野衆議院議員が検査を始めたものの責任として小泉環境大臣に甲状腺検査の見直しの依頼質疑、小泉環境大臣が受けたい人がうけられ、受けたくない人はうけなくてすむように実行可能なところからやっていただくと回答[205]。

2021年6月21日第17回甲状腺検査評価部会。ウェブ会議、大平哲也 県民健康調査支援部門長の解析がUNSCEAR2020の推定甲状線吸収線量を用いて解析に変更（議事録p2-13）。「会津地区の子供のデータは「被曝量が少ない地域」のデータとして扱われている。つまり、避難指示地区等との差が無いかどうか見るための比較対象として使われている」という指摘もある調査である。この話は、第15回部会の資料1-1を見ると、四つの地域に分けている具体的な名前が出ている。大平哲也 県民健康調査支援部門長から甲状腺検査及びがん登録における甲状腺がん症例の登録状況の説明。甲状腺検査データとがん登録情報を統合した解析は昨年4月に医大の倫理審査委員会から承認を受け、2020年7月に福島県のがん登録情報の提供の承諾通知、2020年8月に全国がん情報提供の承諾通知、2021年3月に全国のがん情報が来た。がん登録のみは11.9%、甲状腺検査に登録のある人が88.1%。がん登録のみ（女性が63%、上皮内または限局性の病変44.4%で、領域リンパ節転移や隣接臓器浸潤等があり51.9%、不明が3.7%）（甲状腺検査未受診者のみ、女性が100%で、上皮内または限局が66.7%、領域リンパ節転移、隣接臓器浸潤が33.3%。）（甲状腺検査のみで発見、女性は66.7%ですが、甲状がんの進展度不明）（両方に登録、女性が59.5%、上皮内または限局が 34.4%、領域リンパ節転移、隣接臓器浸潤が65.0%、不明が0.6%）（議事録p18-20）。祖父江友孝 部会員 これ、個人情報付きの非匿名化の情報提供なので、匿名化された情報であっても、集計結果が10件以下になるような、少数例の場合は個人の特定につながるので、控えましょうというのは一般的なことだと思います（議事録p20）。福島の甲状腺検査で、悪性疑いと判断されたものの確定診断がされていない場合、その個人に対してどう追跡調査をするのかという問いが出た、それに対し最大限フォローするように努力すると回答（議事録p21-24）。
2021年7月26日第42回。鈴木元 甲状腺検査評価部会長が、「がん登録のみと、それから甲状腺検査のみ、あるいは両方に登録というもので比較していった場合、決して甲状腺検査のみで検査している人たちに早期発見、例えば上皮内、あるいは限局という極めてまだ手術しなくてもいいというようなものを積極的に見つけているわけではない、ということが明確に見てとれるかと思います。」といったのに対し、中山富雄 委員が「韓国で甲状腺の検診が進んで、非常に罹患が急激に増えて過剰診断という話が世界的に話題になったときに、実際に見つかったがんの大半はリンパ節転移であって、限局型がそれほど増えたわけではありませんでした。ただ、リンパ節転移をしていても、その大半は過剰診断ではなかったというのが国際的な理解であろうと思うのですが、その辺りについて、ちょっと限局型が見つかっていない、上皮内がんが見つかっていないから過剰診断というわけでもないだろう、というのは少し言い過ぎかなと思いました。あと、インタビューは6人だけでは、全体を反映しているわけではない」という意見（議事録p5）。環境省の委員が「ぐぐるプロジェクト」の説明（議事録p12）。志村浩己 甲状腺検査部門長　A1・A2に関してですが、もともと甲状腺結節は年齢が上がるごとに、主に良性の結節がほとんどですが、結節の発見率はどんどん上がってくることが 従来の研究で分かっております（議事録p30-31）。
環境省の委員がメリット・デメリットの説明文を同封するというのは昨年の4月から行われており、また、学校を介した同意確認書の回収はやめるということについては、前回議論しまして、そういう新しい取組が行われるようになったと理解しております（議事録p34）。「検査を希望する方が円滑に検査を受けられること、そして、検査を受けたくない人は受けなくて済むようにすることが基本的な考え方なので、そういうことがきちんと行われているかどうかをしっかりと把握ができるようにと思っています」（議事録p36）。いかに受診率を上げるかの議論（p38−39）。稲葉俊哉 委員「今の福島県の子どもたちは世界でも稀にというか、世界で唯一の経験をした子どもたちです。つまり、2年おきに首のところにエコーを当てられて、あなたはA判定だ、B判定だ、ああ、がんだ、取れなんてやられた人は、そういう子どもたちは世界でどこを探してもおりません。そういう非常に特別な経験を彼らの意思・意向と無関係に天から降ってきたわけです。 これは何なのだろうと。車で30分も走って隣の県に行ったら、そのようことをやっている生徒たち誰もいない。そのような中で、彼らは彼らなりにそれぞれが考えて結論を出して、それゆえの低受診率であることは我々も十分に理解してあげる必要がある。彼らの決定を受け止める必要がある」（p40）。星北斗座長 「非常に哲学的なことを御発言いただきました」。環境省の委員が福島県立医科大学が学校側と日程調整を行うときに、学校に放課後だとか休み時間だとか最終時限での実施の可能性について意向を聞いき日程調整を行うことを提案。県民健康調査課長「限られた時間の中で行おうとすれば、学校での検査日程をまた組み替えるといった状況も必要になってきますので、なかなかその対応の部分は厳しいと考えてございます」（p42）。室月淳 委員「今まであえて発言控えていたのですが、どう考えても過剰診断ですよね」（p43）。
2021年10月15日第43回。委員の改選、星北斗座長の選出、稲葉委員が座長代行に指名される。環境省委員から「強制的に受けさせるような、そういうものではない。検査を希望されない方については、受診しないことを自然と選択できるような環境を整えることが大事。それに当たり、検査のメリット・デメリットの理解が大事ですので、甲状腺検査に関連した情報をまとめた分かりやすいリーフレットを作成しまして、既に一般会場での配布を開始しているところです」（議事録p22−23）。（リーフレットは後に環境省のページに出る）この回は非常に早く終了した。
2022年1月18日第18回甲状腺検査評価部会。改選後第1回目　鈴木元部会長を選出。今井常夫副部会長。甲状腺検査対象者におけるがん登録と甲状腺検査で把握された悪性、悪性疑い、甲状腺がんの症例数資料4が出される。がん登録は個人情報もあり、後から、甲状腺検査受診が判明したり、また、線量ごとに見た場合、登録制度の違う群を比較しているということになりかねないと指摘あり（議事録p13-24）。マッチングの場合、受診パターンもそろえないとダメ、曝露、放射線と甲状腺リスクの関連を見る際の曝露の要因に関して、オーバーマッチングになることを、一番注意しなくてはいけない。この甲状腺がんに関して、放射線との関連を見る際の最大の交絡要因は受診パターン。これをいかに調整するかというのは非常に難しく、要は検診をやることで、放射線と放射線リスクの関連性を見る際の大きな障害になっている（議事録p30）。安村誠司 理事「私たちも一生懸命考えたいと思う。過剰なオーバーマッチングじゃないかというような御指摘もいただきましたが、部会員の先生方と相談しつつ、とりあえず今回はこれをやってみようということでした。どういう方法がより適切なのか、試行錯誤で私たちも対応したいと思いますので、ぜひ先生方には、こういうことをやれないか、やってほしいということをより具体的に提案いただかないと、私たちとしてもなかなか前に進むのが難しいところもございますので、ぜひ指示いただいて、またいろいろ相談させてもらいながら進めていきたいと思います。よろしくお願いいたします」（議事録p32）。県民健康調査課長「関係機関と連携しながら検査を受診する、希望する、される方が受しやすい環境の整備につきましては、引き続き努力してまいりたいと考えてございます」（議事録p33）。お知らせ文を改訂したことや、その内容については、お知らせ文のほか、対象者に対しては年2回ほど送付している甲状腺通信というお知らせ媒体にも記載し、周知を図っているところ（議事録p35）。
- 2021年12月18日参院選福島選挙区（改選数1）で、自民党県連から出馬を要請されていた新人で県医師会副会長の星北斗（57歳）が18日、立候補を表明[212]。

### 高村昇座長時代
2022年5月13日第44回「県民健康調査」検討委員会
第43回から10月から7ヶ月間開催されなかった。星北斗が参議院議員となったため委員を退任。座長代行だった稲葉俊哉が一身上の都合で第44回開催の2日前に退任。高村昇が座長に就任。双葉郡医師会の重富秀一が座長代行。明石眞言 東京医療保健大学教授が福島の2020年報告書UNSCEARを説明（議事録p6-12）。室月淳 委員が「UNSCEARで被ばくによっての健康被害とか甲状腺がんの多発ということに関しては関係ないんだという結論に関しては、うちの県民健康調査検討委員会としては尊重するのか」。鈴木元 甲状腺検査評価部会長「これで結論がついてしまうと、私たちの部会の役割というのはなくなるんですが、私たち自身は今のUNSCEARで使っているような線量評価法を使っ て、個人線量を精密に個人個人に割り当てて、そして実際の発症症例に関してきっちり疫学調査をしてみよう」（議事録p13）。室月淳 委員 私、「UNSCEARの報告書では過剰診断だというふうな指摘があったような記憶がします。最終的に駄目だとは書いていないのですけれども、やっぱり余計な不安を与えるから少し検討し直すべきだというふうなニュアンスの言葉があった。この過剰診断という問題に関してちょっとお聞きしたいと思います」。明石眞言 東京医療保健大学教授「先生御指摘のように、報告書にはそのような言葉が使われております。確かに先生御指摘のとおりでございます」（議事録p14）。室月淳 委員「だから、検討委員会として、きちんとその報告書を受け止めて、議論が必要なんではないかということを言いたかった」。重富秀一 委員「ちょっと気になったのは過剰診療という言葉ですね。過剰診療という言葉をあまりに強調するのはいかがなのかなと思いました」（議事録p20）。

## 福島県

### 佐藤雄平知事時代
佐藤雄平は2006年から福島県知事、2014年10月には不出馬を表明した。2011年3月19日に山下俊一と高村昇が、4月1日に神谷研二が福島県放射線健康リスク管理アドバイザーに任命された。厚労省から、国が調査する予定もあるが、調査は県で実施するのか問い合わせがあり、福島県は原因者である東電と国では都合の悪いデータを出さないかという思いもあり、独自に健康調査をすることに決定した。。福島県は2011年4月中旬に内堀雅雄副知事の指示で健康調査の検討を開始、4月下旬に計画の枠組み案作成。5月より福島県課長と福島県立医大と健康調査の方法につき検討。福島県が除染目標は1mSvにして欲しいという強い要望をし、長期的に1mSvを目指すことになった。検討委員会を円滑に進めるために事前に福島県が秘密会を開いていた、秘密会とは「県民健康調査」検討委員会開催の1〜2週間前に開催する準備会のこと。第二回までの主催者は福島県立医大、それ以降の主催者は福島県。2012年11月19日福島県庁で行われた佐藤知事の発表会見で「県民健康調査」検討委員会の事前の会議に関する内部調査はこれで十分かという質問に対し、佐藤知事は一言も答えず、隣に座っていた内堀雅雄副知事が代わりに答弁した。

### 内堀雅雄知事時代
内堀雅雄は2001年福島県生活環境部次長、生活環境部長、企画調整部長を経て、2006年12月から2014年9月まで副知事、2014年11月に知事就任（2023年現在3期目）。
2018年ごろ「県民健康調査」検討委員会に、「甲状腺超音波検査の実施体制および検査方法の 問題点と改善案」が出されたのちに福島県甲状腺超音波検査機器整備事業補助金の制度が出ている。県民健康調査甲状腺検査サポート事業が、明確な受診勧奨になっており、医学倫理的には重大な問題であると2018年の第33回「県民健康調査」検討委員会で問題になったが、そのまま継続している。
2020年9月20日、双葉町に東日本大震災・原子力災害伝承館が完成する。2020年4月1日に長崎大学の高村昇が館長に就任した。
「県民健康調査」検討委員会は知事が指名する有識者により構成されている。「検討委員会ないしは評価部会で出た提案に関し、それに県も従うということがある。御意見としてはいただきますけれども、」という発言があった、最終的に決定するのは県。部会で種々議論があった「甲状腺検査のお知らせ文」改訂案は、県民健康調査課長から提示されている。2019年に出された説明文を実際に作成したのは福島県。「甲状腺検査評価部会はこの研究のデザインを検討する部会ではない」とされるようになり、この頃より、甲状腺検査評価部会は甲状腺がんと放射線被ばくに関する解析を行う役割のみを担うこととされ、検査の方法や同意取得のあり方等を議論する場ではないとされた。第36回「県民健康調査」検討委員会で星北斗座長が「私の理解では、今後の検査をどうするかとか、外向きに、正式にやめる、進めるというのを決めるのはここの責任だと思っている、責任というか、県に対する助言をするということ。最終的に決めるのは県ということになると思います。」。
UNSCEAR2020報告の後、これらの報告を甲状腺検査の対象者に周知すべきとの意見に対し、それは甲状腺検査評価部会で議論することではないと部会長が述べた。2013年に広島から招聘した稲葉俊哉は星北斗座長の代行だったが、2022年5月の第44回「県民健康調査」検討委員会の2日前に一身上の都合で退任。
2022年5月TBS「報道特集」「原発事故後300人　原発事故と甲状腺がん　関係は？」が出て、その中で、福島で発生している甲状腺がんについて「福島県は過剰診断と言っている」と報道した。その後、この誤報に対して、BuzzFeedの相本啓太記者が県の担当者に取材した記事が27日にでた。福島県の担当者はこう答えた。「過剰診断の可能性については県の専門家委員会でも指摘されています。しかし、県としては明確に言っていないので、『主張』といわれれば語弊がある。つまり、主張も否定もしていない状態です」。つまり、福島県は「甲状腺検査が過剰診断を起こしていることを認めていない」ことになります。
2022年9月28日の県議会定例会で「甲状腺検査に不利益があることについて、情報発信を強化すべき」「学校での検査の実施から希望者が医療機関等で受診するように実施方法を変更すべき」という質問が出されたが、内堀福島県は自らは回答せず保健福祉部長が回答した。「今後も丁寧な情報発信に努めて参ります」との回答はあったが、検査方法の見直しについての言及はなかった。
2023年に福島県立医科大学の理事長選挙で問題が起こった。教職員やネット署名も起こり、全国的にもニュースになった。理事長選は教職員の分断に繋がりかねず、地域医療の崩壊に繋がりかねない案件であったが、最終任命者である内堀雅雄知事は関与しない姿勢を示し3月末に現職で次に3期目となる竹之下理事を任命した。

## 福島医大

### 菊地臣一理事長時代
（2008年4月1日 - 2017年3月31日）
2011年当時、福島医大は地域医療の最後の砦だった。福島医大の中でも強い恐怖と混乱があった。福島医大には、被ばく医療を専門とするスタッフがいなかった。菊地臣一は個人的なチャネルを使って広島大学と長崎大学に放射線の専門家の招聘を要請した。長崎大学や広島大学から多くの被ばく医療の経験のある医師が救援に向かい、難局を乗り切った。17日夜中に福島医大の菊地臣一理事長がら山下俊一に直に電話し、山下俊一は18日現地に入った。山下俊一は18日の夕方300人くらいの福島医大のスタッフに放射線の話をした。専門家が病院職員に対して科学知識を背景に何がリスクで何がリスクでないかを整然と示したあとは、福島医大をはじめ災害対応の枢要を担う組織内の動揺は潮が引くように収まった。事故直後から、山下俊一が「福島は大丈夫だ」と強く発信した。2011年7月15日山下俊一と神谷研二と福島県立医科大学副学長に就任した。
2011年夏〜秋に原発の状況がやや落ち着いた頃に、長期的な健康影響はないのかという声が福島県内で大きくなっていった。福島医大の小児科、公衆衛生、甲状腺外科のそれぞれの教授と、山下俊一副学長が相談しながら甲状腺検査の事業計画を作成した。検診を開始するにあたり，鈴木眞一は責任者として使用施設や電子カルテなど病院側と検診チーム側での情報交換を行なった。鈴木眞一は日本乳腺甲状腺超音波医学会(以下JABTS)の甲状腺用語診断基準委員長として甲状腺超音波ガイドブック改訂2版で超音波診断から細胞診に進む診断の進め方(精査基準)を作成した。2011年 福島県立医科大学放射線医学県民健康管理センターが設立、福島県から委託を受けた「県民健康調査」の実施組織である。

### 阿部正文放射線医学県民健康管理センター長時代
2011年9月7日の第一回実施本部会議では本部長が阿部正文、副センター長が安村誠司、臨床部門部門長が細矢光亮、副部門長（甲状腺）鈴木眞一、副部門長（こころの健康）丹羽真一、副部門長（妊産婦）藤森敬也。2011年10月　放射線健康管理学講座初代教授に大津留晶が就任。器官制御外科学講座鈴木眞一教授が2013年3月甲状腺・内分泌学講座開設に伴い主任教授に就任。福島県県民健康調査の一環として行われている甲状腺超音波健診を県民健康管理センターと協力して運営・実施、甲状腺センターで診療を行う。
一次検査の担当として判定委員会の司会を長くしていた緑川早苗は2巡目の検査で2年前の検査で所見がなかった人に甲状腺がんが見つかることが頻繁に生じるようになった時、「なぜなのか」 、このことを質問をしても明確な説明をした先生はいなかった。それまで漠然と多くの人が考えていた甲状腺がんの自然史とは違って、大人で生じやすい過剰診断が子どもでも生じている可能性を指摘したこともあったが、根拠がないと一蹴された。 
2015年4月　阿部正文県民健康管理センター長より過剰診断を減らすように指示があり、県民健康調査基本調査部部門長が鈴木眞一教授から大津留晶教授に交代となり、緑川早苗が甲状腺検査室長となる。当時の理事長と県民健康管理センター長は、この問題解決にあたり、甲状腺スクリーニング検査責任者と甲状腺がん治療責任者が同一であることは障壁になると考えた。手術担当者から見れば、過剰診断が生じても、早期発見・早期治療でよかったと認識してしまいがちになるからである。治療と検査は利益相反のリスクを避ける観点からも独立すべきとの考えであった。
緑川早苗らは、検査が不安の原因とならないような説明の必要性を感じ真っ先に説明に関する取り組みを開始、検査対象の児童・生徒を対象とする出前授業、検査結果の説明ブース、二次検査でのサポート体制の確立をした。それでも、専門家が科学的な説明を行っても不安が解消されない人は幾分あった。まず、不安の原因を理解することに努めた。2巡目（2014−2015年）で発見されている甲状腺がんは5〜10ミリメートルの小さいものの割合が1巡目より多いことが判明。精密検査(二次検査)を行う基準を5mmから2015年の米国の甲状腺学会と同様の10mmとすることで、過剰診断を約半分に減らせるのではと考え、診断基準等を検討する部会、通称、学外専門委員会（甲状腺関係の全国の専門医がその主な構成メンバー）で提案、のち学内の甲状腺検査専門委員会を経て、実施本部会議（甲状腺検査＆県民健康調査関係の様々部門の責任者が参加）にかけたところ、改革案は会議の学外メンバーの強い反対により不承認。主な理由は、基準を変えるとデータを解析すると きに今までの検査結果が無駄になること、基準の変更は社会的に受け入れられないから、というものであった。甲状腺検査の実施方法を変更はこの実施本部会議を通過することが必須であった。この会議で許可されなくば、検討委員会による検討や、県での検討も不可能であった。
本格検査2回目（検査3回目）より、甲状腺検査「不同意」の欄を設けたことや、甲状腺検査の文面の案作成を甲状腺検査専門委員会などで実施した。文面案は、種々の部署で検討され、「県民健康調査」検討委員会の資料になっていく、例えば、2月の文面(6)−11に「受診することをおすすめします」の文言が入っている。
2016年8月福島県小児科医会要望が出る、第5回 福島国際専門家会議 2016年9月、日本財団からも提出過剰診断ではないかという流れが出てくる。2016年から2017年初めにかけて、外部から過剰診断について、医大の見解を尋ねる問い合わせが増えた。

### 神谷研二放射線医学県民健康管理センター長時代
（2016年11月 - 2023年6月）
2017年2月鈴木眞一が医学部（臨床医学系）甲状腺内分泌学講座  主任教授に就任。同時期（2017年2月）に、志村浩己附属病院検査部 科部長が主任教授に就任。

### 竹之下誠一理事長時代
（2017年4月1 - ）
竹之下誠一は群馬大学医学部第1外科助教授から、1992年福島県立医科大学器官制御外科（旧第二外科）教授に就任。第二外科と日本甲状腺外科学会の関わりは深い。不可能ともいわれた37万人に及ぶ子供たちをあまねく超音波検査することを可能にしたことと、東日本大震災後の全国の甲状腺外科医の皆様の協力に感謝したとコメントを寄せている。

### 神谷研二放射線医学県民健康管理センター長が継続
2017年の4月から、出前授業の中で、「検査で見つかることのある甲状腺がんは、もしかしたら検査をしなければ一生気づかずに過ごしたものかもしれません」という話を開始した。2017年4月日本内分泌学会において大津留晶・緑川早苗が福島県の甲状腺検査で過剰診断と心理社会的影響について言及 、これ以降、福島県・ 福島医大・ 環境省から検査担当者に、住民に対する説明で「過剰診断」の文言を入れることや検査の被害を説明することを抑制するように指導が入るようになる。。
その後、外部の団体から、福島医大あてに封書や電話での批判が届くようになり。出前授業の資料の内容や、授業内容について、「甲状腺検査の説明をするときに、過剰診断という言葉を使ってはいけない」という指示が度々出る、また、検査について「強制的」や「義務的」といった言葉にも敏感になっているようであった。県民健康調査の甲状腺検査を「受けなければいけない」「受けるのが当然」と、子どもや保護者の方々が思ってしまう問題を指摘してはいけないと指示が出るようになる。また、福島医大の名前で出す冊子や説明会の資料などに、過剰診断の説明を入れることは不可能であった。
2017年に米国予防専門委員会（USPSTF）による推奨やSHAMISENプロジェクトの勧告が出たが、2017年半ばに環境省職員から検査の不利益をトーンダウンして説明してほしいという依頼を緑川早苗が断り、原子力安全協会委託の福島医大検査責任者による説明、情報提供を行う環境省事業から予定変更で外されることになる 。2017年12月Medicine (Baltimore)に30年前倒し診断ではないか？の論文が出る。。
2018緑川早苗の論文がJAMA Otolaryngol Head Neck Surg.に掲載。谷川攻一福島医大副学長が座長として、学内の意見の集約をするために学内で甲状腺検査に関するコンセンサス会議を開き、議論した中で、過剰診断の不利益情報認知の有無、甲状腺検査対象者や保護者の認識などをアンケート等で調査する必要性、学校検査と受診率の関連検討解析が提案された。アンケート研究計画は予算を検討段階となった時に県民健康管理センター長預かりとなり、以後、実施されないまま何年も経過した。2017年に、学校検査には倫理的な問題があることを指摘する（客観性のため、海外研究者も共著者）論文が学内審査で「保留」とされた。「保留」の期間について会議上で質問したが答えを得られず2年が経過一部を修正し、改めて会議に提出すると、「不承認」という結果（2019年6月）であった。
緑川らは2018年3月末で、 甲状腺検査の責任者から実質的に外され、4月に、甲状腺検査室から新設する健康コミュニケーション室に移動、そこで、一般検査会場で、甲状腺検査を受ける前に、住民に検査のメリットとデメリットを説明する資料を作ったところ、大きく変更が加えられた。2018年6月第 31回「県民健康調査」検討委員会から出席する甲状腺検査部門長が大津留晶教授から志村浩己教授に交代となる。緑川早苗は県民健康管理センターの甲状腺検査部門を離れる。
2018年7月第10回 甲状腺検査評価部会で高野徹・祖父江友孝が「県民健康調査における甲状腺超音波検査の倫理的問題点と改善案」。
2018年9月IARC専門家グループによる提言が出る 。緑川早苗らは「IARCからこうした提言が出た以上、福島でも対応する必要があるのではないか」と福島医大の会議で提案したが「福島には適用されないと序文に書いてあるので、その提言のことはここでは議論しない」と結論。緑川早苗が説明会等に作成したでIARCの提言の紹介スライドに対し、「あのスライドは福島の検査に対して悪意がある」と指摘され、スライドを変えるように指示が出た。2018 年から 2019 年にかけて様々な甲状腺検査に関する会議、実務から検査の改善提案や過剰診断が起こっている可能性のエビデンスを上げることが排除される状況が続いた。
2019年1月に福島医大大主催の国際会議開催、そこで、緑川早苗が「甲状腺検査にはメリットとデメリットがあることを知っていましたか」のアンケートに8割が知らないと回答、「メリットとデメリット、どっちが大きいと思いますか」という質問に対して「メリットのほうが明らかに多い」と思って検査を受けていることが倫理的に非常に大きな問題ではないかと発表したところ、「その発言が大変お叱りを受けた」。
2019年4月に大津留晶、緑川早苗は国際的な関連組織との会議での発表の突然の中止命令を受けたり、IAEAの福島医大側の委員の解任、県民健康調査の部門長や実施本部委員などの解任が行われた。2019年7月緑川早苗の過剰診断の不利益に関する論文がCancer誌に掲載。最終的に所属していた福島県立医科大学放射線健康管理学講座の存続が危ぶまれる状況にまで陥り、主催予定の全国大会の学会開催が不可能となる。2020年1月甲状腺検査の正しく理解を住民と共に行う非営利活動の任意団体POFF（ぽーぽいフレンズふくしま）を大津留晶、緑川早苗が設立。Nature誌の2020年3月12日号に、緑川早苗大津留晶の「災害後の研究は自主的な参加者だけに」が掲載される。2020年3月末 緑川早苗准教授が福島県立医科大学を退職。
放射線健康管理学講座の存続が危ぶまれる状況とのことでの退任だったが、 福島県立医科大学放射線健康管理学講座はその後も継続、3ヶ月後の2020年6月1日に坪倉正治が教授に就任。鈴木眞一教授の後の教授の公募が、退任後の半年前に応募書類必着で後任が募集されたことに比べると、3ヶ月で公募、選挙、就任というのは異例の速さだった。3月18日に公募が福島県立医科大学のホームページの事務局情報にだされ、締め切りは4月3日、採用予定は6月1日と国公立大学でも極めて異例の募集であった。「坪倉教授は、竹之下理事長に推され、2020年6月には、福島県立医科大学放射線健康管理学講座主任教授に就任している。若干38才の抜擢だ。」と竹之下誠一福島医大理事長の功績を讃える　上昌広の「福島県立医科大学、論文数ランキング躍進のわけ」が出ている。
2021年9月に"overdiagnosis"過剰診断がMeSHに採用。2022年2月鈴木眞一と病理医らが特別寄稿をし、過剰診断という語は病理医や細胞診専門家は良性病変を癌と診断する様な誤診を示す場合のみに用いている用語である、日本病理学会は米国の病理学会 にほぼ匹敵する百年を超える歴史をもつ。「従来疫学者らが用いてきた過剰診断を過剰検査といいかえること」「過剰診断は，病理診断(組織診・細胞診)の誤診に限って用いること」の2点を強く 提起し、現行のガイドラインに照らして，不適切な手術は1例もなく、oversurgery/over- treatmentはなかった。これに対し手術で摘出してしまったら、それが過剰診断のがんであるかわからなくなるのに、手術後の病理診断で見たら、過剰診断が起こってないというのは、権威から発せられる病態の定義の改ざんであるし、ガイドラインに従って診療しているので過剰診断ではない、甲状腺がんの早期発見・早期治療すればその後の経過が改善するという情報はデータの裏付けのない見解である、という意見もある。
2021年3月22日第16回 甲状腺検査評価部会で「福島医大主催の第3回国際シンポジウム（2021年2月13日〜14日）の鈴木眞一、志村浩己のIARC報告のモニタリングに相当という発言が問題になり、安村誠司 理事がそれは、医大の意見ではなく個人の意見であるとした。
2022年5月鈴木眞一は日本内分泌・甲状腺外科学会雑誌 39 巻の「特集1．震災後10年を経た福島での甲状腺検査について」によせてに、「放射線の影響による甲状腺癌の発生増加を危惧するなかで開始された甲状腺検査ではあったが，現時点では放射線の影響は認められない，とする評価がある。一方では過剰診断か，という議論も取り沙汰され，甲状腺癌を扱う外科医にとっては大変迷惑な話だと思っている最中、坂本先生は病理医の使用する過剰診断と，疫学者やその同調者の使用する過剰診断の用語の違いを明快に区別されておられる。」と過剰診断の話が迷惑であると記載。
2022年で定年退官の鈴木眞一医学部甲状腺内分泌学講座主任教授候補者の公募が行われる。「甲状腺学における診断・治療での内科、外科を統合した講座を主催し、甲状腺内分泌学の進歩に大きく貢献できる能力を有する方。」公募は着任時期令和4年4月1日以降(応相談) 締切期日 令和3年9月30日(木)必着 。公募は2021年11月30日まで延長され。山梨大学医学部第三内科講師（腎臓内科）、2014年から日本甲状腺学会評議員、2014年から志村浩己と共同研究もしていた古屋文彦が鈴木眞一退官後の次の甲状腺外科教授に就任。福島医大の甲状腺・内分泌外科は呼吸器外科医の鈴木弘行主任教授（甲状腺・内分泌外科部長）と古屋文彦主任教授（甲状腺・内分泌内科部長）体制となる。JCEMに福島の甲状腺がん138症例の遺伝子解析論文が掲載された、外科医の岩舘学講師は南相馬市立総合病院に移動。2022年4月1日より鈴木眞一は以前に「県民健康調査」検討委員会の前星北斗座長が理事長である公益財団法人星総合病院の寄附による甲状腺治療学講座に就任、福島医大で甲状腺疾患の診療を継続している。
2023年1月13日に現職の竹之下誠一理事長兼学長と紺野慎一整形外科主任教授のの理事長選が行われた。職員約800人による意向投票で紺野主任教授が倍近い票を得たが、その後開かれた委員6人による選考会議で現職の3選が決定。。有資格者894名、投票総数766名（竹之下268票、紺野492票）その後、雑誌に選考会議の6人が経営審議会から挾間章博 副理事長、竹石恭知理事（附属病院長）、 外部委員の前原和平白河厚生総合病院名誉院長の3人、教育研究審議会から大戸斉総括副学長（兼 放射線県民健康管理センター総括副センター長）、藤森敬也医学部長、坂本祐子看護学部長であることがわかった。選考会議は4対2で竹之下誠一理事長が指名された。委員の6名のうち、何人かが理事長の指名で選出されている（学部長、研究科長は学長が定める職、経営審議会の学部長は各学部の選出、総括副学長、副理事長は理事長指名）。教授12名が内堀雅雄知事に再考を促す意見を提出、ネット署名もあった。3月末に内堀雅雄福島県知事が再選挙を促すことなく正式に竹之下誠一を理事長を任命した。2023年6月5日紺野慎一は福島県外の病院に着任した

### 安村誠司 放射線医学県民健康管理センター長時代
（2023年6月 - ）
2023年神谷研二センター長が6月21日に退任し、後任として安村誠司理事兼副学長が翌日付けでセンター長に就任した。甲状腺がんと診断された若者たちはごく少数の医師がほぼ独占的に診察している。このような体制は危ういのではないか、という意見が2019年の福島県民健康調査検討委員会で出されている。2023年8月8日NHKハートネットTVで甲状腺がんと診断された若者らの手術の後での厳しい食事制限に関する放送があった等、標準治療とは異なる治療法が紹介されていた。
2023年の福島医大の放射線生命科学講座　坂井晃 主任教授の論文。甲状腺がん、甲状腺関連疾患（非甲状腺がん）、コントロールの3群間のTr数の比較を行ったところ、甲状腺がん患者ではその治療前のCT検査検査がTr形成に影響していた可能性が示唆された。被ばくの影響の傷でなく、若いうちに甲状腺がんと診断されたことにより、診断・治療のためにCT検査を受けることが、染色体の傷の増加につながるので、若い人の医療被曝は最小限に抑えることが重要という論文が出た。超早期に甲状腺がんを見つける不利益の根拠となる論文ともなる。

### 福島県立医科大学放射線医学県民健康管理センター主催国際シンポジウム
主催国際シンポジウム
- 第1回 2019（平成31）年1月14日〜15日開催 よりよい復興〜世界から福島へ、福島から世界へ
- 第2回 2020（令和2）年2月2日〜3日開催　よりよい復興を、ともに〜県民健康調査のいま：甲状腺 と こころの健康〜
- 第3回 2021（令和3）年2月13日〜14日開催　県民健康調査の10年とこれから〜福島のレジリエンス（回復力）に寄り添うために〜 この講演の中で複数の専門家が「福島で実施されている甲状腺検査はスクリーニングではなくモニタリングであり、IARCの提言では実施を推奨されている」という発言をした。[260]第16回甲状腺検査評価部会で問題になるも、同じ発言は[196]2022年4月の福島県立医科大学主催の第125回日本小児科学会学術集会でも繰り返された[261]。
- 第4回 2022（令和4）年3月5日開催　サイエンスで支える福島のWell-being（心身の幸福）

UNSCEARのギリアン・ハース 議長によるweb講演があった。
- 第5回 2023（令和5）年3月4日開催　ともに考える福島の健康・暮らし・未来

### 国際会議・シンポジウム
- 第1回 福島国際専門家会議 2011年9月11日〜12日、第2回 福島県立医大ーIAEA国際学術会議  2014年7月25日〜27日、第3回 福島国際専門家会議  2014年9月8日〜9日、第4回 福島国際専門家会議 2015年3月15日[263]
- 第5回 福島国際専門家会議 2016年9月26日〜27日

長瀧重信が基調講演で「長崎大学: チェルノブイリ原発事故から30年： 日本からの貢献」、チェルノブイリ原発事故後に甲状腺の専門家として関わった支援やIAEAやWHOなどの国際機関との協力について講演。福島の課題のセッションでは、大津留晶が甲状腺検査の結果の概要を説明し、過剰診断が生じていることを、福島医大から国際会議で初めて指摘。緑川早苗は甲状腺検査の課題として (1）検査の結果が新たな不安を生じさせていること、(2）甲状腺がんスクリーニングのデメリット（スライドではharm）として偽陽性と過剰診断が生じており、これが心理社会的影響をもたらしていること、(3）任意の検査になっていないこと、を指摘した。日本財団が「無症状の対象集団に対しては、便益よりもむしろ不利益が大きい可能性があり、現在の甲状腺超音波検査プログラムの改善につなげるべき」と提言を出す。

## 日本甲状腺学会

### 山下俊一　理事長時代
（2009年11月〜2013年12月）
2010年4月日本甲状腺学会雑誌創刊号が出る。次の号は特集2に「甲状腺腫瘍の基礎と診断」高野徹編集そこに、日本における甲状腺腫瘍の頻度の志村浩己の論文が掲載、超音波検査を用いたスクリーニングによる腫瘤性病変の発見頻度上昇、臨床上治療対象にならない病変が高頻度に発見されるため，受診者に過剰な心配を与えてしまう弊害問題、超音波検査による甲状腺癌の発見率は，触診によるスクリーニングの約3倍であることが示唆された。。
2011年3月19日に山下俊一は福島県放射線健康リスク管理アドバイザーに任命された。2011年4月から2021年3月まで「原子力災害専門家グループ」。福島県「放射線と健康」アドバイザリーグループ。甲状腺検査の実施にあたり、日本甲状腺学会、日本内分泌外科学会、日本甲状腺外科学会、日本超音波医学会、日本超音波検査学会、日本小児内分泌学会、日本乳腺甲状腺超音波会議（日本乳腺甲状腺超音波医学会に変更予定）の計7学会に支援を受けた。7学会から構成されている学外専門委員会により、診断基準の運用、実施者の条件、学外認定施設の選定などを行なった。
2012年1月、日本甲状腺学会など7学会に山下俊一副学長と鈴木眞一教授が連名で「次回の検査までに自覚症状等が出ない限り追加検査が必要ないことを十分にご説明いただきたい」と要望書を出したことが、母親たちの不信感につながった。「セカンドオピニオンを封じるきか」「診療拒否を求めるのか」と強い批判が起きた。その後、県立医大は2012年10月「他の医療機関での検査を否定しているのではない」と釈明する文書を出し、今度はホームページ上に公表した。実質的に要望書を撤回する形となった。

### 赤水尚史　理事長時代
（2013年12月〜2017年10月）
2015年に高野徹は韓国甲状腺学会から講演の招待を受け、過剰診断の講演をした翌週日本甲状腺学会が福島で開かれた （福島医大の鈴木眞一学術集会会長による第58回日本甲状腺学会学術集会）。そこでは韓国での話とは正反対のもので、「私たちは福島の子どもたちのために頑張って超音波検査をしている、これからも続けていく」というもので、過剰診断の懸念についてはまったく議論されていなかった。高野徹はそこで「福島県における検査や治療を見直すべきなのではないか」という発言をしたところ、「治療しているから死亡しないのであって、早期診断を否定するべきでない」「子どものがんを放置しておいたら未分化がんになってしまう」「ガイドラインにしたがってやっているので問題ない。それを変更しろなどとは言うべきではない」等多くのお叱りを受けましたと語る。
日本の専門家たちは過剰診断のことを理解していないのではないかと思い、論文を書いて、まず国内の学会誌に論文を投稿したが内容を一方的に批判されるばかりで不採用。結果として、出す論文はほとんどすべてが英文の国際誌での掲載となった。学会は「県民健康調査」検討委員会の日本甲状腺学会からの推薦委員に髙野徹を推薦。2017年から2019年まで福島県県民健康調査検討委員会委員（2017.10.第28回〜2019.7第35回）・甲状腺評価部会部会員(2017.11第8回〜2019.6.3第13回）（任期2017.8.1〜2019.7.31。
- 日本甲状腺学会雑誌　特集2　甲状腺スクリーニングとその問題点高野徹編集[271]
- 日本甲状腺学会雑誌　植野映　一家言甲状腺癌と超音波[272]。2011年7月乳腺甲状腺超音波診断会議が行われ、その理事会で放射線の影響が出る前にスクリーニングを行う必要があることを提案、JABTS総意をあげて全面協力することが決まり、鈴木眞一先生を中心とする今の体制が構築された。小児甲状腺癌の超音波によるスクリーニング検査の成績はそれまでになかった。結果が出た今、本当にこのような大規模なスクリーニング検査が必要であったか疑問に思う。over diagnosis over surgeryなら多くの子どもに害を与えたことになる。原稿のスクリーニングの早期終了を願うという寄稿。
- 日本甲状腺学会雑誌　2017 Vol.8 No.1 武部晃司　一家言　見ざる、刺さざる、伝えざる! [273]1997年内分泌外科14の甲状腺癌超音波検診で発見される微小癌の問題点（innocent carcinomaの提唱）の論文の解説。1990年から1995年までの甲状腺検診で基準を小さくとると3mmでは要精検が13.6％癌発見が3.5％、7mmでは要精検が3.5％癌発見が1.5％、10mmでは要精検が1.8％癌発見が0.9％であったことから、現在の日本乳腺甲状腺超音波学会の5mmの精査基準に疑問を呈した寄稿。この1997年の論文は、東京電力福島第一原子力発電所事故に伴う住民の健康管理のあり方に関する専門家会議第9回で宮内昭が提示した資料に含まれているものである[21]。

### 山田正信　理事長時代
群馬大学大学院 内分泌代謝内科学 山田正信教授（2017年10月〜2021年11月）
- 「甲状腺専門医ガイドブック」改訂第２版（2018年12月診断と治療社 ISBN 978-4-7878-2388-5)この本は日本甲状腺学会が専門医試験受験者に対する公式のテキストである。その中のⅤ-3 『福島県 県民健康調査における甲状腺検査後の小児・若年者甲状腺癌について』の項目に「甲状腺がんの患者が増えているのはスクリーニング効果またはハーベスト効果であり、過剰診断・過剰治療は発生していない」と記載[274]。
- 「県民健康調査」検討委員会の日本甲状腺学会 推薦委員を髙野徹から菱沼昭に（2019.10.第36回〜2023.7第48回）甲状腺評価部会部への推薦委員を村上司医師に交代[97][99]。
- 2021年4月緑川早苗編集の日本甲状腺学会雑誌12巻1号 特集1「甲状腺癌の過剰診断を考える」が出された[275]祖父江友孝、覚道健一、Wendy A Rogers、髙野徹、植野映、宇佐俊郎、今泉美彩、津金昌一郎、大津留晶らであり、「Natureが選んだ今年の10人」のうちの1人の執筆もあった号であった[276][277]。
- 2021年6月9日に日本甲状腺学会が日本甲状腺学会雑誌12巻1号に掲載した特集1「甲状腺癌の過剰診断を考える」について「この特集の意見は学会の一部の人の意見」「学会は過剰診断に対する対策についてはガイドラインを作成するなど常に前向きに取り組んできた。」「福島の甲状腺検査については学会としてずっと支援してきた。」の声明を出した[278][279]。
- 2021年8月10日の毎日新聞メディアカフェが開催したオンラインセミナーでは、緑川早苗・大津留晶に対するの福島医大の処遇が過剰診断の話をすると悪いことが起こるという危機感が広まり、専門家の間では甲状腺がんの過剰診断を語ることはタブー、821人の甲状腺専門医の中で福島の甲状腺検査の害を公言しているのは2人だけと語られる。[280]
- 2021年10月 日本甲状腺学会雑誌前号に対する鈴木眞一編集　福島県民健康調査における甲状腺検査からの現状が出された [281]。その中の鈴木眞一の論文に「これまでの結果から，福島県で発見された甲状腺癌は放射線の影響によるものとは考えにくい。一方では、過剰診断治療の可能性はきわめて低く、種々の基準により通常の臨床癌のみが治療されていた。」[282]同雑誌に志村浩己の論文には「本検査では国内の関係学会のガイドラインに従い、過剰診断を考慮した甲状腺癌のリスクに応じた基準による慎重な診断を行っている。」[283]。しかし、福島医大以外からは、特に過剰診断を否定する論文は出なかった、一方、未成年の乳頭癌に対する経過観察についてはエビデンスがないという話が出ていた[284]。
- 2021年11月18日、第64回日本甲状腺学会学術集会の評議員会にて髙野徹が学会の声明につき質問。これに対して山田正信理事長は「過剰診断についてはまだ学会としては検討中ですという意味であって、過剰診断ではないといっているわけではない」「論文は筆者の責任で出されたもので、理事会は関知していない。」と答弁。髙野徹が「甲状腺学会で過剰診断に関する公平で開かれた議論がされて来なかった。若年者の甲状腺がんの過剰診断の問題について、福島の検査に反対している人も入れて、会員が誰でも参加できる形で情報交換や議論ができる場を作って欲しい」と要望。これに対し山田理事長は「活発な議論は歓迎する」と回答[285]。
- 2010年ごろから学会の雑誌編集に関わっている高野徹は学会に「過剰診断の教育の機会を設けてほしい」との要請をしても「反原発の人たちから批判されて炎上するのが怖い」「学会の主旨に合わない」との理由で拒否されている。そして、毎年の学会で繰り返し伝えられるのは、福島では診断・治療をきちんとしているので問題になるような過剰診断や過剰治療は起こっていない、という情報しか伝えず、硬直化した姿勢になっていると[22]。

```
学会での議論は行われていないが、論文上での議論はすでにいくつか行われている。一つは海外の論文上での志村浩己、
高野徹
のもの
[
286
]
[
287
]
[
288
]
。もう一つは日本甲状腺学会雑誌の鈴木眞一の2021年のVol.12-2の論文
[
282
]
に対する
大津留晶
のもの
[
289
]
。そして、それに対する鈴木眞一のものである
[
290
]
。
```

```
大津留晶
が「
過剰診断
の結果でもたらされる過剰治療と、拡大治療は、明らかに異なる概念であり、葉切であっても過剰診断であれば、過剰治療となる。 国内の症例との術後病理所見の比較においても、pNのカテゴリーに差がないことを過剰診断ではない根拠として述べている。これは、過剰診断の癌とそうでない癌は病理学的に、特にpT1レベルでは区別がつかないことを示していると考えるべきであろう。予後の指標となる癌の病期分類は、TNM分類を基盤とするが、55歳未満の
甲状腺乳頭癌
・濾胞癌の病期分類では、他の癌と異なり、T因子やN因子が入っていない。
疫学
的に評価されるべき過剰診断の有無や頻度は、術後病理レベルでわかる浸潤やリンパ節転移から評価できないことがそのことからも示唆される。 Harachらの詳細な
甲状腺癌
の剖検報告との比較考察で、超音波で5.1mmの基準は高い頻度で過剰診断を生むことが推測される。」としたのに対し鈴木眞一は、「大津留氏はNational Cancer Instituteによる定義に基づき、「過剰診断により診断されたがんを治療すること」として解釈しているが，その定義は広く用いられていない。発見契機を問わず，診断された
甲状腺癌
に、過剰な治療(過剰治療)をしないことを目指した努力が重ねられてきている。基本的な考え方は、超音波検査などの画像診断による術前リスク分類を通して、適切な診療方針を選択することにより「過剰治療」を抑制するのが通常の考え方である 」「「
過剰診断
の結果もたらされる過剰治療と，拡大治療は明らかに異なる概念であり、葉切であっても過剰診断であれば、過剰治療となる」について、そうした解釈は一般的でない。大津留氏のいう「拡大治療」は、「過剰治療」の一つとして議論されるのが通例である。すなわち、限定的な術式の選択は「過剰治療」を避けるための方法として議論されてきている」「若年者はリンパ節転移(N1)や甲状腺外浸潤 (ETE)ありでもStageは変わらないが，無病生存率 (disease-fee survival rate)に差がある報告もあり，M1以外を「過剰診断」と 関連して一緒に論じることは，甲状腺専門家の大多数が受け入れ難い意見と思われる。」と反論した。
```

同雑誌で日本甲状腺学会雑誌の志村浩己の2021年のVol.12-2の論文に対して、大津留晶が「過剰診断は疫学的に評価すべき概念であるにもかかわらず、甲状腺癌の臨床的所見において検討されるべきであるとしている点は、誤った結論を導く可能性がある。疫学的概念である過剰診断のリスクを、甲状腺癌のサイズや浸潤性、転移の有無などで検討することは科学的に不可能である。疫学的に過剰診断がある程度少ないとわかっている状況で早期発見のメリットがありうる症例を同定する因子を発見しようと研究することと、著しい過剰診断を続けながら超音波所見や術後病理でその因子を検討することは明確に区別すべきである。前者は過剰診断を抑制する新たなエビデンス確立のために臨床研究として行うべきもので、後者は医療倫理上も施行すべきではない研究である。論文では「福島県の甲状腺検査は、放射線被ばくの被害を受けた状況下であるため」検査の継続が求められていると記載されているが、原発事故後であっても甲状腺癌の集団スクリーニングは過剰診断の不利益のために推奨されていない。被災者に接する医療者が、不利益の多い甲状腺癌スクリーニングを、放射線被ばくが著しく低い状況にもかかわらず「必要」と発言することは、放射線によって甲状腺癌が多発しているかもしれないので、検査を勧めているという印象を住民に与えてしまう。放射線被ばくの健康影響リスクの認知を高く見積もらせる誘導が、甲状腺検査によって生じうる。医療者がこのような態度をとると，被災者の社会心理状況をむしろ悪化させることが、チェルノブイリの事故の後でも指摘されている。放射線被ばくの健康リスクや過剰診断に対する認識が、この論文のような考え方であれば、患者に過剰診断のリスクを負わせるだけでなく、最後に紹介されている「受診者への支援の充実」においても、逆に原発事故後の社会心理状況を悪化させることに繋がる恐れがある。」 
```
これに対し、志村浩己は「甲状腺検査は研究を目的としたものではない」「
過剰診断
に相当するケースがどれくらいの割合で存在しているか（過剰診断率）はいまだわかっていないことに留意が必要である。高橋らの論文
[
151
]
によれば、男性は34 年、女性は30年のsojourn timeを仮定すれば、将来臨床癌として発見される数と矛盾しないと報告されており、むしろ一生にわたって無害のままに留まるものが多いとは断定できないと考えられる」「 IARCの勧告は福島県の甲状腺検査を対象としていないことが明記されている 」「甲状腺検査への参加が
放射線
被ばくによる健康リスクへの不安の軽減にもっとも寄与していることが明らかになっており、「県民健康調査」検討委員会で検討された検査のメリットの一つとして、検査に問題がなかった場合の安心があげられている 」と反論した
[
292
]
。
```

### 菱沼昭　理事長時代
（2021年11月〜）
- 菱沼昭委員は「県民健康調査」検討委員会　第44回（2022.5）を最後に第45回（2022.9〜）から欠席を続ける[2]。
- 2022年11月1日第65回日本甲状腺学会学術集会の評議員会で髙野徹が2021年の要望に対する理事会での議論の進展について問うた。菱沼昭理事長は「その件に関しては、理事から何もご意見がなかったので、話していません。」髙野徹が議論の場を要望したが菱沼理事長は回答を避けた。学会前日に、学会雑誌編集委員会の解散が通知され髙野徹と緑川早苗は、日本甲状腺学会の評議員以外の役職から退任となった[285]。

## 日本乳腺甲状腺超音波医学会
1998年に植野映（初代会長）が設立した「日本乳腺甲状腺超音波診断会議」が母体となり， 2012年「特定非営利活動法人日本乳腺甲状腺超音波医学会」と名称を変え、2019年に「一般社団法人日本乳腺甲状腺超音波医学会」となった乳腺，甲状腺，体表臓器における超音波医学の学会である。福島の甲状腺検査の開始時に支援した、日本甲状腺学会、日本内分泌外科学会、日本甲状腺外科学会、日本超音波医学会、日本超音波検査学会、日本小児内分泌学会、日本乳腺甲状腺超音波会議の計7学会のうちの一つである。
初代会長の植野映や武部晃司など、超音波検査機器が出た当初は甲状腺と乳腺の両方を診る医師がいた。甲状腺超音波検査は1980年代から臨床利用開始。甲状腺超音波検査による甲状腺癌のスクリーニングが、行われた結果、今までの甲状腺癌の罹患率の数倍高いことが判明、超音波検査による甲状腺癌スクリーニングは積極的には行わなかった。当時の甲状腺診療従事専門家らの良識により、2005年頃までは日本の甲状腺がん罹患率は抑制されていた。
現在では、理事長は乳腺腫瘍研究で学位取得の尾本きよか、副理事長は福島医大の志村浩己と乳腺外科医の明石定子。甲状腺超音波ガイド下穿刺診断専門医と甲状腺超音波ガイド下穿刺コーディネーターの暫定認定を甲状腺超音波ガイド下穿刺診断専門資格認定委員会 志村浩己委員長のもと、進めている。この、穿刺吸引細胞診の検査技術の普及を強力に進めていく動きが甲状腺がんの過剰診断に繋がりかねないと危惧する者もいる。日本乳腺甲状腺超音波医学会は2012年11月に環境省が三県調査を依頼した学会である。
- 甲状腺超音波診断ガイドブック　第一版は2008年12月日本乳腺甲状腺超音波診断会議甲状腺班　JABTS(Japan Associacion of Brest and Thyroid Sonology)により作成される。編集は日本乳腺甲状腺超音波診断会議甲状腺班、編集者は貴岡田正史、福成信博、執筆者は志村浩己、村上司、鈴木眞一、伊藤公一、清水一雄らなど[298]甲状腺超音波検診における結節病変の取り扱い（私案）は、甲状腺嚢胞と10mm以下の甲状腺腫瘤、11〜20mmの悪性所見のない腫瘤は超音波による経過観察。11〜20mmの悪性所見のある腫瘤と21mm以上の腫瘤、リンパ節腫大のあるものは精密検査としている[298]。これは、日本甲状腺学会雑誌　2010 Vol.1 No.2 日本における甲状腺腫瘍の頻度と経過 −人間ドックからのデータ 山梨大学医学部第三内科　志村浩己のp111[266]に出ているものと一緒であり、米国の甲状腺学会の1cm以上の結節のみを精密検査を行うべきとするATAガイドラインと極めて近いものになっていた[143]。2011年に福島で原発事故が起こり、2011年10月に開始するまでに、検査の基準が決められた。(結節、嚢胞なし)A1、(5mm以下の結節、20mm以下の嚢胞）A2、（5.1mm以上の結節、20.1mm以上の嚢胞）B、ただし、県民健康調査の甲状腺検査では、のう胞の中に結節と思われる充実部分がある場合、それをのう胞ではなく、結節として取り扱う。例えば、30mmの嚢胞中に、3mmの充実部分があった場合は、「30mmの結節」とし、B判定とする。C判定は、複数の医師による検討の結果、速やかに二次検査を実施したほうがよいとの判断をした状態[18]。
- 甲状腺超音波診断ガイドブック改訂第2版　日本乳腺甲状腺超音波診断会議 甲状腺用語診断基準委員会 編集 JABTS　2012年4月[190]がその後出る。責任編集　貴田岡正史、鈴木眞一。鈴木眞一自身も大きく関与したことを書いている[20]。 福島県医師会が設置する甲状腺超音波検査の資格認定機関の委員会をしている貴田岡正史[107]と、福島の甲状腺検査の責任者である鈴木眞一。福島の検査基準と類似した改変になった。充実部のない20mmを超えた嚢胞はFNAC(穿刺吸引細胞診　Fine Needle Aspiration Cytology)。嚢胞内に充実部があるものは、充実部分が10mmを超えるか、充実部の形状不整、微細工エコー多発、血流豊富であればFNAC。充実性病変は5mmを超え10mm未満でも悪性を強く疑うものはFNACと変更[190]。
- 甲状腺超音波診断ガイドブック改訂第3版　日本乳腺甲状腺超音波医学会 甲状腺用語診断基準委員会 編集 JABTS　2016年6月[191]責任編集　貴田岡正史、鈴木眞一は前回と同じ。今回も、より福島の検査に近い基準の改定になっている。今回は、嚢胞内に充実部があるものは嚢胞内の充実部分が50％未満でも、5mmより大きく壁外浸潤あり、充実部分が5mmより大きく悪性所見が複数ある場合もFNACの対象に加えた。より、厳しく、多くの所見をとるように改定[191]。

福島医大から出される論文には、このJABTSの基準にそっていると記載されることがある。鈴木眞一の論文には、超音波検査での過剰診断を防ぐ取り組みがなされてきたとして、このJABTSのガイドブックが引用、「過剰診断にならないように、検診の基準を設定した、厳格な基準を設定し これを遵守しながら実施することによって，過剰診断という不利益を極力回避できていることがわかった」と記載。
同学会が2020年に乳房超音波検査の乳房超音波診断ガイドライン改訂第4版　日本乳腺甲状腺超音波医学会 編集 JABTS　2020年10月を出している。乳腺分野では、早くから所見のとり過ぎ問題にとりくんでおり、第4版でも、診断超音波検査における要精査基準とカテゴリー判定に記載されるように、「乳がんを見落とさないよう、良性病変を拾い上げないような基準を作成する。その病変が、乳癌の可能性があったとしても、次回の検診時指摘で生命予後が変わらないと思われる所見では、要精査とせず、過剰診断の減少と特異度の向上を意図し、全ての乳癌を100％拾い上げることを目的としない」と記載されている。甲状腺がんよりはるかに死亡率の高い乳癌であるが、時代の流れに即した変更が日本では特に、乳腺分野で行われている。

## 放射線の影響による住民の不安と煽る人々、説明会、会議、提言など
- 震災直後、情報もなく、福島の住民は不安は強かった。医療関係者の放射線被ばくに対する不安が強く、このままでは福島県がパニックになると言う連絡を受け長崎大学から専門家が3月13日に出発し、駆けつけた。福島医大に着くとすぐに、今夜職員とその家族を対象とした講演を行なってほしいと言う依頼を受けた。驚いとことに、会場は溢れんばかりの人だった[305]。その後、各地を講演して回るが、講演が終わって開口一番「先生は御用学者でしょう」と言われたこともあった[305]。いわき市で講演、高速道路で走っているのは自衛隊舎と警察車両ばかり、ついた体育館は疲れ切った人々が。野次や怒号が飛び交う中で話した経験はなく、戸惑いながらも講演を始める。初めは騒然としていた雰囲気は徐々に治ったが、会が終わると次々と質問が。予定時間を遥かに超え、山下俊一教授は落ち着いて質問に応え続けた。7日連続で高村昇は講演（クライシスコミュニケーション）を続けた。その後4月にも講演を続けた。4月末ごろから、非難めいたメールや手紙が来るようになる。また、グループで参加して、抗議をするような動きが見られた[305]。「がんになるのではないか」「ここにいて安全なのか」大きな不安を感じていた地元の人たちに向けて、被ばく医療や放射線の影響に詳しい科学者たちがリスクについて説明したが、なかなか信用されなかった[306]。
- 2011年の10月以前の震災からの約半年について、福島医大の医師は、「1000人健康相談を受けましたが、ホールボディ・カウンタ検査を希望される方はたくさんおられましたが、この時点で子どもへの甲状腺超音波検査を希望された方は、ほとんどいなかったと記憶しています。一般の方には、最新の超音波装置によるスクリーニングのイメージはこの当時はなかったので、漠然とした不安は強くても、具体的に超音波検査を希望するという人はほとんどいませんでした。」[22] 。
- 2011年10月 甲状腺検査開始当初から検査は始まった。多い日は1人で200人を超える人の検査をする日もあった。一人に（エコーを）かけられるのは、2〜3分。小さな子供が泣いても、十分な時間をかけることもできず、保護者に抑えてもらい、検査をすることもあった。それくらいのスピードで検査をしなければ、予定通りに進められなかった。それであっても、事務担当スタッフから、100人以上待っていますから急いでやってくださいと声がかかる状況。また、親も必死なので、「お子さんをこんなに泣かせながら無理やり検査をするのはよくないので気分転換してから再開しよう」と提案しても「いいえ、泣かせてもいいから、押さえつけてもいいから、今すぐ検査してください！」ということもあった。当時は検査結果を説明することは禁止されていた。なぜなら、一次検査（超音波検査）の結果は、判定委員会を通して後日確定ことになっており、検査者各自が説明をすると、同じレベルで同じような適切な対応をすることが不可能で、かえって混乱を招くと判断されたから。しかし、初期被曝線量が非常に高いという子どもは見つかっていないことから、甲状腺の検査をする意味は？と疑問を持ち、また見守りのはずなのに、泣いて嫌がっているのに、不安そうなのにと思いつつも検査を進めざるを得なかった[130][114]。
- 原発事故後のリスクコミュニケーションがうまくいっていない時期でした。行政の発表や見解、甲状腺検査を含めた県民健康調査についても県民からの信頼が乏しく、県立医大や公共施設等に検査を受診者の中には検査をしている様子をスマートフォンなどで撮影する人もいた。また、検査担当者が放射線被ばくの影響について詰問されたり、検査体制の不備などを保護者から責められるようなことも時にあった[22] 。
- A2問題が起こり、三県調査（2012年11月〜2013年3月）が行われ、3月8日に環境省が甲状腺有所見率調査結果（速報）[109]を出し、ようやく落ち着きを取り戻した時期、次の問題は甲状腺がんの多発見が不安をよんだ。検査する側も、緊張していた。検査の責任者だった鈴木眞一教授は、2013年3月24日会津大学で開かれた甲状腺検査の説明会で「三人が手術を受け一生傷を負っていくのは心がいたむ、以前は100万人に一人と言っていたが三人の（甲状腺がん発見）は多いのでは？」という問いに対し「100万人に何人という正式なデータがあったわけではない、放射線の影響ができるにはかなりの時間がかかるし、ある程度の線量が必要だ。放射線のリスクは年齢が小さいほど高いが三人はもっと年齢が高い方で、高い放射線を浴びたという記録もない。今はたった三人なので詳しいことは言えないが、たった三人でもそのくらいのことはわかる」と何かのスイッチが入ったかのように発言した場面もあった。「たった三人」という言葉がその場の反感をかった[27]。
- 放射線の影響ではないはずなのに、何が起こっているのか。次々と体勢の改革が行われていく。2013年6月5日第11回福島県「県民健康管理調査」検討委員会より座長も交代、しかし、その時点で悪性ないし悪性疑い28人[49]。2013年8月30日甲状腺評価部会の設置が決まる[96]。2013年11月11日東京電力福島第一原子力発電所事故に伴う住民の健康管理のあり方に関する専門家会議を環境省が開催[1]。2014年3月第2回「甲状腺検査評価部会」で渋谷健司委員と鈴木眞一教授のバトル[121]。
- テレビや新聞を含め、あたかも原発事故由来の甲状腺がんが見つかってほしいかのように振舞っておられるメディアの方が一定数おられることも事実です。そういった振舞いを見ると、まるで福島がそういう土地になってほしいかのようだと感じることもあります[114]。
- 2014年8月29日 子ども脱被ばく裁判　福島地方裁判所に提訴　井戸謙一弁護士[307]。
- 会議のたびに会場からヤジが出ていた様子が残っている。2014年11月26日、第13回原発事故に伴う住民の健康管理のあり方に関する専門家会議で、聴衆者のヤジに対して福島県立医科大学丹羽太貫理事長付特命教授が激怒する話はネットで注目された[1][308]。環境省の動画からその部分の音声はカットされている。
- 原発事故後の放射線影響に対して社会活動を行っているグループは、過剰診断の議論を強く批判しました。このことは福島県や環境省、福島医大の立場に大きく影響したと考えられます[22] 。
- 先行検査が終了する2014年3月前。そして、中間取りまとめ[1]で専門家たちを集め、WHO,ICRP,IAEA, UNSCEAR等国際機関による評価もふまえ、『「先行検査」で発見された甲状腺がんが、放射線被ばくによる生物学的影響は現在のところ認められておらず、今後も放射線被ばくによって何らかの疾病のリスクが高まることも可能性としては小さいと考えられる。』と2014年12月に出した。2015年4月、阿部正文放射線医学県民健康管理センター長より過剰診断を減らすようにと指示、甲状腺検査部門部門長が鈴木眞一より大津留晶に交代 [130]。
- 県幹部が「今回の説明会ではプロの活動家が多かった、揚げ足を取るような質問をしてくる」と述べていた[27]。2014年5月の第15回「県民健康調査」検討委員会から、会議開催のお知らせ（5月2日）が出るようになるが、そこには、傍聴に当たって守るべき事項として、「会議中は、静粛に傍聴すること。」「のぼり、旗、プラカード、鉢巻き、たすき、ゼッケンその他示威のために利用すると認められるものを携帯又は着用しないこと。」 「会議における発言に対して批評を加え、又は拍手その他の方法により公然と賛否を表明しないこと。」「談話をし、又は騒ぎ立てるなど会議の妨害となるような行為をしないこと。」等が記載されている[309]。
- 2014年3月の第 2 回「甲状腺検査評価部会」から、主張し始める鈴木眞一教授の「過剰診断は予想されていた」と清水一雄部会長の気切の少女のかわいそうな話は、その後10年に渡り、放射線により甲状腺がんが増加したと主張する人々に、過剰診断ではなかった、検査を推進し手術を進めるべきだとする説の根拠として引用されている[121]。日本甲状腺外科学会理事長でもあった清水一雄医師は10歳未満の甲状腺がんを自大学（日本医科大学）でも、1例も経験していない、他病院で1例経験しただけと述べたくらい小児甲状腺がんは希少である[24]。政情不安定時期のチョルノービリで未熟な医師の手術だった可能性もある。なお、日本では気切後でも入浴はできる[310]。
- 検討委員会終了後に記者会見が行われる。福島県の議事録に記者会見は記載されていない。2015年の第20回「県民健康調査」検討委員会からOurPlanetTVが動画で本会議と記者会見を出している。2018年の第32回「県民健康調査」検討委員会の記者会見で、岩波「科学」編集長が福島の甲状腺がんの過剰診断を危惧する見解を述べた専門家委員の辞任を求めた場面も残っている[311]。
- 岡山大学の津田敏秀教授の「福島第一原発事故による放射線の影響で福島の子どもに甲状腺がんが増えている」という趣旨の論文論文はUNSCEARから、「科学的に手法が適切ではない論文」と評価された[312][313]。しかし、2022年5月TBS「報道特集」[220]、週刊朝日[314]等マスコミに引用されるのは 津田敏秀教授。
- 2016年8月26日　福島県小児科医会は25日、東京電力福島第一原発事故後に子どもを対象に実施している甲状腺検査事業について、見直しを含めた在り方の再検討を県に要望した[231]。
- 2016年9月の第5回国際専門家会議で、大津留晶、緑川早苗らが甲状腺検査で過剰診断が生じていることを指摘したときに、「福島では過剰診断と言われると傷つくので、使用しないでほしい」と発言する医師がいた[22]。 その時の様子を週刊朝日は「 福島県立医大「甲状腺一斉検査は過剰診断につながる」に異論が続々」という記事にしている[314]。
- 多くのメディアは「両論併記」をすることが常道になっている。科学では、100％ないといいきることはできない、よって、例えば福島の放射線被ばくで甲状腺がんが増える可能性は非常に低い、つまり0%に近いのだが、両論併記で記載する と 50%:50%に近いと感じられる記載になる。そしてこれが「放射線の影響はわからない」となって住民に伝わってしまい誤解を生んだ[22]。（UNSCEAR2020年報告書の子供たちや胎内被ばくした子供を含む、対象としたいずれの年齢層においても甲状腺がんの発生は見られそうにないと結論付けた。の「見られそうにない」の部分を「英文では可能性を認めているのに、こう表現した」と攻撃する手法もこれである。放射線影響のない先行検査で116人発見されていて、何人増えたら増加が見えるのか[315]）
- 2020年12月17日にはっぴーあいらん☆ネットワークが学校での甲状腺検査継続を求める要望書を提出した。教職員から集まった527筆の署名と、一般の人からの意見約200筆を提出した。[316]
- 小学校の検査がなくなるのは検査の縮小であるという説は間違いである。検査対象の一番若い学年は平成24（2012）年4月1日生まれ。この学年が2024年3月に小学校を卒業するため、その後は検査が行われなくなる[69]。
- NPO法人3・11甲状腺がん子ども基金は、2011年の東京電力福島第一原発事故以降に甲状腺がんと診断された子どもとそのご家族を多方面で支えるために設立された非営利の団体[317]。代表理事は崎山比早子（元国会事故調査委員会委員、医学博士）副代表　理事海渡雄一（弁護士）と河合弘之（弁護士）[318]。2021年3月20日のシンポジウムにはゲストとして、春日文子（福島県県民健康調査検討委員会委員、日本学術会議推薦）富田哲（福島県県民健康調査検討委員会委員、福島大学教育推進機構特任教授）吉田明（福島県県民健康調査検討委員会委員、内分泌外科名誉専門医）が参加した。[319]
- 2021年6月『東京電力福島第一原発事故から10年の知見 復興する福島の科学と倫理』 が丸善出版から出る。論座や福島レポートに出ていた記事を編集して掲載されている。出版時までに出ていたweb記事で掲載されなかったもの、一部記事が削除されている部分があることから、出版業界での規制がうかがわれる[40][236][114]。
- 国際機関等が膨大な科学的検証を基に放射線の影響を否定した後でも、「政府が情報を隠しているんじゃないか」といった穿った報道姿勢をいまだに続けるメディアもある。 日本のメディアの大部分が、過剰診断論を封印する、という意味での「アンチ過剰診断キャンペーン」を繰り広げているように見える。多くの専門家や行政はいささか怪しげな言動を繰り返しているが。メディアは、その振る舞いに疑問を投げかけるのではなく、かえって過剰診断を懸念して検査の改善を求める専門家たちを攻撃する姿勢を示している。過剰診断の話は邪魔者、もしこれが科学的に正しいとすれば、不安を煽り検査の推進を主張してきた自分たちは、福島の子供たちにとっては加害者の立場に立ってしまう。「検査を続けることは正しいことだ」「放射線の影響 があるかどうかはまだ調査する必要がある」とする行政と同じスタンスで結論を先延ばしして報道するのが彼らにとっては居心地が良いのではないか[41]。
- 2022年1月19日「311子ども甲状腺がん裁判」のニュースが流れる、2022年1月27日提訴[320]原告弁護団長を務める井戸謙一弁護士、弁護団に河合弘之弁護士[321]甲状腺がんが、放射線影響によるものかだけが争点、過剰診断については争点に入っていない。
- 2022年1月27日　小泉純一郎、菅直人ら首相経験者5人が、東京電力福島第一原発事故で「多くの子どもたちが甲状腺がんに苦しんでいる」とする書簡を欧州連合（ＥＵ）の執行機関・欧州委員会に送った[322]。書簡は「原自連」（原発ゼロ・自然エネルギー推進連盟）が公開している。この団体は、反原発運動で知られる河合弘之弁護士が幹事長という肩書きで関わり、元首相5名らのエネルギー活動の窓口になっている。[323]原自連には小泉純一郎（元内閣総理大臣）、細川護熙（元内閣総理大臣）、幹事長・事務局長　河合弘之（脱原発弁護団全国連絡会共同代表）、賛同人に井戸謙一（弁護士）、海渡雄一（脱原発弁護団全国連絡会共同代表）、住所も、「NPO法人3・11甲状腺がん子ども基金」と同じで、同じ2023年6月に同じ所に移転している[324]住所も、「NPO法人3・11甲状腺がん子ども基金」と同じで、同じ2023年6月に同じ所に移転している。
- 2023年12月科学技術社会論学会が開催され、小児甲状腺がん多発 ̶̶ 崩壊寸前の過剰診断論(放射線被ばく問題 Part1)として、藤岡毅、津田敏秀、本行忠志、山内知也、 林衛らの講演[325]。

## 関連する用語の説明

### 放射線医学県民健康管理センター
福島県立医科大学放射線医学県民健康管理センターは、2011年9月に設立された。 県内唯一の医科大学である福島医大が、福島県から委託を受けた「県民健康調査」の実施組織。「県民健康調査」の目的は、東京電力福島第一原子力発電所事故による放射性物質の拡散や避難等を踏まえ、県民の被ばく線量の評価を行うとともに、県民の健康状態を把握し、疾病の予防、早期発見、早期治療につなげ、将来にわたる県民の健康の維持、増進を図ること。

#### 部門の変遷
2012年6月1日放射線医学県民健康管理センターの疫学部門から基本調査部門を分離、臨床部門を分割し、甲状腺検査部門、健康診査部門、こころの健康度・生活習慣調査部門、妊産婦調査部門を新設。2012年11月20日ふくしま国際医療科学センターが新設され、放射線医学県民健康管理センターがその下部組織に位置付けられる。2014年4月1日放射線医学県民健康管理センターの11部門を「甲状腺検査部門」「国際連携・コミュニケーション部門」「健康調査部門」「疫学・統計部門」の4部門に改編、部門横断の企画室を新設、事務局健康調査課の課内室として甲状腺検査室を新設。2019年4月1日放射線医学県民健康管理センターの「健康調査部門」を「健康調査基本部門」と「健康調査県民支援部門」に改編。

#### 検査の任意性の確保
検査の任意性の確保のページがある。。「甲状腺検査は、希望する方にのみ行う検査です。そのため、一次検査、二次検査では、それぞれ検査の同意書をいただいた上で行っており、同意が確認できない場合は検査を実施しておりません。甲状腺検査にもメリットとデメリットの両面があります。一次検査のお知らせやこのホームページ上でも説明をしていますのでご確認ください。」「一次検査では検査同意確認書は検査のお知らせに同封しています。検査を受ける方が未成年の場合も、保護者の方とご本人で相談し受診するかどうかをご判断いただき、同意・不同意を検査同意確認書のご返送によりお知らせください。二次検査では二次検査の対象となった方には、意向確認のためのはがきを一次検査の結果に同封していますので、ご返送ください。二次検査をご希望の方には、二次検査の詳細なご案内と一緒に同意書兼問診票をお送りしますので、記入のうえ、ご返送ください」。
「甲状腺検査には、同意します、同意しませんの項目がある。本格検査2回目（検査3回目）より、甲状腺検査「不同意」の欄を設けられた。「同意しません」を選択された方には、その回の検査について、受診のご案内を追加でお送りすること(受診勧奨)はいたしません。同意、不同意の意思はいつでも変更が可能」。
2018年10月29日第11回甲状腺評価部会に髙野徹部会員「検査を行う上では強制性があってはいけないということは大原則。現在の体制では授業の合間に検査が実施されており、検査拒否の意思を示しにくいため強制性を持つということが言われている。実際、授業の合間に行われてしまうと、検査を受けない子どもたちは授業中教室でぽつんと残っているという現状がある。原則放課後あるいは休日に限定して検査をすべきではないか」と発言したことから問題が注目された。
第37回「県民健康調査」検討委員会では、福島大学の教員が、授業中に甲状腺検査に行くように、促したと発言し、いかないものは怠け者であるかのような発言があった。
2022年の論文に「検診の是非を問う意見も一方ではあるが、2年ごとの検診を20歳以降は5年ごとの検診を忘れずに受けていただきたいと思っている」と福島医大で福島の小児甲状腺がんの手術を多く担当している医師が書いている。
緑川早苗はインタビューで「（放射線の影響を）心配している個人が（検査）を申し込んできたときに、甲状腺の専門家だけではなく、放射線などの複数の専門家がチームで対応するべき。線量評価やリスク評価、心理的な側面からの状況、そして十分なコミュニケーションを取ったのち、（その個人が）もし甲状腺検査を受けるのであれば、そのデメリットも十分に説明し、それから同意をとるべき。自分で申し込んできた方だけを対象にした場合、現状の18歳以上の方の受診率と同じくらいになると考えてみれば、今の1/10、2年間で約2万人です。それならば、体制によっては不可能ではない。その後、学校における検査には強制性が認められるという論文がBMC Cancer.に出ている。

#### 甲状腺検査のメリット・デメリット
放射線医学県民健康管理センターの説明には、「超音波診断装置（エコー）を用いた甲状腺検査は、メリットとデメリットの両面があります。甲状腺検査を受診するメリットとして、検査の結果、問題がなければ放射線の健康影響を心配されている方の安心につながること、治療が必要な変化が発見されれば早期診断・早期治療につながる可能性があります。一方、デメリットとして考えられることは、一生気づかずに過ごすかもしれない無害の甲状腺がんを診断・治療する可能性や、治療に伴う合併症が発生する可能性や結節(しこり)やのう胞が発見されることにより不安につながることなどが考えられます。甲状腺検査は任意の検査です。受診するかどうかをご判断いただくために、「検査のメリット・デメリット」を詳しく説明する小冊子をご覧ください。また、その内容を動画でご覧いただけます。」と出ている。
2018年7月8日第10回甲状腺評価部会に、インフォームド・コンセントがしっかりされていないと改善案「県民健康調査における甲状腺超音波検査の倫理的問題点と改善案」が出された。また、米国予防専門委員会（USPSTF）による推奨の紹介も同じく出された。甲状腺超音波検査の有害性についての記載を甲状腺検査のお知らせの案に記載するように提案されている。これらの議論は甲状腺検査のお知らせ改訂案への部会員意見としてまとめられ、第12回甲状腺検査評価部会に提出された。甲状腺検査のお知らせ改訂案は第12回甲状腺検査評価部会の案を経て、第13回甲状腺検査評価部会に福島県民健康調査課長から、改定案が出された。それについて部会委員から意見が多数寄せられたが、その意見は反映されなかった（議事録p29-35）。「座長預かり」という形で、最終的に専門家たちの合意がないまま、ほぼ県が提出した原案通りで採用されたと、このお知らせの文面は後々種々の事柄に大きく影響していくことになった。第36回検討委員会に甲状腺検査改定案が出る。

#### 甲状腺検査の倫理
2018年1月26日第9回甲状腺評価部会で、鈴木元部会長が県民健康調査に関連するような倫理問題を扱っているような県の機関があるのかという問いに対し、県職員が回答。基本的には県の段階で倫理審査はせず、具体的な研究計画の倫理審査というのは県立医大が実施していると。福島医大の安村誠司 理事(教育・研究担当)が、倫理的なことに関しましては、倫理委員会で甲状腺検査も含めて全ての検査に関して倫理審査を通していると回答した。もし倫理的に課題があるんではないかということがあるなら、ここで検討いただくのが適切なのではないかなと感じると回答している。
2018年10月29日第第11回甲状腺検査評価部会で髙野徹部会員が超音波検査の利益・不利益には超音波検査については基本的には侵襲性はないとの記載しかなかった。もし今も現状のままだとしたら、そこはやはり審査をやり直す必要がある。」に対し、志村浩己 甲状腺検査部門長が「研究計画書の本文はそうかもしれないが、同意文書はその都度提出してるので、その都度可能な範囲で修正を都度アップデートしている。今回また評価部会、検討委員会の決定を踏まえて、また修正していくということになると思う。」。
甲状腺検査についての倫理審査の書類は2011年9月30日に出されている。まだ、甲状腺超音波検査の不利益が知られていなかった頃のものである。」
その後、米国予防医学専門委員会（USPSTF）は中程度の確実性をもって、無症状の人における甲状腺がんスクリーニングは、有害性が有益性を上回ると結論付ける。
その後、2022年9月30日に、この倫理審査1318は、「『県民健康調査』の一環としての福島県居住小児に対する甲状腺検査」から「『県民健康調査』の一環としての福島県居住小児に対する甲状腺検査」のデータを利用した観察研究」に変更された。
医師は、被験者の利益を最優先にするという職業倫理を持つべきということが、ニュルンベルク綱領について語る医師のインタビューがある。2018年の第30回「県民健康調査」検討委員会では、「国際的な医学倫理の基準であるヘルシンキ宣言に沿っていないのではないか、問題になったときに、責任をとるのは主体である県だと思うがそこの危険性は認識されているのか。」それに対し福島県の職員が、御指摘の結論が検討委員会ないしは評価部会で出れば、それに県も従うということがある。御意見としてはいただきますけれども、そこについて御議論いただければと思います。と回答。
緑川早苗はインタビューで「他県ではやっていない子どもの甲状腺がんスクリーニングなのですから、少なくとも事前説明では、新たな検査や薬の治験や臨床研究と同じように、この検査によるリスクについてきちんと受診者に説明するという形に変えなければなりません。」

### 県民健康調査甲状腺検査サポート事業
二次検査後に生じた経済的負担を支援する福島県の制度。県民健康調査甲状腺検査後に生じた経済的負担に対して支援を行うとともに、保険診療に係る診療情報を県民健康調査の基礎資料として活用させていただき、将来にわたる県民の健康の維持、増進を図る。
対象者は（1）及び（2）の項目全てに該当している者。
- (1）県民健康調査甲状腺検査を受けていること。ただし、検査を受けていないことについてやむを得ない理由があると認められる場合は、この限りではない。
- (2）甲状腺しこり等（結節性病変）があり、医療機関で当該病変に係る保険診療を受けていること[35]。

第31回「県民健康調査」検討委員会において交付件数が報告された。また、県民健康調査(甲状腺検査)の二次検査を受診者以外へのサポート事業の拡充が提案された。第33回「県民健康調査」検討委員会で甲状腺検査サポート事業の改正が報告された。委員からは、「一次検査を受けていない場合は甲状腺がんになってもサポートしませんよということなので、これは一次検査に対する強烈な強制性を持つことになるので、改正前に戻すか、あるいは受けていなくても対象者であればサポートできるという形にしないと、ちょっとこれは問題ある」という発言があった。「情報提供と金銭的な援助というのをセットでやりますというたてつけになっていると思います。」という意見も。結局、改正はされなかった。県民健康調査甲状腺検査サポート事業の実施状況が第34回で報告された。
環境省職員より、「サポート事業の情報の中で、つまりこれは診療情報を分析して評価ができるということで行っている」（議事録p44）

### こころのケア・サポート
こころのケア・サポートスタッフが、二次検査の前に、検査を受けるにあたって心配している内容を相談のり、今後の検査の内容を具体的に説明。当事者の不安内容を二次検査に関与する全スタッフが不安対応するよう配慮する。福島県外で受診可能な甲状腺検査の情報提供。志村浩己教授が日本甲状腺学会雑誌で説明している。電話支援などによる受診意思決定のためのサポート。検査の同席、検査中、検査後の声掛け、検査前後の電話説明、Web相談などの支援。二次検査後に、経過観察や外科治療が行われる受診者に対して、二次検査時に支援を行った同じスタッフにより、入院中及び外来時に継続的にサポート。

### 原子力災害専門家グループ
「原子力災害専門家グループ」は、2011年3月の東京電力福島第一原子力発電所の事故を受け、被災者の避難、受け入れの際の安全確保に関すること、被災者の被ばくに係る長期的な医療、健康管理に関すること、その他、放射性物質に関する人体への影響一般に関すること等について、2011年4月から2021年3月までの間、外部の専門家として、随時、官邸に対する助言を行った。メンバーは遠藤啓吾、神谷研二、酒井一夫、佐々木康人、前川和彦、山下俊一、長瀧重信。。

### 福島県「放射線と健康」アドバイザリーグループ
2012年4月第6回福島県「県民健康管理調査」検討委員会で16人のメンバーが発表された。東京電力福島第一原子力発電所事故による放射性物質の拡散を踏まえ、県民健康調査 「基本調査」や個人線量計測定等、県内において、外部被ばく、内部被ばくの測定が行われている。こうした調査結果等を県民にお知らせする際、測定により得られた情報を正確に還元し、放射線に関する適切な情報の普及を図ることが重要であることから、専門的な見地から広く助言等を行うため、複数の放放射線等の専門家を構成員として「福島県『放射線と健康』アドバイザリーグループ」を設置した(2011年12月5日設置)。

### 甲状腺通信
「甲状腺通信」は対象者や保護者に、年2回、甲状腺検査の最新の情報を提供するために郵送されているもの。
- 2012年11月甲状腺通信創刊号　福島県立医科大学器官制御外科学講座教授 放射線医学県民健康管理センター甲状腺鈴木眞一検査部門長の説明、「今回の検査結果判定の嚢胞というのは明らかに良性のものばかりです。」教えて甲状腺検査のコーナーでは、福島では「チェルノブイリの事故と比べて放射線量は低いので過敏になることはないだろう、すぐに答えが出ないので、甲状腺検査は継続的に実施して、みんなの不安を小さくしていきたい。そのためにも、現在実施している初回の甲状腺検査を受診することが大切。放射線の影響を確かめるためにも基本調査の問診票を記入することが大切。家族の健康をみんなで守ろう。」と記載[105]。
- 2014年2月甲状腺通信2号　甲状腺内分泌学講座主任教授 放射線医学県民健康管理センター 甲状腺検査部門長 鈴木眞一、甲状腺検査副部門長の志村浩己、鈴木悟、福島俊彦、緑川早苗の紹介。教えて甲状腺検査のコーナーでは今の甲状腺の状態を見る先行検査、平成26年4月から実施する本格検査があることを説明。県外でも医療機関の協力で甲状腺検査を受診できるよう準備がすすめられていること、子供たちの健康を守ろう、検査を受けるよう呼びかける内容となっている。[336]。
- 2015年1月甲状腺通信3号　教えて甲状腺検査のコーナーでは「甲状腺検査を繰り返し受診することの大切さ」につき解説。甲状腺通信は甲状腺検査の案内ではないことがこの回から明記される。[337]。
- 2015年7月甲状腺通信4号　放射線健康管理学講座主任教授放射線医学県民健康管理センター甲状腺検査部門長大津留晶、甲状腺検査推進室長　鈴木悟と緑川早苗、甲状腺検査推進室副室長　志村浩己と福島俊彦の紹介[338]。
- 2016年2月甲状腺通信5号　検査会場(一般会場)で暫定的な結果の説明、医師による説明ブースを設置が開始。検査を受けてから検査結果が郵送されるまでの間の不安の軽減、希望者に当日の超音波画像をみながら、医師による一次検査の暫定的な結果内容を説明が行われることとなった。2015年度から、申込のあった学校において、小学校5年生・6年生、中学生、高校生を対象とした、甲状腺検査の「出前授業」が開始[339]。
- 2016年8月甲状腺通信6号 甲状腺検査の受診は任意であると記載。平成28年度、本格検査2回目（検査3回目）より、甲状腺検査「不同意」の欄を設けた。「「同意しません」を選択された方には、その回の検査について、受診のご案内を追加でお送りすること(受診勧奨)はいたしません。同意、不同意の意思はいつでも変更が可能。福島県の場合、住民の被ばく線量は極めて低く、国際的な機関も、放射線の影響で甲状腺がんが発生する リスクは極めて低いとの見解を示しています。しかし一人ひとりの被ばく線量が十分に把握されたとは言えないので、長きにわたって甲状腺の状態を見守るため、希望される方に甲状腺検査を行っている。一方、小さな甲状腺がんは、治療をしなくても多くは生命には影響しないと考えられている。そのため超音波で甲状腺を検査すると、症状がなく、かつ、将来にわたって体にダメージを与えないかもしれない甲状腺がんが多数発見される可能性が指摘されている。加えて、個別には、どれが進行する甲状腺がんかを十分に識別することは困難。 こうした甲状腺がんと超音波による甲状腺検査の特性を理解したうえで、受診希望を検討ください。震災時年齢が低い方から悪性ないし悪性疑いが発見されておりますが、「放射線による被ばくの影響」とは判断することはできません。甲状腺がんは放射線のみが原因で発症するものではありません。また甲状腺がんは年齢が上昇すると、がんにかかる人が増えていきる。福島第一原発事故から5年が経過し、検査の対象となる方々の年齢も上昇している。震災時に乳幼児だった人も、放射線と関係なく、その他の要因によって甲状腺がんが見つかったとしても不思議ではない年齢になっている。震災時年齢が低いひとから悪性ないし悪性疑いが発見されても「放射線による被ばくの影響」とは判断することはできません。」と記載された[328]。2016年度の甲状腺検査部門の責任者の紹介、甲状腺検査部門長　大津留晶、甲状腺検査推進室長　鈴木悟と緑川早苗、甲状腺検査推進室副室長が志村浩己、松塚崇、後藤紗織[328]。
- 2018年7月甲状腺通信10号　平成30年度からの甲状腺検査実施体制、甲状腺検査部門の責任者の紹介、放射線医学県民健康管理センター甲状腺検査部門部門長　志村浩己、甲状腺検査推進室 室長鈴木悟、甲状腺検査業務室 室長松塚崇、推進室 副室長岩舘学、業務室 副室長鈴木聡、放射線医学県民健康管理センター健康調査基本部門 健康コミュニケーション室 室長緑川早苗[340]。
- 2020年7月甲状腺通信14号　この回より「甲状腺通信は甲状腺検査の案内ではない」から、「甲状腺検査の最新情報をお届けします」に変更[341]。
- 2021年8月甲状腺通信16号 UNSCEAR2020どもたちに発見された甲状腺がんは、放射線被ばくによるものとは考えにくいと説明。 甲状腺検査を受けなければいけないかの特集あり。メリットとしては、 検査を受けることで甲状腺に異常がないことが分かれば放射線の健康影響を心配している方にとって安心できる材料となります。主なデメリットとしては、 将来的に日常生活や命に影響を及ぼすことのないがんを発見し治療する可能性があります。つまりずっと症状のない 甲状腺がんが見つかるかもってこと?はい、その可能性もあります。 そのため私たちはこうしたデメリットや不安を減らす取り組みも行っています[342]。

### 出前授業
2014年10月に、初めて出前授業というかたちで子どもたちに向けた説明会を実施。2015年度から、申込のあった学校において、小学校5年生・6年生、中学生、高校生を対象とした、 甲状腺検査の「出前授業」が開始された。検査会場(一般会場)で暫定的な結果の説明、医師による説明ブースを設置が開始。検査を受けてから検査結果が郵送されるまでの間の不安の軽減、希望者に当日の超音波画像をみながら、医師による一次検査の暫定的な結果内容を説明が行われることとなった。
甲状腺検査出前授業は2015年〜2017年、甲状腺検査出張説明会も2015年〜2017年に緑川早苗が実施。学校検査でも説明ブースを作ることを提案したが実現しなかった、説明を繰り返す間に「大丈夫」の説明と「放射線の影響はなかった」が対象者にとってイコールになっているということに気づいた。実際には、甲状腺検査は甲状腺に結節性病変がないかどうかを見ているたけであり、被ばくについては全く調べていないことに対象者やその家族が知らないことに気づいた。
緑川早苗は、出前授業時に子どもたちと直接会話するうちに、当事者たちが「福島が大丈夫だって証明するために検査を受けるんだね」と考えていることを聞き、「自分が子どもたちを裏切っていると強く感じるようになりました。」と。そこで、2017年の4月から、出前授業の中で、「検査で見つかることのある甲状腺がんは、もしかしたら検査をしなければ一生気づかずに過ごしたものかもしれません」という話を開始。緑川早苗が7年ほど出張説明会を担当。2023年現在では、小学6年生から高校生までを対象とした「出前授業」、保護者や学校の先生、地域住民などを対象とした「出張説明会」を実施。出張説明会（基本プログラム　90分）は小中高校生。

### ホールボディカウンター
ホールボディカウンターや個人線量計のデータも「県民健康管理ファイル」に管理される。ホールボディ・カウンタは「WBC」と福島県では略されて書かれる。2023年現在でも、県内、県外で実施されている。第33回「県民健康調査」検討委員会で2011年〜6月27日〜2018年3月31日までのホールボディ・カウンタによる内部被ばく検査のデータ結果報告（議事録p43）とそのレビューが出ている 。

### ハーベスト効果
『最初の検診によるハーベスト効果※、受診率、対象者の加齢による自然発生がんの増加等の要因も含めて見ていく必要がある。(医大) ※ハーベスト効果:生涯にわたり臨床症状を示さない例も含めて、検査により一時に発見してしまうこと。』とこの言葉は県民健康調査検討委員会 第2回「甲状腺検査評価部会」 開催報告　資料6に初めて記載される。それまでこの言語はネット上で見ることはほとんどなかった。その後、第15回福島県「県民健康調査」検討委員会でも議事録p12で清水一雄委員が使用した。

### スクリーニング効果
スクリーニング,無症状の集団を対象に検査を行い、目標とする疾病の罹患者や発症が予測される患者をふるい分けるもの。スクリーニング効果とはそれまで検査をしていなかった人に対して一気に幅広く検査を行うと、無症状で無自覚な病気や有所見〈正常とは異なる検査結果〉が高い頻度で見つかる事。
NATROM(名取宏)の説明よると無症状でがん検診を受けてがんと診断された人は、以下の4つのどれかに相当する。
- 1、検診を受けても受けなくてもがんで死ぬ運命だった。検診で発見された時点で手遅れ。
- 2、検診を受けたおかげでがんで死ぬことを避けられた。
- 3、検診を受けていなければいずれ症状が出てがんと診断される運命であったが、それからがんの治療をしても、がんで死ぬことはなかった。
- 4、治療を受けなくても一生涯症状が出ず、検診を受けていなければがんと診断されることもなかった。[349]。

4が過剰診断に相当、1と3はがんの死亡率減少効果はない（死亡率減少効果を示すことが、有効ながん検診）。
しかし、がんと診断された場合でも、過剰診断のがんと普通のがんを区別することはできない。
環境省の大臣等の答弁では、甲状腺がんの多発見については、「甲状腺がんの検出数が増加している原因は、放射線被ばくではなく非常に感度が高い、もしくは精度がいいスクリーニング技法がもたらした結果と報告されているところであります」と表現されている。では、何％が過剰診断の甲状腺がんであるのか、それは疫学でしか、判断することはできないが、疫学の専門家は条件によっては最大で99.9％が過剰診断になると述べており、髙野徹は自覚症状がなくて超音波検査でしか見つからないがんの95〜98％が過剰診断ではないかと。

### 30年前倒し論
2017年福島医大から出された論文に書かれた理論。1巡目で甲状腺がんの子どもが多数見つかったことについて、専門家の間で驚きはあったもののあまり危機感がなかった。この時点でもほとんどの甲状腺の専門家は、甲状腺がんは多段階発がんで発生すると信じていたので、甲状腺がんは正常の細胞がゆっくりと悪性化して中年以降の臨床がんになる、というモデルが主流であった。 
つまり、甲状腺がんの最初の発生は40歳から50歳であろうと考えていたのだが、検査結果から解釈を変えた。甲状腺がんは子どものころに発生し、ゆっくり成長し、中年をすぎるまで臨床がんのサイズまで成長しないという仮説を立てた。この理論が「スクリーニング効果」という説明につながっている。そうであるなら、将来手術が必要のものを早期発見し、早期治療で合併症や再発も避けられるという考え方となる。この仮説が正しければ、1巡目の検査ではある程度の甲状腺がんの発見があるはずである。しかし子どものうちから発生後、臨床がんになるまで数十年経過するのであれば、2巡目の検査で検出される甲状腺がんは激減するはずである。このような予測が1巡目の検査で甲状腺がんが多数検出されてしまったことに対する専門家たちの危機感を薄れさせ、その結果なんの議論もなく2巡目の検査がおこなわれてしまうことになったのであろうと思われる。しかし、予想に反し、2巡目でも、相当数の甲状腺がんが発見されるという結果が出た。そのため、専門家たちは福島で何が起こっているのか、ということについて「放射線によって甲状腺がんが増えているわけではない」というばかりで、ではなにが原因で増えているのか、ということについては見解がでてくることがほとんどなくなった（福島の甲状腺検査と過剰診断p59−62）

### 甲状腺がんの自然史
がんの自然史とは、がんがいつ発生し、成長するのか、また成長を止めるのか、悪性化して死因となるのかということである。甲状腺がんの9割程を占める甲状腺乳頭癌、福島で発見されるのはほぼこれである。「県民健康調査」で語られる甲状腺がんはほぼ、甲状腺乳頭癌の話であるといえよう。
髙野徹のの理論は、福島の検査のデータから出された、2018年緑川早苗により、成長を止めていくことが報告された。その後も、この小児期の甲状腺がんが成長を止めていく過程や、自然史についての論文が次々と出ている。
甲状腺に、嚢胞にせよ、結節にせよ、なんらかの所見が増加し始めることは、検査開始頃から判明してきている。「A2判定は年齢が上がるごとに数が増える。B判定は年齢とともに上がっていくというこ とで、16歳以上が一番多くなっています」（第7回議事録p6）。「（甲状腺がんの発見は）思春期以降の人に非常に多い というのが今回の特徴であります。」（第11回議事録p23）。「甲状腺がんというのは加齢にしたがって増えていくというふうに思います。小さな子には、あまりないということですね、ところが、チェルノブイリの事例で言うと、むしろ、この小さな子どもから患者が増えていると」（第12回議事録p22）。検査が進むにつれ、これが自明のこととなった発言もある。「もともと甲状腺結節は年齢が上がるごとに、主に良性の結節がほとんどですが、結節の発見率はどんどん上がってくることが従来の研究で分かっておりますので、B判定率は現在5%くらいになっていますが、それは予測される範囲の発見率と考えています。さらに10年、20年とか経ちますと、またこの発見率は上がってくるものとは考えています。悪性についても若干上がってくるとは思うのですが、良性の結節が非常に増えてくると いう特徴があると思っております。」「年齢相応に想像の範囲で増えている、という説明でした」（第42回議事録p30-31）。
超音波検査実施後の時期より、こどもの早期のがん再発が増加を見たという論文もある。今後、福島の早期発見による再発等の報告が出てくると思われる。未成年者の甲状腺がんは転移も再発も多いが予後は非常に良いことは2001年にすでに報告されている。

### 福島の県民健康調査の検査や甲状腺がんの手術報告等
- 2015年、光武範吏（2019年から長崎大学原爆後障害医療研究所教授,日本甲状腺学会理事[358]）らによる、福島の甲状腺癌で手術施行した68症例の遺伝子の解析（チョルノービリの例との比較）報告[359]
- 2015年6月30日までの25名の甲状腺がん疑い症例の報告。これまでの調査で確認された甲状腺がんは、放射線被ばくによるものとは考えにくく、高度な超音波診断技術を用いた検診の結果である可能性が高く、検出された甲状腺がんが放射線被ばくの結果でないとすれば、検診プログラムの結果としての過剰診断の影響を心配する必要がある[360][361]。
- 2016年3月31日までに手術が施行された132例中、福島医大で手術が施行された126例で，うち125例が術後甲状腺癌の報告、術前と術後のステージ運類の違いが記載されている[300]
- 2012年から2016年に福島県立医科大学で外科的切除を受けた福島第一原子力発電所事故時の18歳以下の患者からの115の甲状腺乳頭癌の組織学的標本のレビュー[362]
- 2018年12月末までに県民健康調査の甲状腺検査対象者で福島県立医科大学で甲状腺がんの手術が施行された180名の結果報告。内訳は二次検査で悪性ないし悪性疑いとして福島医大に紹介手術された161 例 、甲状腺検査で最終診断されず医大に紹介手術された19例。甲状腺全摘術は9％、再手術は片側切除の7％、全症例の6％[197]。
- 岩舘学　講師の138例（男性52例、女性86例）の遺伝子解析、136例（98.6％）が甲状腺乳頭癌。BRAFV600E変異は主に福島県民で検出され、RET/PTC3再配列を有するチェルノブイリ原子力発電所事故後のPTC症例とは異なっていた。[363][364][199]
- 2021年11月志村浩己が2016年までの、先行検査と2巡目の結果を論文にした[299]
- 2021 日本甲状腺学会雑誌の鈴木眞一の論文は、それまでの総括論文を出した[282]。
- 2022年 日本内分泌・甲状腺外科学会雑誌で、鈴木眞一が発表した2021年3月31日現在での集計では，260例の悪性ないし悪性疑いと診断され、219例が手術を施行され、218例が甲状腺癌（うち215例が乳頭癌）、良性腫瘍が1例[365]同雑誌で、病理医の坂本穆彦が細胞診で“悪性”ないし“悪性の疑い”と判定された266例中，222例がすでに手術をうけた。手術検体の組織学的検索結果によれば，乳頭癌218例，濾胞癌1例などであった[366]。同雑誌で、志村浩己が現在の進捗状況を報告した[367]。
- 2022年12月5日日本疫学会誌 別冊「福島特集号 - 東日本大震災後の10年」が発刊され「県民健康調査」のこれまでの成果などをまとめた11本の英語論文を発表[368]

### チョルノービリの甲状腺検査
チェルノブイリ原子力発電所事故が1986年に起こり、ソビエト連邦は1991年に終わった。ベラルーシやウクライナでは、事故後4〜5年ごろから小児甲状腺がんが発生し始めた。
一般的に放射線で誘発される甲状腺がんは、被ばく時年齢が低いほど（特に5歳以下）高リスクであることが知られている。チェルノブイリでは被ばく時年齢がより低いほど、甲状腺がん頻度の高い傾向が見られた。一方、福島では事故後の3年間において、低年齢層では甲状腺がん頻度の上昇は見られず、年齢の上昇に伴う頻度の上昇が認められた。これは通常の甲状腺がんの罹患率の上昇パターンと同じ。
日本から医療支援に向かった医療者は多かった。長瀧重信、山下俊一、高村昇、菅谷昭。
1990年ごろから原発周辺地域で甲状腺がんと診断される子供たちが多数出た。通常の頻度より多く見られたため、原因究明が行われ、放射性ヨードが原因とされた。放射性ヨウ素が原因との原因究明に山下俊一が大きく関わった、それまでは、100mSv以上の外部被ばくの甲状腺がんリスクは知られていたが、内部被ばくのリスクは知られていなかった、国際共同疫学調査で事故後汚染された牛乳のヨウ素131が原因ではないかということが当時の世界のコンセンサスになった。日本を中心とした国際医療支援チームが結成され、当時最先端の医療機器であった超音波検査装置を現地に運び、甲状腺がん検査を実施した。 その結果、7000人もの子供や若者に甲状腺がんが発見され、手術が実施された。日本医科大の清水一雄教授も手術に向かった医師の一人で、小児甲状腺がんの甲状腺内視鏡手術や検診をしていた。（甲状腺内視鏡手術が2016年4月から保険収載。）
これら事業は、日本からの支援が現地の子供達を救ったという美談として現在でも語られている。 しかしその後、チョルノービリで見つかった甲状腺がんの子供の経過が色々報告されるようになる。 甲状腺がんの子供936人の20 年間観察報告で甲状腺がんが原因での死亡は3人、7人が自殺、5人が事件・事故で死亡していた。2018年に福島で IARCのメンバーと日本の専門家の間で意見交換会があったとき、日本のメンバーから「チェルノブイリでは超音波検査を受けたからこそ命を救われたと判断できる子どもが1人でもいたのか?」という質問に対し、IARCのメンバーは誰も回答できなかった。チョルノービリでも過剰診断が行われていたのではないか、しかし、その話をすることはしばらくタブーであった。
チョルノービリでの甲状腺がんスクリーニングに関する柴田義貞の論文は、原発事故以前生まれと事故後生まれの子供達それぞれ、約1万人のスクリーニング結果を示したもので、事故後生まれからは甲状腺がんが見つからなかったとして、しばらく、チョルノービリでの過剰診断を否定する根拠の論文とされていたが、その後、10歳代半ばから発生してくるという甲状腺がんの自然史が判明してくると、事故後生まれはスクリーニング時に年齢が若く10歳代半ばであることから、二つのグループのの年齢分布が違うことから、過剰診断を否定するものとはなっていないことが判明 。
チョルノービリで活躍した医師たちは、福島の甲状腺検査もチョルノービリと同様推進すべきと強く提言する学者が多いが、長瀧重信のように、「甲状腺検査をこれまでと同じ方法で行うことは止めなければならない」という学者もいる。

## 国会・市町村

### 総理大臣答弁書・国会
- 2015年9月安倍晋三内閣総理大臣の答弁書

「専門家会議中間取りまとめ」のUNSCEAR等の国際的な評価も踏まえ、専門家会議としては、甲状腺がんを含めたがんについては従来から取り組まれてきた「がん対策を着実に進めることが重要」とし、「がん罹患情報を把握し変動をモニタリングすることも住民の健康を見守っていくという観点から重要」とされ、また、「県民健康調査「甲状腺検査」が実施されてきたことは適切な対応であり、今後も継続していくべきものである」が該当すると解している。「わが国の地域がん登録で把握されている甲状腺がんの罹患統計などから推定される有病数に比べて数十倍のオーダーで多い。この解釈については、被ばくによる過剰発生か過剰診断（生命予後を脅かしたり症状をもたらしたりしないようながんの診断）のいずれかが考えられ、これまでの科学的知見からは、前者の可能性を完全に否定するものではないが、後者の可能性が高いとの意見があった」とされていると承知している。
- 2022年3月岸田文雄内閣総理大臣の答弁書

福島県民健康調査「甲状腺検査」の「御指摘の「過剰診断の具体的な不利益の説明は全くなく、対象者やその家族が不利益を正しく理解できていない」の意味するところが必ずしも明らかではないが、福島県において、小中学生向けの記載を含む「福島県「県民健康調査」甲状腺検査　検査のメリット・デメリット」（令和二年二月 福島県・ 福島県立医科大学 作成）の検査対象者全員への配布や、福島県立医科大学放射線医学県民健康管理センターのホームページを通じた情報提供により、甲状腺検査に伴うデメリットを周知していると承知している。」「御指摘の「責任」の意味するところが必ずしも明らかではないため、お答えすることは困難であるが、いずれにせよ、政府としては、引き続き、福島県が実施する甲状腺検査に必要な支援を行っていく考えである。』
- 小泉純一郎ら元首相5人「原発事故で子どもが甲状腺がんに」とEUに書簡[322][384]
- 福島県「県民健康管理調査『甲状腺検査』」に関する質問主意書 杉本かずみ2014年4月9日[385]
- 福島県「県民健康調査『甲状腺検査』の実施状況」に関する質問主意書 杉本かずみ2014年6月18日[386]
- 福島近隣県における甲状腺検査の実施等に関する質問主意書 本村賢太郎2015年3月9日[387]
- 東京電力原子力事故後に行われている甲状腺検査に関する質問主意書阿部知子2018年1月22日[388]
- 福島県の「県民健康調査」委託事業に関する質問主意書阿部知子2018年6月6日[389]
- 参議院厚生労働委員会（第6回)2021年4月6日足立信也 国連科学委員会2020年度発表後、甲状腺がんの 過剰診断について[390]
- 決算委員会　2021年4月7日　音喜多駿 小泉環境大臣に福島の甲状腺検査について[391]
- 衆議院環境委員会　2021年5月28日細野豪志 小泉環境大臣に福島の甲状腺検査について見直しの提言[205][392]
- 参議院資源エネルギーに関する調査会　2022年2月9日音喜多駿 五人の総理経験者に送付した書簡、福島の甲状腺検査が授業の時間帯を使っての甲状腺検査、福島の甲状腺がんに関するIARCの過剰診断の報告[393]
- 第208回国会 予算委員会 第六分科会 第2号（令和4年2月17日）馬場雄基[394]

### 福島県以外で甲状腺検査を実施している市町村
宮城県丸森町6人が精密検査が必要と診断され、1人が新たに甲状腺がんと診断、経過観察は 106人という結果、茨城県北茨城市  平成25年・26年で4777人が受診平成26年度3名が甲状腺がんと診断された。、茨城県那珂郡東海村、千葉県柏市、千葉県鎌ケ谷市、千葉県松戸市、千葉県野田市平成29年度C判定1人、千葉県我孫子市、栃木県日光市
（市町村以外)「関東子ども健康調査支援基金」常総生協　茨城、千葉、栃木、埼玉、神奈川の五県と東京都で、震災時に十八歳以下だった人を優先対象に巡回検診10970人を調べ、3人甲状腺がん発見

## 国際機関による評価等

### UNSCEAR2013
UNSCEAR報告書（電離放射線の線源、影響およびリスク　原子放射線の影響に関する国連科学委員会）
2013年 国連総会報告書 第Ⅰ巻 科学的附属書A:2011年東日本大震災後の原子力事故による放射線被ばくのレベルと影響

### UNSCEAR2015
日本大震災後の原子力事故による放射線被ばくのレベルと影響に関するUNSCEAR2013 年報告書刊行後の進展　国連科学委員会による今後の作業計画を指し示す2015年白書　

### UNSCEAR2020
2020年/2021年国連総会報告書　第Ⅱ巻　科学的附属書B:福島第一原子力発電所における事故による放射線被ばくレベルと影響：UNSCEAR2013年報告書刊行後に発表された情報の影響
```
UNSCEAR
の最終報告。
東京電力
福島第一原発事故
による
放射線
の影響についての報告書としては「決定版」。
福島第一原発事故
後、福島の住民に
放射線
被ばくによる健康影響は見られていない。将来的にも予想されない。今後も増えない。そしてあらゆる遺伝的影響、つまり次世代への影響も起きていないし、今後も起きない。2000本ほどの査読論文がチェックされ、うち約500本が参照された。2013報告より福島での被ばく線量が低いことがわかった。
原発事故
後福島で行われている
甲状腺検査
によって、
過剰診断
が起きている可能性を指摘
[
408
]
[
312
]
。
```

福島医大の国際シンポジウムでUNSCEARのギリアン・ハース 議長による講演があった。UNSCEARのギリアン・ハース 議長、ボリスラバ・バタンジエーヴァ・メットカーフ事務局長らが2022年7月19日に来日し、2021年3月に公表した東京電力福島第一原発事故に関する「2020/2021報告書」について日本記者クラブで会見した。
原子放射線の影響に関する国連科学委員会（UNSCEAR）による日本におけるアウトリーチ活動として、2022年7月19日から22日まで日本を訪れ、日本政府や福島県いわき市の住民、科学者、学生等に対し、東京電力福島第一原発事故による放射線レベル及び影響について評価した報告書に関して、新たな情報と分析をもって検証した結果をまとめた UNSCEAR 2020/2021 年報告書についての説明・意見交換を行った。7月20日福島医大で講演した。
内堀知事が同20日、ハース議長から報告書を受け取った。21日、いわき市で開かれた意見交換会では、NPO法人3.11甲状腺がん子ども基金の崎山比早子、黒川眞一らの質疑があった。

### IARCの提言
甲状腺モニタリングの長期戦略に関する国際がん研究機関（IARC）国際専門家グループの報告書についてIARCテクニカル・レポート第46号、原子力事故後の甲状腺健康モニタリングの長期戦略：IARC専門家グループによる提言 
- 提言1、原子力事故後に甲状腺集団スクリーニングを実施することは推奨しない。
- 提言2　原子力事故後、よりリスクの高い個人（注：100-500mSv以上甲状腺に被曝した未成年者と胎児）に対して、長期の甲状腺健康モニタリングプログラムの提供を検討する。 [59]

「県民健康調査」検討委員会第26回に 星北斗 座長「科学的な検証をする、国際的な科学検証をしてもらって、 かつ、しっかりと県民にも浸透していくような内容で」と提案し、環境省が、財政支援をしてWHOの専門機関である国際がん研究機関(IARC)に依頼し出された報告書。環境省の放射線による健康影響等に関する統一的な基礎資料(令和元年度版)にも国際がん研究機関（IARC）専門家グループの提言として掲載されている。
線量的には、福島はスクリーニング検査にも、モニタリング検査にも該当しないことになるが、福島県は、「一般集団に対し一律にスクリーニングを実施することは反対しているが、リスクの高い集団ではきっちりとモニタリングの便益と害の説明を行い、インフォームド・ディシジョンをしていくことが必要ということが書いてある。」「福島のように検査体制が既に整っているところでは、検査を継続することに関してステークホルダーがおり、そういう者と丁寧によりよい方向性を議論していく必要があることが示唆されている。」。
IARCが、原子力事故後の甲状腺検査のあり方を調査・研究するにあたり、作った国際専門家グループTM-NUCのメンバーであり、アメリカにおける甲状腺がんの過剰診断問題についての第一人者であるLouise Davies医学博士は「IARCの勧告を、福島の甲状腺検査に適用することを阻むものはありません」と語る。しかし、福島医大はIARC提言を紹介することに消極的、住民への「甲状腺検査のお知らせ」にも掲載されなかった。財政支援した環境省作成の「甲状腺検査を受ける前に」リーフレットにもIARC提言は紹介されていない。
福島医大 主催の第3回国際シンポジウムでジェリー・トーマスと福島医大の鈴木眞一、志村浩己が、福島の場合はIARC提言のモニタリングに相当すると発言したことが第16回 甲状腺検査評価部会で問題となった。

### SHAMISEN勧告
SHAMISENプロジェクトの勧告「原子力災害があっても、システマティックに（大規模な、ある集団全体を対象とした）甲状腺スクリーニングをすることは推奨しない」などの提言。

### USPSTFによる推奨
甲状腺がん検診：米国予防専門委員会（USPSTF）による推奨
```
米国予防医学専門委員会（USPSTF）は無症状の成人に対する頸部触診や超音波を用いた甲状腺がんのスクリーニングは推奨しない（グレードD） 甲状腺がんスクリーニングを推奨せずと勧告
[
57
]
[
417
]
```

## 新聞
産経新聞
- (1)国連科学委「健康被害は認められない」福島原発事故報告　一部市民は反発　2022年9月12日
- (2)科学的根拠ない「被曝でがん発症」報道　2022年9月13日 
- (3)偏見助長する首相経験者　政界の関心は一過性　2022年9月14日 
- (4)県民健康調査　不安解消のはずが、むしろ不安を 2022年9月15日
- (5)過剰診断の懸念は今も 2022年9月16日
- (6)静観の県議会　保守とリベラルの奮闘　2022年9月17日 
- (7)鈴木元・評価部会長インタビュー　多面的ジレンマを克服していく　2022年9月18日
- 福島「被曝による甲状腺がんは心配ない」宮城学院女子大の緑川早苗教授インタビュー2022年9月29日

朝日新聞
- 甲状腺検査、もう10年継続を　清水一雄名誉教授2020年12月22日
- 「被曝の健康影響は心配ない」福島県の妊産婦調査終了　室月淳科長　2021年1月15日
- 福島の甲状腺がん検査「過剰診断」か　がん疫学者の指摘　祖父江友孝教授　2021年1月20日 
- 被曝と甲状腺がんの評価は　「見極めにあと5〜6年」　鈴木元院長　2021年2月25日
- 学校での甲状腺検査、見直しを　専門医の緑川早苗さん　聞き手・福地慶太郎2021年3月3日

毎日新聞
東日本大震災10年　
- 原発事故、根深い差別「被ばく者」のレッテル、懸念　清水修二・福島大名誉教授に聞く　子供の甲状腺がん、集団検査やめるべきだ　2021年3月10日

## インタビュー等
- 過剰診断で悲しむ人をゼロにしたい 福島原発事故の教訓から　対談・座談会髙野徹，緑川早苗，服部美咲2021.02.15 週刊医学界新聞(通常号)：第3408[194]
- 福島レポート 「医師の知識と良心は、患者の健康を守るために捧げられる――福島の甲状腺検査をめぐる倫理的問題」髙野徹氏インタビュー / 服部美咲　2018.05.12[141]
- 福島レポート　SYNODOS　悲劇をこれ以上拡大させないために――『福島の甲状腺検査と過剰診断　子どもたちのために何ができるか』（あけび書房）高野徹（著者）医師　2021.11.02[22]
- 福島レポート　SYNODOS 自分の「ものさし」を持つということ――福島の甲状腺検査と住民の健康を本当に見守るために 緑川早苗氏インタビュー（聞き手・構成 / 服部美咲)[236]
- 福島レポート　SYNODOS 「福島の子どもは、大丈夫です」――甲状腺検査の現場から 早野龍五×緑川早苗 / 服部美咲[114]
- 論座 「子供や若者の甲状腺がんの早期発見は有害無益である　過剰診断問題について公正で開かれた議論を」　2021年08月24日　髙野徹　りんくう総合医療センター甲状腺センター長／大阪大学特任講師[431]。
- 論座　現在の福島では甲状腺検査を継続することは正当化されない　見直しを行わない「不作為」がもたらすもの緑川早苗　宮城学院女子大学教授／POFF（ぽーぽいフレンズふくしま）共同代表[432]。